# 甲府市
甲府市（こうふし）は、山梨県の国中地方に位置する市。山梨県の県庁所在地及び県内で人口が最多の市で、中核市、保健所政令市、中枢中核都市に指定されている。
2000年11月1日に特例市に指定され、2019年4月1日に中核市の条件たる人口20万人以上には及ばなかったものの、2015年4月に改正執行された地方自治法による経過措置（特例市の事務権限を維持すれば20万人未満になったとしても2020年4月までは中核市に移行できる）により施行時特例市から中核市に移行した。なお、この経過措置が適用された唯一の事例となっている。
都道府県庁所在地としては鳥取市に次いで2番目に人口が少ないものの、面積も狭いため、人口密度は政令指定都市である岡山市に近い。

## 概要
市域は山梨県の中央を南北に三日月形に縦断しており、市街中心部は甲府盆地の中央北寄りに位置する。山梨県は首都圏整備法上の首都圏に属する県であり、
その位置関係から中部地方の最大都市である愛知県名古屋よりも、関東地方の東京への志向性が強い。中央本線 新宿駅 - 甲府駅間は特急「あずさ・かいじ」で最速90分ほどの近さである。

### 名称の由来
甲府という名称は、1519年（永正16年）に甲斐国の守護大名武田信虎が、居館を石和（現在の笛吹市石和町）、次いで川田（現在の甲府市川田町）から躑躅ヶ崎館（現在の武田神社・甲府市古府中町）へ移した際に、甲斐国の府中という意味から甲府と命名したことに始まるものである。ただし府中とは、国の中心都市という程度の意味である。歴史上の甲斐国の府中（律令制に基づく国衙の所在地）がここだったことはなく、それはおそらく現在の笛吹市内である。
戦国時代には大名領国を形成した武田氏の本拠地となり、武田氏滅亡後は徳川氏や豊臣系大名浅野氏の甲斐国経営の中心となり、国中地域や甲斐国の政治的中心地と位置付けられる。江戸時代には江戸の西方の守りの要として重要視され、また甲州街道の宿場町としても栄えた。近年では、宝石研磨産業が盛んである。

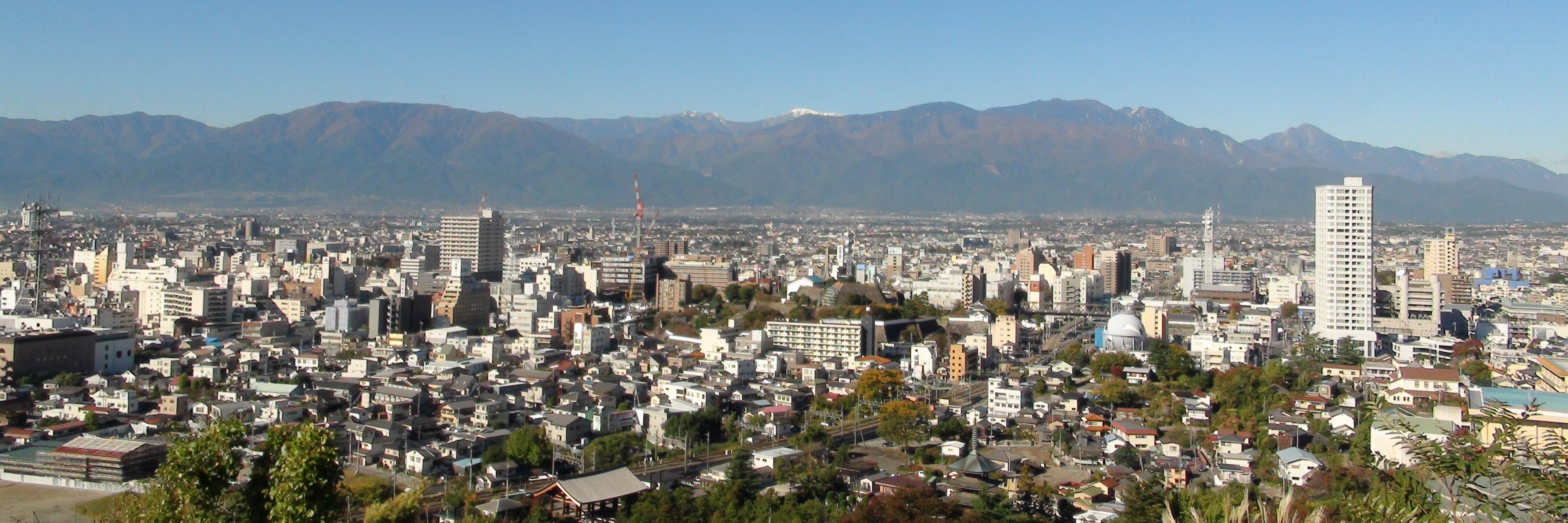
愛宕山より甲府市街と南アルプスを望む。2012年11月撮影。

## 地理
市域は甲府盆地の中央部を南北に縦断する形で位置しており、周囲を奥秩父山塊、御坂山地、南アルプスなどの山々に360度囲まれたその地形を1939年（昭和14年）の一時期、市内に住んだ太宰治は、著書「新樹の言葉」の中で、「シルクハツトを倒（さか）さまにして、その帽子の底に、小さい小さい旗を立てた、それが甲府だと思えば、間違いない」と表現した。市街中心部の標高は約250mから300mであるが、市域全体の標高差は大きく、最低部は市域南部の笛吹川付近の標高約245m、最高部は市域最北端、長野県川上村との境界にある金峰山の標高2,599mと実に標高差は2,350mに達する。市域北側の大半は秩父多摩甲斐国立公園に属し、奇岩と渓谷美で知られる御岳昇仙峡（国の特別名勝）は山梨県を代表する観光地である。

### 広袤
国土地理院地理情報によると甲府市の東西南北それぞれの端は以下の位置。

甲府市中心部周辺の空中写真。2023年10月30日撮影の91枚を合成作成。
。

北端と東端は大弛峠のすぐ近く、南端は女坂峠の近く、西端は甲斐市立敷島北小学校の北にある、荒川の右岸。
また、2010年国勢調査基準による人口重心は相生3丁目付近にある。
|                                                                           | 北端 北緯35度52分33秒 東経138度39分28秒 / 北緯35.87583度 東経138.65778度 ↑ | 人口重心 北緯35度39分14.09秒 東経138度34分4.32秒 / 北緯35.6539139度 東経138.5678667度 |
| 西端 北緯35度41分50秒 東経138度31分25秒 / 北緯35.69722度 東経138.52361度← | 市役所 北緯35度39分21秒 東経138度34分02秒 / 北緯35.65583度 東経138.56722度 | 東端 →北緯35度52分23秒 東経138度39分40秒 / 北緯35.87306度 東経138.66111度             |
|                                                                           | ↓ 南端 北緯35度30分07秒 東経138度37分01秒 / 北緯35.50194度 東経138.61694度 |                                                                                       |

### 地形

#### 山地
主な山
- 金峰山
- 黒富士
- 太刀岡山
- 弥三郎岳
- 水ヶ森
- 帯那山
- 愛宕山
- 大蔵経寺山

#### 河川
主な川
- 笛吹川
- 荒川
- 貢川
- 相川
- 濁川
- 芦川

#### 湖沼
主な湖
- 千代田湖
- 能泉湖

主な池
- 竜ヶ池

### 気候
盆地の中に位置するため夏と冬、そして1日の寒暖の差が非常に激しい内陸性気候となっている。年間降水量は日本の中では少ない方である。気候は中央高地式気候に区分されるが、夏季には日本有数の酷暑となり、たびたび猛暑日に見舞われ最高気温がニュースになることも少なくない。しかし、2010年以降は近隣の甲州市勝沼（アメダス）の方が高くなる回数が増えてきている。最低気温も標高のわりに高めで近年は関東内陸の地点と同等の熱帯夜が観測される事も珍しくない。市内の甲府地方気象台では、2013年8月10日の最高気温40.7°Cをはじめ、40°C以上の最高気温を計4回観測している。
冬季は周囲の高い山脈が北方からの寒気の流入を防ぎ、朝晩は冷え込むものの、日中は比較的暖かい。朝晩は放射冷却現象の影響で冷え込むが、標高が比較的高いわりには平均最低気温は高い。同気象台で1921年1月16日に観測された氷点下19.5°Cが甲府での最低気温であるが、近年は温暖化・都市化により冬季の最低気温は上昇傾向が続き、氷点下10°C以下は1986年1月7日の氷点下10.0°Cを最後に観測されていない。日中は日照時間も多いために比較的気温が上がり温暖で、2月の平均最高気温は温暖な大阪市より高い。真冬日はほとんど観測されない。基本的に雪は少なく、冬型気圧配置下の降雪はほとんどない一方、稀に南岸低気圧による突発的大雪となることがあり、1998年1月15日には1894年から観測史上最深となる49cm、さらに2014年2月15日には最深積雪を大幅に更新する114cmの豪雪（これは1981年の五六豪雪で記録した山形市の113cmを上回る記録）に見舞われた（平成26年の大雪を参照）。
| 甲府市飯田（甲府地方気象台、標高273m）の気候            | 甲府市飯田（甲府地方気象台、標高273m）の気候 | 甲府市飯田（甲府地方気象台、標高273m）の気候 | 甲府市飯田（甲府地方気象台、標高273m）の気候 | 甲府市飯田（甲府地方気象台、標高273m）の気候 | 甲府市飯田（甲府地方気象台、標高273m）の気候 | 甲府市飯田（甲府地方気象台、標高273m）の気候 | 甲府市飯田（甲府地方気象台、標高273m）の気候 | 甲府市飯田（甲府地方気象台、標高273m）の気候 | 甲府市飯田（甲府地方気象台、標高273m）の気候 | 甲府市飯田（甲府地方気象台、標高273m）の気候 | 甲府市飯田（甲府地方気象台、標高273m）の気候 | 甲府市飯田（甲府地方気象台、標高273m）の気候 | 甲府市飯田（甲府地方気象台、標高273m）の気候 |
| 月                                                      | 1月                                          | 2月                                          | 3月                                          | 4月                                          | 5月                                          | 6月                                          | 7月                                          | 8月                                          | 9月                                          | 10月                                         | 11月                                         | 12月                                         | 年                                           |
| ------------------------------------------------------- | -------------------------------------------- | -------------------------------------------- | -------------------------------------------- | -------------------------------------------- | -------------------------------------------- | -------------------------------------------- | -------------------------------------------- | -------------------------------------------- | -------------------------------------------- | -------------------------------------------- | -------------------------------------------- | -------------------------------------------- | -------------------------------------------- |
| 最高気温記録 °C （°F）                                  | 20.2 (68.4)                                  | 25.4 (77.7)                                  | 28.8 (83.8)                                  | 33.1 (91.6)                                  | 35.2 (95.4)                                  | 38.3 (100.9)                                 | 40.4 (104.7)                                 | 40.7 (105.3)                                 | 38.0 (100.4)                                 | 33.8 (92.8)                                  | 29.6 (85.3)                                  | 24.9 (76.8)                                  | 40.7 (105.3)                                 |
| 平均最高気温 °C （°F）                                  | 9.1 (48.4)                                   | 10.9 (51.6)                                  | 15.0 (59)                                    | 20.7 (69.3)                                  | 25.3 (77.5)                                  | 27.8 (82)                                    | 31.6 (88.9)                                  | 33.0 (91.4)                                  | 28.6 (83.5)                                  | 22.5 (72.5)                                  | 16.7 (62.1)                                  | 11.4 (52.5)                                  | 21.0 (69.8)                                  |
| 日平均気温 °C （°F）                                    | 3.1 (37.6)                                   | 4.7 (40.5)                                   | 8.6 (47.5)                                   | 14.0 (57.2)                                  | 18.8 (65.8)                                  | 22.3 (72.1)                                  | 26.0 (78.8)                                  | 27.1 (80.8)                                  | 23.2 (73.8)                                  | 17.1 (62.8)                                  | 10.8 (51.4)                                  | 5.4 (41.7)                                   | 15.1 (59.2)                                  |
| 平均最低気温 °C （°F）                                  | −2.1 (28.2)                                  | −0.7 (30.7)                                  | 3.1 (37.6)                                   | 8.4 (47.1)                                   | 13.7 (56.7)                                  | 18.3 (64.9)                                  | 22.3 (72.1)                                  | 23.3 (73.9)                                  | 19.4 (66.9)                                  | 13.0 (55.4)                                  | 5.9 (42.6)                                   | 0.3 (32.5)                                   | 10.4 (50.7)                                  |
| 最低気温記録 °C （°F）                                  | −19.5 (−3.1)                                 | −17.2 (1)                                    | −11.4 (11.5)                                 | −4.6 (23.7)                                  | −0.6 (30.9)                                  | 5.4 (41.7)                                   | 12.6 (54.7)                                  | 13.2 (55.8)                                  | 6.0 (42.8)                                   | −1.8 (28.8)                                  | −6.0 (21.2)                                  | −11.7 (10.9)                                 | −19.5 (−3.1)                                 |
| 降水量 mm （inch）                                      | 42.7 (1.681)                                 | 44.1 (1.736)                                 | 86.2 (3.394)                                 | 79.5 (3.13)                                  | 85.4 (3.362)                                 | 113.4 (4.465)                                | 148.8 (5.858)                                | 133.1 (5.24)                                 | 178.7 (7.035)                                | 158.5 (6.24)                                 | 52.7 (2.075)                                 | 37.6 (1.48)                                  | 1,160.7 (45.697)                             |
| 降雪量 cm （inch）                                      | 9 (3.5)                                      | 11 (4.3)                                     | 1 (0.4)                                      | 0 (0)                                        | 0 (0)                                        | 0 (0)                                        | 0 (0)                                        | 0 (0)                                        | 0 (0)                                        | 0 (0)                                        | 0 (0)                                        | 1 (0.4)                                      | 23 (9.1)                                     |
| 平均降水日数 （≥0.5 mm）                                | 4.7                                          | 5.2                                          | 9.0                                          | 8.3                                          | 8.9                                          | 12.0                                         | 12.3                                         | 10.4                                         | 10.8                                         | 9.7                                          | 6.1                                          | 4.9                                          | 102.2                                        |
| 平均降雪日数                                            | 5.9                                          | 5.9                                          | 3.6                                          | 0.3                                          | 0.0                                          | 0.0                                          | 0.0                                          | 0.0                                          | 0.0                                          | 0.0                                          | 0.1                                          | 3.5                                          | 19.4                                         |
| % 湿度                                                  | 55                                           | 52                                           | 55                                           | 57                                           | 62                                           | 69                                           | 72                                           | 70                                           | 71                                           | 71                                           | 67                                           | 60                                           | 64                                           |
| 平均月間日照時間                                        | 209.1                                        | 195.4                                        | 206.3                                        | 206.1                                        | 203.9                                        | 149.9                                        | 168.2                                        | 197.0                                        | 150.9                                        | 159.6                                        | 178.6                                        | 200.9                                        | 2,225.8                                      |
| 出典：気象庁 (平均値：1991年-2020年、極値：1894年-現在) |                                              |                                              |                                              |                                              |                                              |                                              |                                              |                                              |                                              |                                              |                                              |                                              |                                              |

| 甲府市（甲府地方気象台）1961 - 1990年平均の気候 | 甲府市（甲府地方気象台）1961 - 1990年平均の気候 | 甲府市（甲府地方気象台）1961 - 1990年平均の気候 | 甲府市（甲府地方気象台）1961 - 1990年平均の気候 | 甲府市（甲府地方気象台）1961 - 1990年平均の気候 | 甲府市（甲府地方気象台）1961 - 1990年平均の気候 | 甲府市（甲府地方気象台）1961 - 1990年平均の気候 | 甲府市（甲府地方気象台）1961 - 1990年平均の気候 | 甲府市（甲府地方気象台）1961 - 1990年平均の気候 | 甲府市（甲府地方気象台）1961 - 1990年平均の気候 | 甲府市（甲府地方気象台）1961 - 1990年平均の気候 | 甲府市（甲府地方気象台）1961 - 1990年平均の気候 | 甲府市（甲府地方気象台）1961 - 1990年平均の気候 | 甲府市（甲府地方気象台）1961 - 1990年平均の気候 |
| 月                                              | 1月                                             | 2月                                             | 3月                                             | 4月                                             | 5月                                             | 6月                                             | 7月                                             | 8月                                             | 9月                                             | 10月                                            | 11月                                            | 12月                                            | 年                                              |
| ----------------------------------------------- | ----------------------------------------------- | ----------------------------------------------- | ----------------------------------------------- | ----------------------------------------------- | ----------------------------------------------- | ----------------------------------------------- | ----------------------------------------------- | ----------------------------------------------- | ----------------------------------------------- | ----------------------------------------------- | ----------------------------------------------- | ----------------------------------------------- | ----------------------------------------------- |
| 平均最高気温 °C （°F）                          | 8.4 (47.1)                                      | 9.6 (49.3)                                      | 13.5 (56.3)                                     | 19.8 (67.6)                                     | 24.2 (75.6)                                     | 26.6 (79.9)                                     | 30.1 (86.2)                                     | 31.7 (89.1)                                     | 27.0 (80.6)                                     | 21.1 (70)                                       | 16.0 (60.8)                                     | 10.7 (51.3)                                     | 19.9 (67.8)                                     |
| 日平均気温 °C （°F）                            | 2.0 (35.6)                                      | 3.4 (38.1)                                      | 7.0 (44.6)                                      | 13.3 (55.9)                                     | 17.8 (64)                                       | 21.3 (70.3)                                     | 24.8 (76.6)                                     | 25.9 (78.6)                                     | 21.9 (71.4)                                     | 15.5 (59.9)                                     | 9.8 (49.6)                                      | 4.1 (39.4)                                      | 13.9 (57)                                       |
| 平均最低気温 °C （°F）                          | −3.5 (25.7)                                     | −2.0 (28.4)                                     | 1.4 (34.5)                                      | 7.8 (46)                                        | 12.3 (54.1)                                     | 17.2 (63)                                       | 21.3 (70.3)                                     | 22.0 (71.6)                                     | 18.1 (64.6)                                     | 11.0 (51.8)                                     | 4.5 (40.1)                                      | −1.4 (29.5)                                     | 9.1 (48.4)                                      |
| 出典：理科年表                                  |                                                 |                                                 |                                                 |                                                 |                                                 |                                                 |                                                 |                                                 |                                                 |                                                 |                                                 |                                                 |                                                 |

| 古関（1991年 - 2020年）の気候      | 古関（1991年 - 2020年）の気候 | 古関（1991年 - 2020年）の気候 | 古関（1991年 - 2020年）の気候 | 古関（1991年 - 2020年）の気候 | 古関（1991年 - 2020年）の気候 | 古関（1991年 - 2020年）の気候 | 古関（1991年 - 2020年）の気候 | 古関（1991年 - 2020年）の気候 | 古関（1991年 - 2020年）の気候 | 古関（1991年 - 2020年）の気候 | 古関（1991年 - 2020年）の気候 | 古関（1991年 - 2020年）の気候 | 古関（1991年 - 2020年）の気候 |
| 月                                 | 1月                           | 2月                           | 3月                           | 4月                           | 5月                           | 6月                           | 7月                           | 8月                           | 9月                           | 10月                          | 11月                          | 12月                          | 年                            |
| ---------------------------------- | ----------------------------- | ----------------------------- | ----------------------------- | ----------------------------- | ----------------------------- | ----------------------------- | ----------------------------- | ----------------------------- | ----------------------------- | ----------------------------- | ----------------------------- | ----------------------------- | ----------------------------- |
| 最高気温記録 °C （°F）             | 15.8 (60.4)                   | 22.8 (73)                     | 26.5 (79.7)                   | 31.0 (87.8)                   | 33.1 (91.6)                   | 36.6 (97.9)                   | 37.8 (100)                    | 38.6 (101.5)                  | 36.0 (96.8)                   | 30.7 (87.3)                   | 25.2 (77.4)                   | 21.8 (71.2)                   | 38.6 (101.5)                  |
| 平均最高気温 °C （°F）             | 6.2 (43.2)                    | 8.1 (46.6)                    | 12.3 (54.1)                   | 18.1 (64.6)                   | 22.8 (73)                     | 25.4 (77.7)                   | 29.4 (84.9)                   | 30.6 (87.1)                   | 26.2 (79.2)                   | 20.0 (68)                     | 14.5 (58.1)                   | 8.8 (47.8)                    | 18.5 (65.3)                   |
| 日平均気温 °C （°F）               | 0.3 (32.5)                    | 1.9 (35.4)                    | 5.8 (42.4)                    | 11.4 (52.5)                   | 16.0 (60.8)                   | 19.6 (67.3)                   | 23.4 (74.1)                   | 24.2 (75.6)                   | 20.3 (68.5)                   | 14.2 (57.6)                   | 8.2 (46.8)                    | 2.8 (37)                      | 12.3 (54.1)                   |
| 平均最低気温 °C （°F）             | −3.9 (25)                     | −3.0 (26.6)                   | 0.4 (32.7)                    | 5.4 (41.7)                    | 10.4 (50.7)                   | 15.1 (59.2)                   | 19.1 (66.4)                   | 19.8 (67.6)                   | 16.1 (61)                     | 10.1 (50.2)                   | 3.8 (38.8)                    | −1.3 (29.7)                   | 7.7 (45.9)                    |
| 最低気温記録 °C （°F）             | −11.3 (11.7)                  | −11.6 (11.1)                  | −9.6 (14.7)                   | −4.8 (23.4)                   | −0.6 (30.9)                   | 7.9 (46.2)                    | 11.6 (52.9)                   | 12.2 (54)                     | 5.1 (41.2)                    | −0.1 (31.8)                   | −3.4 (25.9)                   | −8.7 (16.3)                   | −11.6 (11.1)                  |
| 降水量 mm （inch）                 | 56.8 (2.236)                  | 58.7 (2.311)                  | 121.8 (4.795)                 | 127.6 (5.024)                 | 128.1 (5.043)                 | 152.1 (5.988)                 | 171.5 (6.752)                 | 182.3 (7.177)                 | 309.1 (12.169)                | 224.6 (8.843)                 | 90.3 (3.555)                  | 58.4 (2.299)                  | 1,681.3 (66.193)              |
| 平均降水日数 （≥1.0 mm）           | 5.0                           | 5.1                           | 9.1                           | 8.5                           | 9.5                           | 11.2                          | 11.0                          | 9.3                           | 11.0                          | 10.0                          | 6.5                           | 4.8                           | 100.9                         |
| 平均月間日照時間                   | 169.0                         | 162.9                         | 183.2                         | 198.2                         | 205.1                         | 151.0                         | 168.9                         | 195.1                         | 137.6                         | 132.8                         | 142.3                         | 159.1                         | 2,004.8                       |
| 出典1：Japan Meteorological Agency |                               |                               |                               |                               |                               |                               |                               |                               |                               |                               |                               |                               |                               |
| 出典2：気象庁                      |                               |                               |                               |                               |                               |                               |                               |                               |                               |                               |                               |                               |                               |

### 地域

#### 地名
| 中央                                                                    |                                                                           |                                                         |                                                         |                                                                  |                                                  |
| - 丸の内一 - 三丁目 - 中央一 - 五丁目 - 相生一 - 三丁目 - 宝一 - 二丁目 | - 北口一 - 三丁目 - 愛宕町 - 元紺屋町 - 宮前町                            | - 武田一 - 三丁目 - 美咲一 - 二丁目 - 朝日一 - 五丁目   | - 城東一 - 五丁目 - 朝気一 - 三丁目 - 青沼一 - 三丁目   | - 寿町 - 若松町 - 太田町 - 幸町                                  | - 湯田一 - 二丁目 - 南口町 - 伊勢一 - 四丁目     |
| 東部（酒折・和戸・住吉）                                                |                                                                           |                                                         |                                                         |                                                                  |                                                  |
| - 東光寺一 - 三丁目 - 東光寺町 - 善光寺一 - 三丁目 - 善光寺町           | - 酒折一 - 三丁目 - 酒折町 - 砂田町 - 里吉一 - 四丁目 - 里吉町            | - 青葉町 - 住吉一 - 五丁目 - 住吉本町 - 増坪町          | - 蓬沢一丁目 - 蓬沢町 - 国玉町                          | - 西高橋町 - 七沢町 - 上阿原町 - 向町                            | - 横根町 - 和戸町 - 桜井町 - 川田町              |
| 南部（小瀬・大里・旧中道/上九一色）                                     |                                                                           |                                                         |                                                         |                                                                  |                                                  |
| - 上町 - 小瀬町 - 下鍛冶屋町 - 西油川町 - 小曲町 - 落合町 - 中町        | - 中小河原一丁目 - 中小河原町 - 下今井町 - 上今井町 - 東下条町 - 西下条町 | - 大里町 - 高室町 - 宮原町 - 堀之内町 - 大津町          | - 白井町 - 上曽根町 - 下曽根町                          | - 上向山町 - 下向山町 - 中畑町 - 心経寺町 - 右左口町             | - 梯町 - 古関町                                  |
| 南西部（国母・貢川）                                                    |                                                                           |                                                         |                                                         |                                                                  |                                                  |
| - 下小河原町 - 上小河原町 - 後屋町 - 古上条町 - 上条新居町              | - 国母一 - 八丁目 - 高畑一 - 三丁目                                       | - 上石田一 - 四丁目 - 下石田二丁目                      | - 飯田一 - 五丁目 - 下飯田一 - 四丁目                   | - 貢川本町 - 貢川一 - 二丁目 - 富竹一 - 四丁目 - 徳行一 - 五丁目 | - 長松寺町 - 新田町 - 金竹町 - 中村町 - 下河原町 |
| 北部（緑が丘・湯村・千塚）                                              |                                                                           |                                                         |                                                         |                                                                  |                                                  |
| - 岩窪町 - 大手一 - 三丁目 - 屋形一 - 三丁目 - 古府中町                 | - 塚原町 - 小松町 - 西田町 - 和田町                                       | - 天神町 - 北新一 - 二丁目 - 緑が丘一 - 二丁目 - 大和町 | - 塩部一 - 四丁目 - 湯村一 - 三丁目 - 富士見一 - 二丁目 | - 池田一 - 三丁目 - 荒川一 - 二丁目 - 音羽町                     | - 千塚一 - 五丁目 - 羽黒町 - 山宮町              |
| 北部山地（積翠寺・昇仙峡エリア）                                        |                                                                           |                                                         |                                                         |                                                                  |                                                  |
| - 上積翠寺町 - 下積翠寺町                                               | - 上帯那町 - 下帯那町 - 平瀬町                                            | - 塔岩町 - 高成町 - 竹日向町                            | - 御岳町 - 猪狩町                                       | - 草鹿沢町 - 高町                                                | - 川窪町 - 黒平町                                |

### 人口
2015年の国勢調査では、県庁所在地では鳥取県鳥取市を上回る46位の人口となっている。
| |                                        |  |
| 甲府市と全国の年齢別人口分布（2005年） | 甲府市の年齢・男女別人口分布（2005年） |  |
| ■紫色 ― 甲府市 ■緑色 ― 日本全国 | ■青色 ― 男性 ■赤色 ― 女性              |  |
| 甲府市（に相当する地域）の人口の推移 \| 1970年（昭和45年） \| 190,289人 \| \| \| 1975年（昭和50年） \| 201,072人 \| \| \| 1980年（昭和55年） \| 206,476人 \| \| \| 1985年（昭和60年） \| 209,406人 \| \| \| 1990年（平成2年） \| 207,626人 \| \| \| 1995年（平成7年） \| 208,172人 \| \| \| 2000年（平成12年） \| 203,349人 \| \| \| 2005年（平成17年） \| 201,270人 \| \| \| 2010年（平成22年） \| 198,992人 \| \| \| 2015年（平成27年） \| 193,125人 \| \| \| 2020年（令和2年） \| 189,591人 \| \| |                                        |  |
| 総務省統計局 国勢調査より |                                        |  |
| 1970年（昭和45年） | 190,289人                              |  |
| 1975年（昭和50年） | 201,072人                              |  |
| 1980年（昭和55年） | 206,476人                              |  |
| 1985年（昭和60年） | 209,406人                              |  |
| 1990年（平成2年） | 207,626人                              |  |
| 1995年（平成7年） | 208,172人                              |  |
| 2000年（平成12年） | 203,349人                              |  |
| 2005年（平成17年） | 201,270人                              |  |
| 2010年（平成22年） | 198,992人                              |  |
| 2015年（平成27年） | 193,125人                              |  |
| 2020年（令和2年） | 189,591人                              |  |

### 隣接自治体
山梨県
- 甲斐市
- 山梨市
- 笛吹市
- 北杜市
- 中央市
- 中巨摩郡昭和町
- 南都留郡富士河口湖町
- 西八代郡市川三郷町
- 南巨摩郡身延町

長野県
- 南佐久郡川上村

## 歴史

### 先史

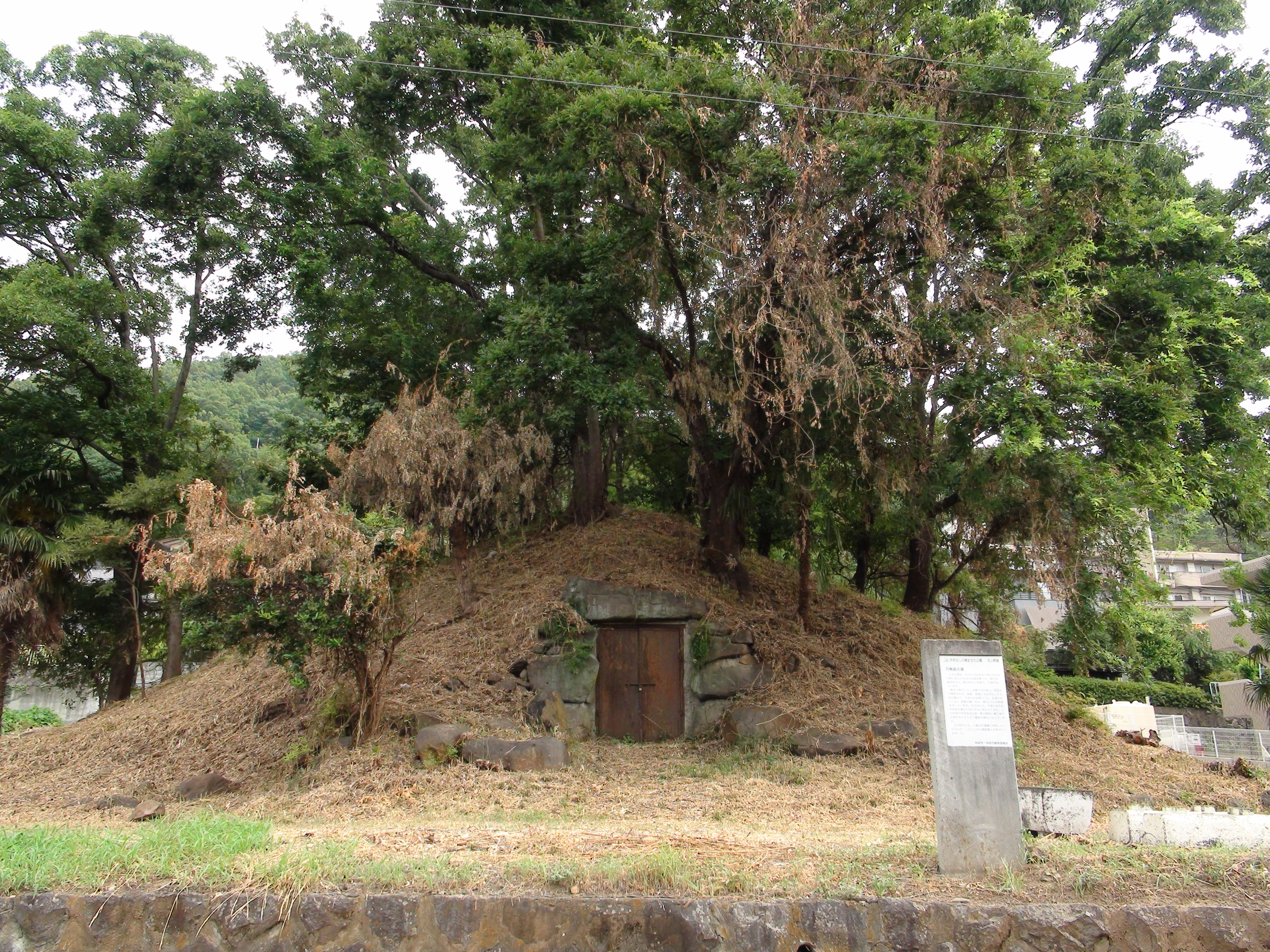
万寿森古墳

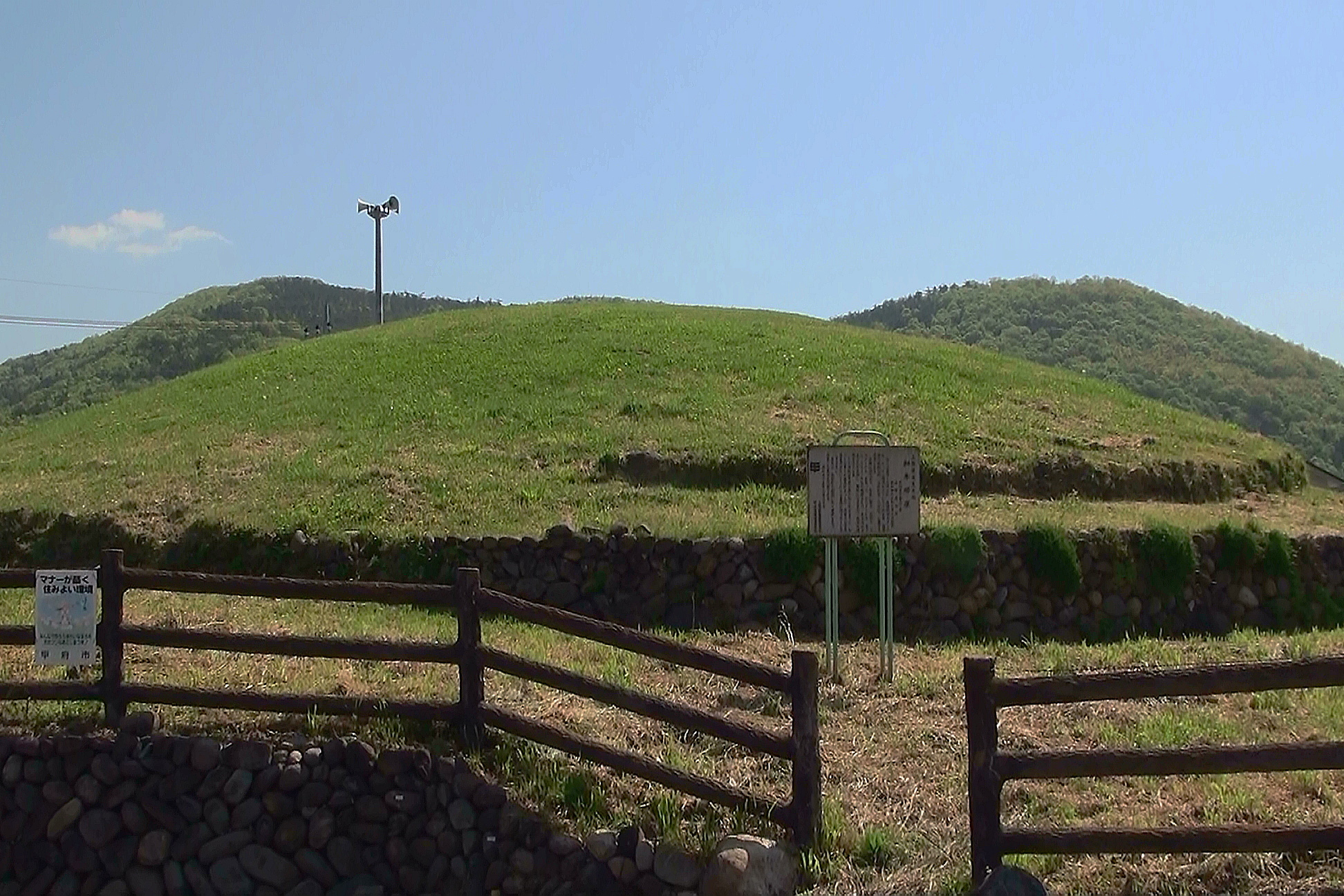
加牟那塚古墳

市域に旧石器時代の遺跡は見られないが、相川河床からは県内で二例目となるナウマンゾウの臼歯化石が発見されている。
縄文時代
縄文時代の遺跡は荒川上流域にあたる市域北部の山間地域から中部の沖積低地にかけて散在し、同じく山間地である早川流域や芦川流域と共通した特徴を持つ。山梨県内においては縄文早期からの遺跡が盆地南部の曽根丘陵（旧中道町域）や八ヶ岳山麓など山麓、丘陵地域を中心に分布しており、丘陵地形の未発達な市域では縄文遺跡は少ないが、市域北部の山間部では早期からの遺跡や遺物が見られる。
弥生時代
市域南部の低地への本格的な定住は弥生時代以降であると考えられている。弥生中期の高町遺跡は同時期に特徴的な集落遺跡で、祭祀遺構や遺物、墓域などが見られず、短期間に存続した小規模な集落遺跡が分布する特徴を持ち、市域南部の低地へ進出した勢力の拠点集落であると考えられている。市域南部の低地は長年の洪水による土砂の堆積や市街化により遺跡分布の把握が不十分であるが、微高地上に立地する上石田の上石田遺跡は安定した定住痕跡が見られ、内陸部の河川・湖沼における漁業に用いられた土錘なども出土している。
弥生時代の遺跡では隣接する甲斐市大下条に弥生中期から後期の金の尾遺跡が所在し、山梨県内ではじめて発見された大規模弥生集落として知られる。甲府市域では把握が不十分であるものの弥生時代の遺構には乏しく、断片的に発見されている遺物が中心となっている。
弥生後期では荒川扇状地の榎田遺跡が同時期の集落遺跡として知られ、住居跡や方形周溝墓などが検出されている。榎田遺跡の遺物は自然堤防や微高地上に分布し、東海系や北陸系などの様々な特色をもった土器が発見されていることから、複数経路で導入されたと考えられている。また、榎田遺跡からは水田跡などは検出されていないが、増坪遺跡から炭化米が発見されている。
古墳時代
甲府盆地における古墳文化の流入は東海地方経由での波及が考えられており、弥生以来の方形周溝墓群などが分布する盆地南部の曽根丘陵において定着した。
古墳の築造は4世紀にはじまり曽根丘陵では有力首長層の古墳が出現し、4世紀後半には畿内のヤマト王権の影響を受けた前方後円墳である甲斐銚子塚古墳を最大に古墳中期まで栄えた中道勢力が台頭する。5世紀代に中道勢力が衰退すると古墳の築造は盆地各地へ広まり被葬者層も拡大し、6世紀代には市域を含む盆地北部など各地で中小規模の古墳が築造され、横穴式石室も出現する。
市域を含む盆地北部では出土遺物の特徴として、弥生以来の中央高地特有の土器と東海地方特有のS字かめの混在状態が見られ、市域東部の和田町・川田町では4世紀中半代の方形周溝墓が分布する桜井畑遺跡があるが、前期古墳は和戸町に所在していたという琵琶塚古墳が知られ、古墳時代は現存していないものの銅鏡の出土した前方後円墳である可能性が考えられてい。その他の前期古墳は乏しく、本格的な古墳の出現は古墳後期にはじまる。
6世紀には湯村の万寿森古墳が笛吹市八代町の荘塚古墳とともに盆地最古の横穴式石室を持つ円墳として知られ、市域東部の里垣・甲運地区や西部の湯村・千塚など山麓地域を中心に中小規模の群集墳が分布している。このころには盆地北西部において甲斐市竜王新町の赤坂台古墳群など盆地北西部勢力が台頭するが、千塚の加牟那塚古墳（かむなづかこふん）は盆地北西部勢力の盟主墳と考えられており、6世紀後半代の甲府盆地では盆地北西部勢力と笛吹市八代町の姥塚古墳を盟主墳とする八代勢力の対立構造が想定されている。
また、盆地北縁において活動した渡来人に関連する遺跡が分布しているが、市域では横根町から桜井町にけての横根・桜井積石塚古墳群が渡来人が群集墳であると考えられている。

### 古代
飛鳥時代～大和時代

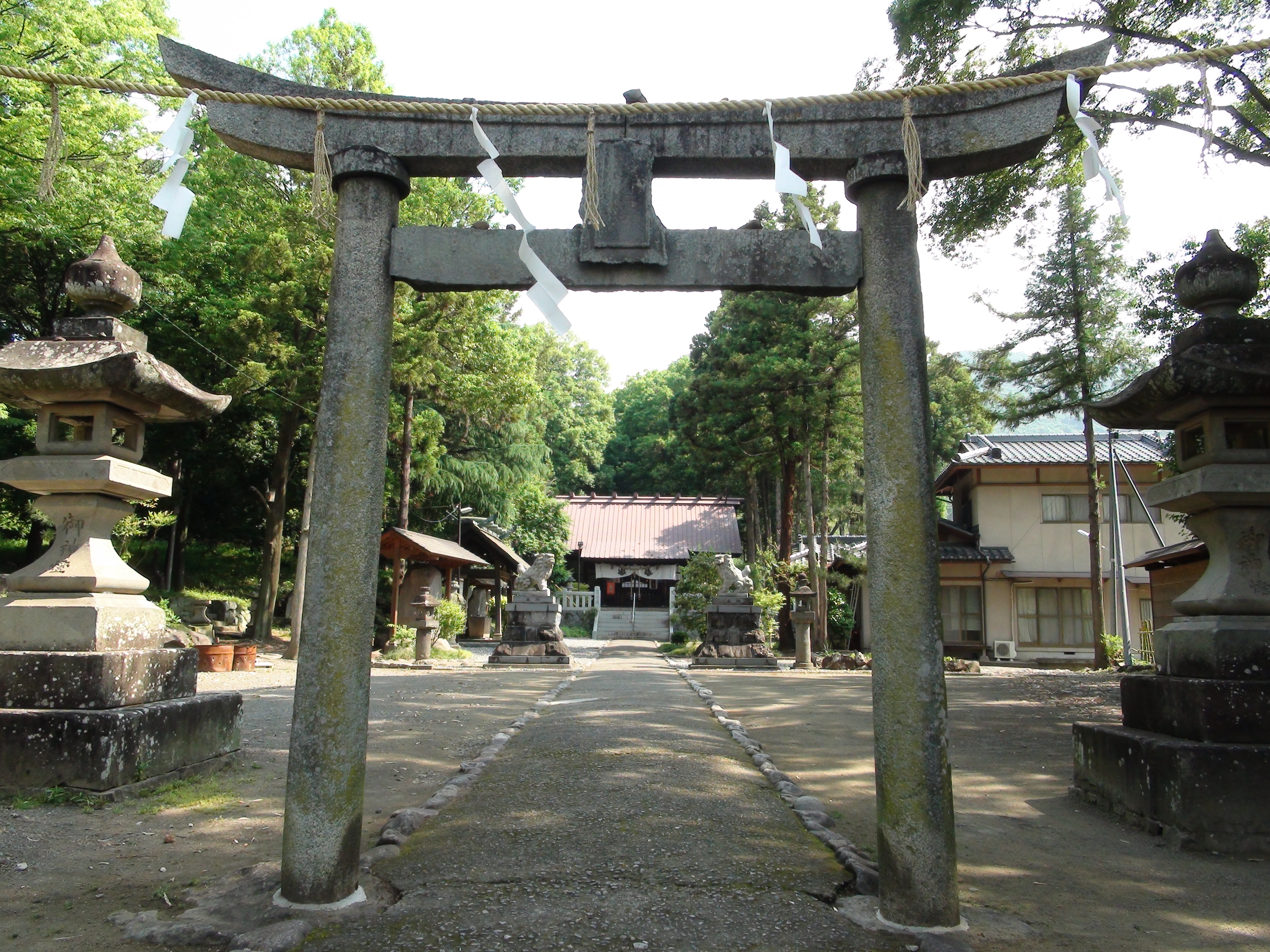
酒折宮

律令制下には巨麻郡、山梨郡に属する。古代甲斐国の有力豪族は早くから畿内王権と関わりをもち、甲府盆地東部では仏教文化を導入し、寺本廃寺（笛吹市）など古代寺院が建立されているが、甲府市域には川田町の川田瓦窯跡や桜井町の上土器遺跡など近隣の森林資源を活かした土器や瓦を生産していた施設があり、甲斐国分寺をはじめ盆地東部の古代寺院へ屋根瓦が供給されていたと考えられている。
また、市域にも和戸町の桜井畑遺跡には8〜9世紀の小規模寺院跡が発見されており、盆地西部へも仏教文化が浸透していた。また、霊山として知られる市域北端の金峰山には山岳信仰を示す信仰遺跡があり、平安時代中期には末法思想の影響から上積翠寺町の一の森山頂などで経塚造営が行われた。

### 中世
平安時代～鎌倉時代

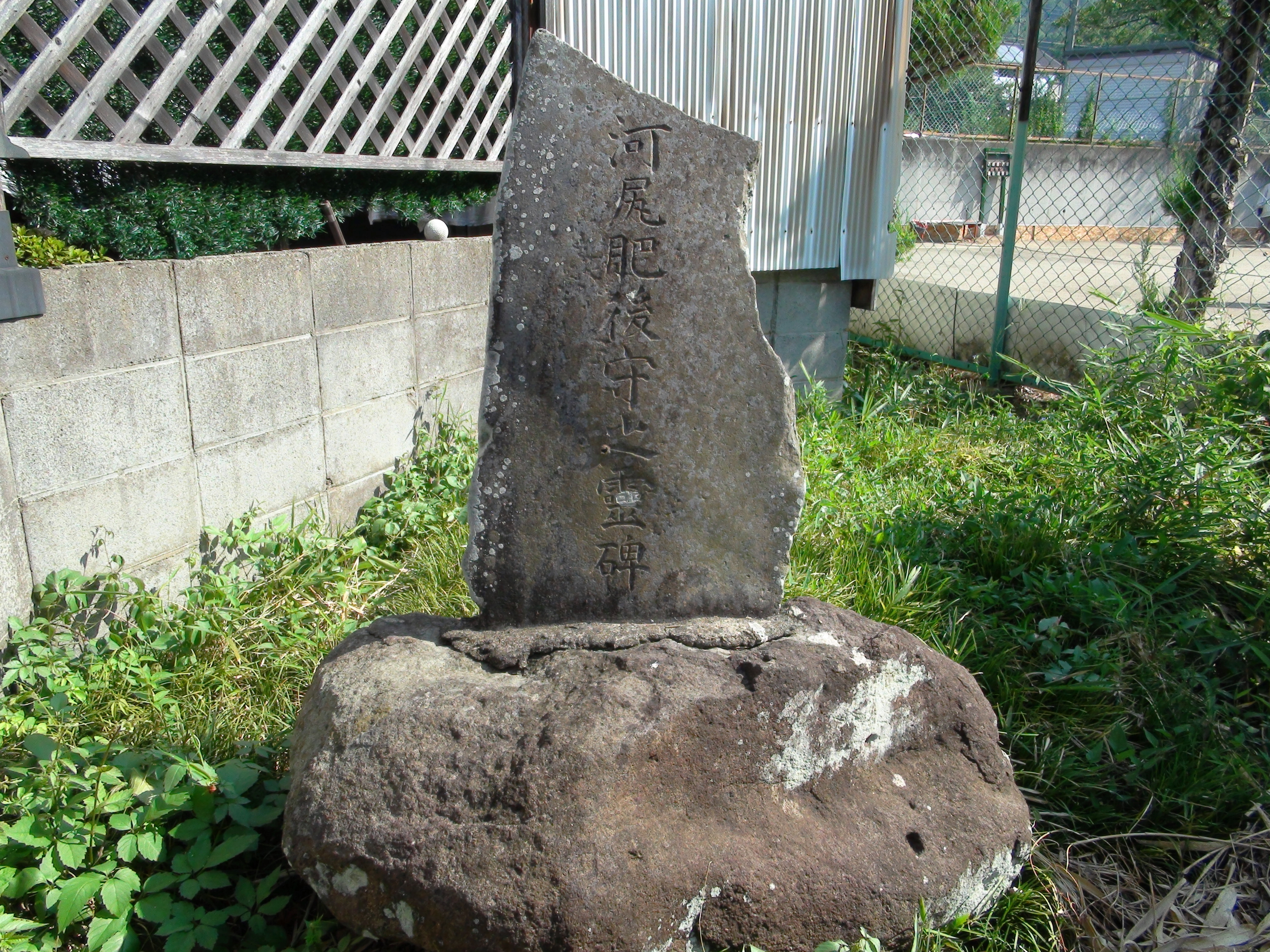
甲府市岩窪町の河尻塚

平安時代後期には常陸国から配流された源清光の子孫が甲斐盆地各地に進出し、その一族は甲斐源氏として発展する。市域では板垣郷に拠った板垣氏や一条郷に拠った甲斐一条氏、飯田氏、塩辺氏、小松氏らが勢力基盤とした。一条氏や板垣氏ら甲斐源氏の一族が治承4年（1180年）には源頼朝の挙兵に呼応して活躍するが、頼朝によって排斥されて勢力は衰亡する。
また、平安後期には盆地各地で荘園が成立し、甲府市小瀬町周辺に成立した稲積荘には、甲斐源氏の一族である加賀美氏や小笠原氏らが進出する。中世には市域南部の低湿地の開発が進んだ。
戦国時代
戦国時代には甲斐一国ら乱国状態となるが、守護武田氏による国内統一が進められ、武田信昌は甲府市川田町に川田館を構え、笛吹川旧流路を挟んで対岸の笛吹市石和町市部には石和宿が存在していた。
永正16年（1519年）には武田信虎が古府中に躑躅ケ崎館を築き、家臣団を集住させて新たに城下町が形成された。古府中は信虎・晴信（信玄）・勝頼と3代にわたり、戦国大名化した武田氏の領国支配の本拠地となる。また、永正17年（1520年）に信虎は躑躅ヶ崎館の詰城として要害山城を築城している。
永正18年（1521年）2月には駿河国・今川氏の家臣である福島正成が駿州往還から甲斐へ侵攻する福島乱入事件が発生する。福島勢は南アルプス市戸田の富田城を落すと甲府へ侵攻する。信虎は10月16日に荒川沿いの甲府市飯田町一帯にあたる飯田河原の戦いで福島勢を撃退すると、さらに11月23日には甲斐市島上条の上条河原の戦いで福島勢を破り、甲斐から駆逐する。なお、福島勢の甲府侵攻に際して信虎は正室の大井夫人を要害山城へ退避させ、同年11月3日に要害山城で嫡男・晴信（信玄）が生まれている。
天正9年（1581年）には武田勝頼が巨摩郡穴山郷（韮崎市中田町中條）に新府城を築き府中移転を試みるが、天正10年（1582年）3月の織田・徳川連合軍の武田領侵攻により武田氏は滅亡する。武田氏の滅亡後、甲斐一国と信濃諏訪郡は織田家臣の河尻秀隆が統治し、秀隆は甲斐統治の本拠を岩窪館（甲府市岩窪町）に置いた。
同年6月の本能寺の変により発生した一揆により秀隆は横死し、武田遺領を巡る天正壬午の乱が発生する。天正壬午の乱では三河国の徳川家康と相模国の北条氏直が甲斐へ侵攻し、家康ははじめ甲府市城東の尊躰寺・甲府市北新の一条信龍屋敷に本拠を起き、のち新府城に本拠を移し、八ヶ岳南麓・七里岩台上で後北条氏と対峙した。同年10月に徳川・北条同盟が成立すると、後北条氏は甲斐から撤兵し、甲斐は徳川家康が領した。

### 近世
安土桃山時代

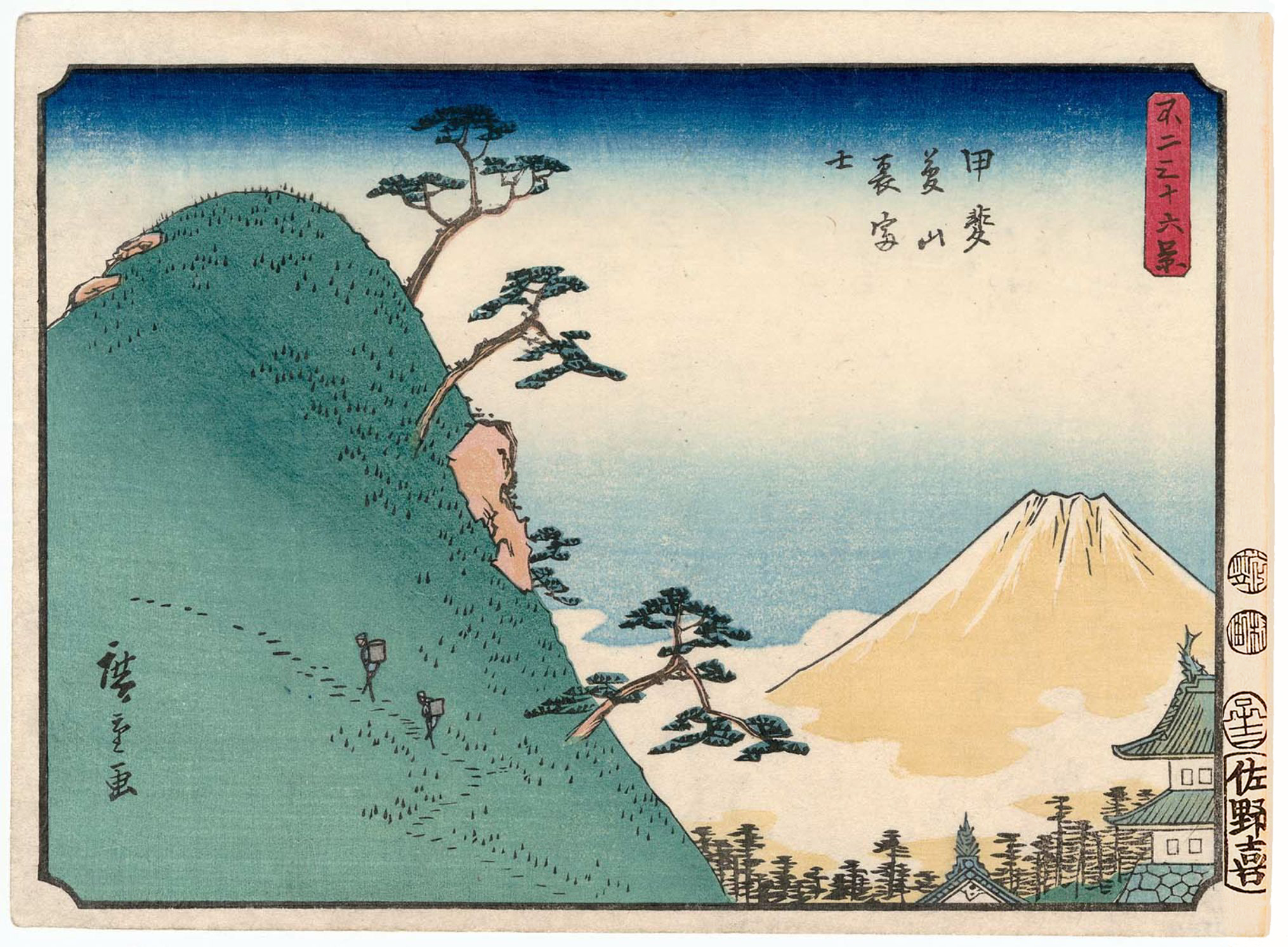
歌川広重　不二三十六景より
甲斐八景とも呼ばれた夢山（夢見山）よりみた富士山や甲府城が描かれている

一条小山の甲府城築城は徳川氏の関東転封に伴い、豊臣氏の大名である加藤氏、浅野氏等に引き継がれる。
甲府城は慶長5年（1600年）に完成し、城下町も建設されて新府中（下府中）が形成され、内郭部には武家が集住し、外郭部には町人地となる。古府中（上府中、元府中）には商人町や職人町となる。
甲府城下町は上府中26町、下府中23町で構成され、中心は人口の集中する下府中であった。町政は町奉行のもと、町人を代評する町年寄にあたる検断が町政運営を担い、各町を代表する長人（名主）がその指揮に従った。
江戸時代
江戸時代には徳川家康の9男徳川義直、徳川家光の弟の徳川忠長、家光の三男の徳川綱重、六代将軍となる徳川家宣等徳川氏の一族が領主となった。例外として五代将軍徳川綱吉の側用人である柳沢吉保・吉里父子が領主となった。甲府は各支配者により整備され城下町として発展するが、享保9年に将軍吉宗の主導する享保の改革の一環として甲斐一国の幕府直轄領化が実施され、甲府勤番城の守護と城下の政務を担うと、武家人口の低下や在方経済の伸長の影響を受けて、江戸中期には甲府の人口は減少している。
近世後期には城下の大通りを幕絵で飾る甲府道祖神祭礼が開始され、歌川広重をはじめとする人気浮世絵師が幕絵を手がけた。

### 近代
明治

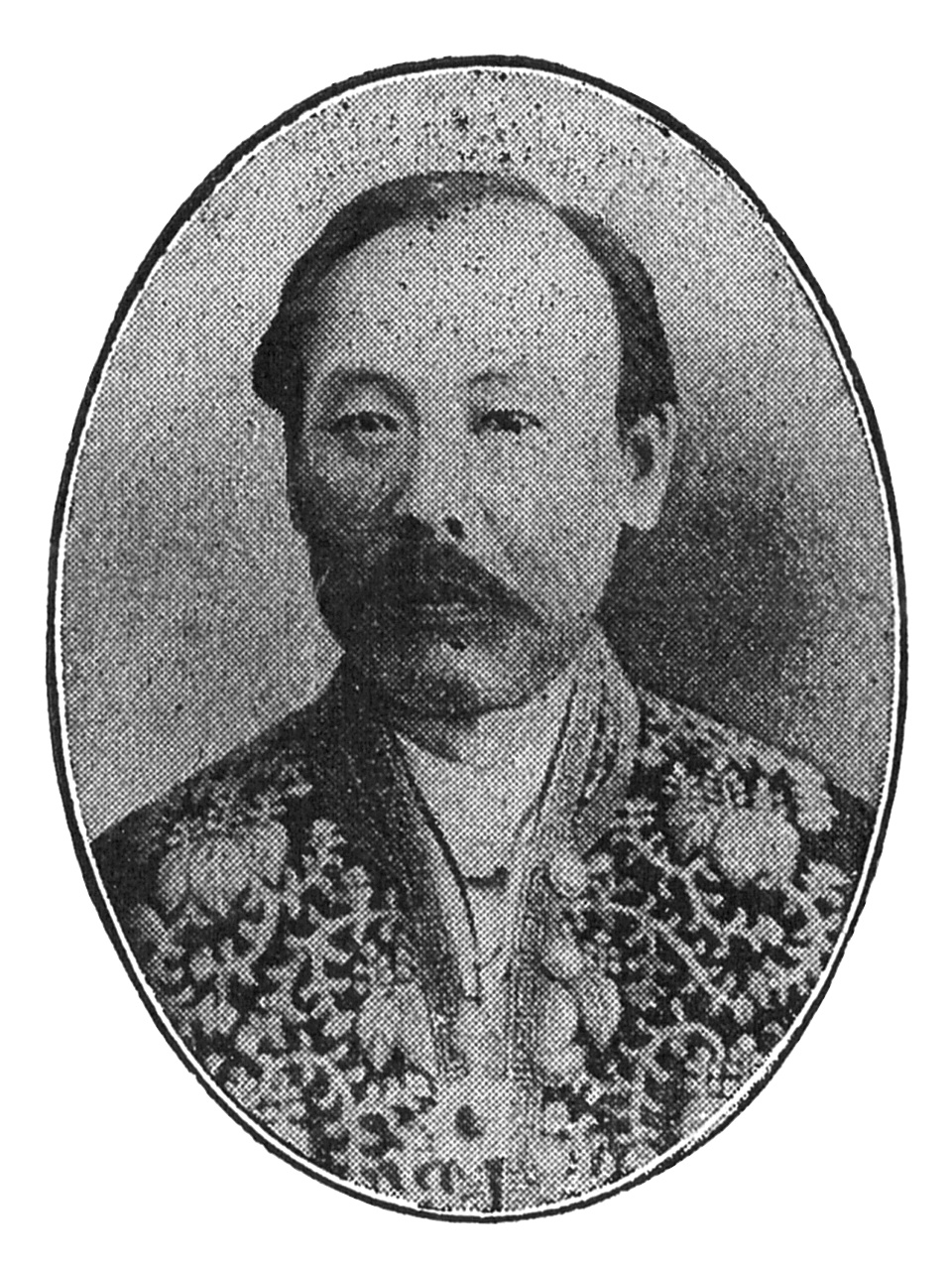
藤村紫朗

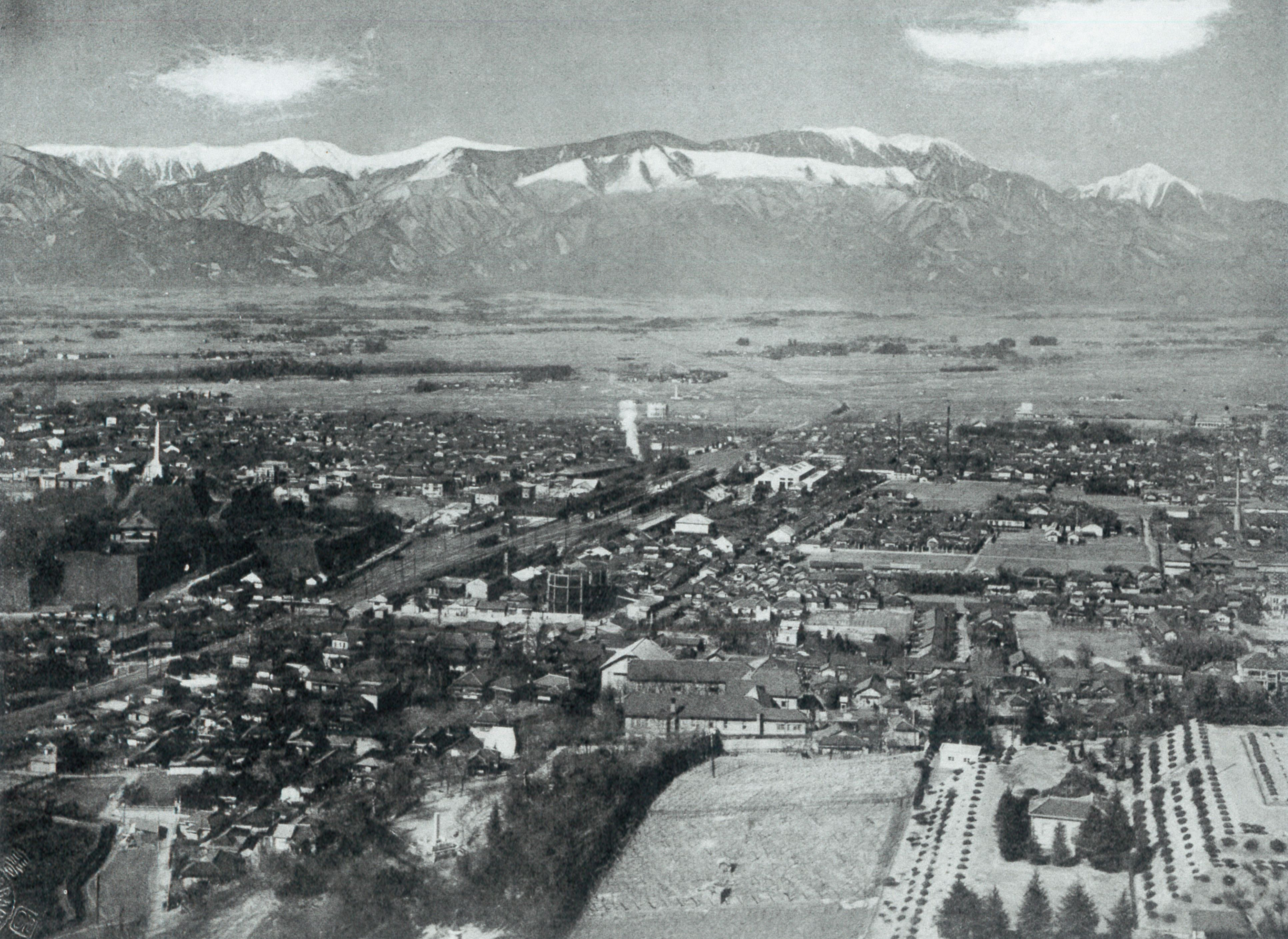
昭和初期の甲府市全景

明治には初代公選知事として赴任した藤村紫朗が、殖産興業と並行して甲府市街の開発を行い、勧業製糸場をはじめ「藤村式建築」と呼ばれる擬洋風建築で統一された諸施設が整備された。
- 1889年（明治22年）7月1日 - 市制の施行により、西山梨郡甲府総町[注釈 2]の区域をもって発足。

大正
- 1913年（大正2年）1月 - 上水道の給水が始まる[8]。

昭和
- 1927年（昭和2年）2月1日 - 甲府市に本店を置いていた富士井貯蓄銀行が資本金不足を理由に業務停止命令を受け[9]事実上倒産。
- 1928年（昭和3年）10月 - 初代「甲府市歌」を制定。
- 1937年（昭和12年）8月1日 - 西山梨郡相川村・里垣村・中巨摩郡国母村・貢川村を編入。
- 1942年（昭和17年）4月1日 - 西山梨郡千塚村・大宮村を編入。
- 1945年（昭和20年）7月7日 - 甲府空襲（たなばた空襲）に見舞われる。
- 戦後には市域へも工業団地の造成が進み、高度経済成長期には機械工業都市としても発展する。また、交通機関の整備により観光が主要産業となり、自然や歴史的資源など観光資源に着目した町づくりを行っている。

### 現代
昭和

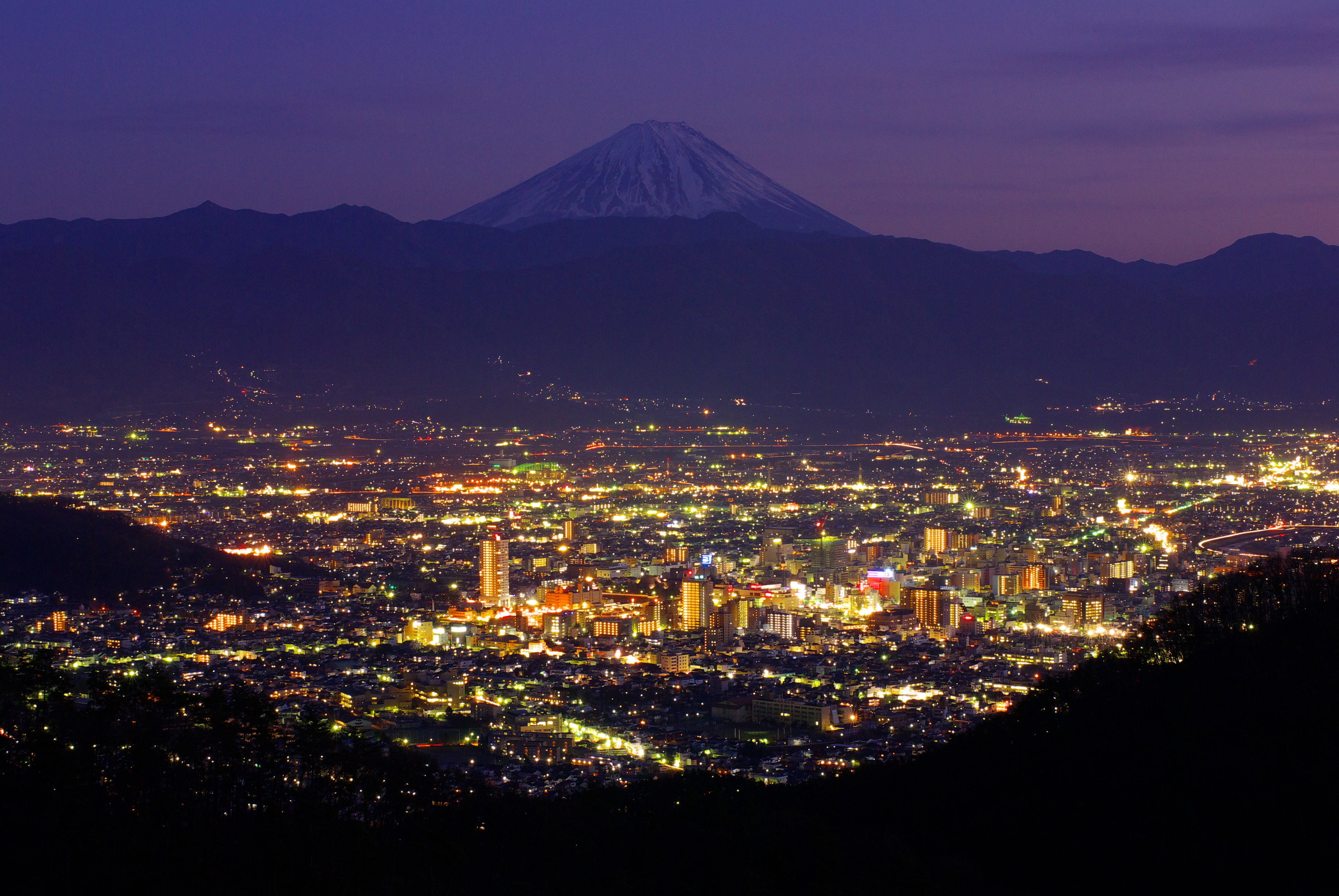
甲府市の夜景。千代田湖方面より望む。（2010年1月）

- 1946年（昭和21年） - 2代目「甲府市民歌」を制定。
- 1947年（昭和22年）10月15日 - 昭和天皇が市内に行幸（昭和天皇の戦後巡幸）。国立甲府病院、戦災者・引揚者住宅、小学校などを訪問[10]。
- 1949年（昭和24年）12月1日 - 中巨摩郡池田村を編入。
- 1954年（昭和29年）10月17日 - 西山梨郡甲運村・能泉村・千代田村・山城村・住吉村・朝井村・玉諸村・中巨摩郡大鎌田村・二川村・宮本村を編入。
- 1966年（昭和41年）10月17日 - 甲府市民憲章および3代目「甲府市の歌」を制定。

平成
- 2006年（平成18年）3月1日 - 東八代郡中道町および西八代郡上九一色村の北部（大字古関・梯）を編入。
- 2018年（平成30年）10月26日 - 2019年（平成31年）4月1日付けでの中核市移行の政令が閣議決定される。
- 2019年（平成31年）4月1日 - 中核市へ移行される。

令和
- 2025年（令和7年）1月18日 - 大蔵経寺山で山火事が発生。消防・警察や災害派遣要請を受けた自衛隊が消火活動が行なわれた[11]。

## 行政

### 市長
- 市長：樋口雄一
- 任期：2015年（平成27年）2月2日 － [12]

| 代   | 氏名         | 就任年月日     | 退任年月日     | 備考 |
| 官選 | 官選         | 官選           | 官選           | 官選 |
| 1    | 若尾逸平     | 1889年8月24日  | 1890年6月3日   |      |
| 2    | 高木忠雄     | 1890年7月11日  | 1896年7月10日  |      |
| 3    | 高木忠雄     | 1896年7月13日  | 1897年9月28日  |      |
| 4    | 石原彦太郎   | 1897年11月6日  | 1898年6月18日  |      |
| 5    | 小林薫作     | 1898年9月19日  | 1904年9月18日  |      |
| 6    | 小林薫作     | 1904年9月20日  | 1906年6月18日  |      |
| 7    | 若尾民造     | 1906年7月24日  | 1907年3月5日   |      |
| 8    | 加藤平四郎   | 1907年4月20日  | 1913年4月29日  |      |
| 9    | 加藤平四郎   | 1913年5月13日  | 1915年8月17日  |      |
| 10   | 名取忠愛     | 1916年1月15日  | 1919年6月25日  |      |
| 11   | 堀信次       | 1919年10月23日 | 1922年6月19日  |      |
| 12   | 名取忠愛     | 1922年9月23日  | 1923年3月14日  |      |
| 13   | 石井淳雄     | 1923年7月31日  | 1927年7月30日  |      |
| 14   | 成島治平     | 1927年10月8日  | 1931年8月8日   |      |
| 15   | 新海栄治     | 1931年8月24日  | 1935年8月26日  |      |
| 16   | 斎木逸造     | 1935年8月27日  | 1939年9月11日  |      |
| 17   | 新海栄治     | 1939年9月12日  | 1943年9月11日  |      |
| 18   | 野口二郎     | 1943年9月12日  | 1946年2月27日  |      |
| 19   | 今井茂右衛門 | 1946年3月18日  | 1947年3月10日  |      |
| 公選 | 公選         | 公選           | 公選           | 公選 |
| 20   | 今井茂右衛門 | 1947年4月5日   | 1947年9月3日   |      |
| 21   | 川村茂久     | 1947年10月10日 | 1948年12月25日 |      |
| 22   | 山本達雄     | 1949年2月25日  | 1953年2月22日  |      |
| 23   | 鷹野啓次郎   | 1953年2月23日  | 1957年2月22日  |      |
| 24   | 鷹野啓次郎   | 1957年2月23日  | 1961年2月22日  |      |
| 25   | 鷹野啓次郎   | 1961年2月23日  | 1965年2月22日  |      |
| 26   | 鷹野啓次郎   | 1965年2月23日  | 1968年11月11日 |      |
| 27   | 秋山清       | 1968年11月29日 | 1971年2月24日  |      |
| 28   | 河口親賀     | 1971年4月25日  | 1975年4月24日  |      |
| 29   | 河口親賀     | 1975年4月27日  | 1979年4月26日  |      |
| 30   | 河口親賀     | 1979年4月27日  | 1983年4月26日  |      |
| 31   | 原忠三       | 1983年4月27日  | 1987年4月26日  |      |
| 32   | 原忠三       | 1987年4月27日  | 1991年4月26日  |      |
| 33   | 山本栄彦     | 1991年4月27日  | 1995年4月26日  |      |
| 34   | 山本栄彦     | 1995年4月27日  | 1999年4月26日  |      |
| 35   | 山本栄彦     | 1999年4月27日  | 2002年12月19日 |      |
| 36   | 宮島雅展     | 2003年2月3日   | 2007年2月2日   |      |
| 37   | 宮島雅展     | 2007年2月3日   | 2011年2月2日   |      |
| 38   | 宮島雅展     | 2011年2月3日   | 2015年2月1日   |      |
| 39   | 樋口雄一     | 2015年2月2日   | 2019年2月1日   |      |
| 40   | 樋口雄一     | 2019年2月2日   | 2023年2月1日   |      |
| 41   | 樋口雄一     | 2023年2月2日   | 現職           |      |
| ---- | ------------ | -------------- | -------------- | ---- |

### 財政
2021年（令和3年）時点の甲府市の財政力指数は0.77である。
実質公債費比率は2006年（平成18年）時点では20.8パーセントと新規公債を自由に発行できる18パーセントを超えており、公債を発行するには山梨県の許可が必要であった。その後公債費比率は減少し、2021年（令和3年）時点で7.6パーセントになっている。

## 議会

### 県議会
- 定数：9人
- 選挙区：甲府市選挙区
- 任期：2019年（平成31年）4月30日 - 2023年（令和5年）4月29日[12]

| 議員名   | 会派名                         | 当選回数 |
| -------- | ------------------------------ | -------- |
| 向山憲稔 | 自民党誠心会                   | 1        |
| 佐野弘仁 | 公明党                         | 1        |
| 臼井友基 | 自民党誠心会                   | 1        |
| 永井学   | 自民党青雲会                   | 3        |
| 飯島修   | リベラルやまなし（立憲民主党） | 3        |
| 土橋亨   | リベラルやまなし（無所属）     | 4        |
| 宮本秀憲 | 自民党誠心会                   | 2        |
| 小越智子 | 日本共産党                     | 4        |
| 皆川巖   | 自民党誠心会                   | 7        |

### 衆議院
- 選挙区：山梨1区（甲府市、韮崎市、南アルプス市、北杜市、甲斐市、中央市、西八代郡、南巨摩郡、中巨摩郡）
- 任期：2021年10月31日 - 2025年10月30日
- 投票日：2021年10月31日
- 当日有権者数：424,441人
- 投票率：59.49％

| 当落 | 候補者名 | 年齢 | 所属党派                            | 新旧別 | 得票数    | 重複 |
| ---- | -------- | ---- | ----------------------------------- | ------ | --------- | ---- |
| 当   | 中谷真一 | 45   | 自由民主党                          | 前     | 125,325票 | ○    |
| 比当 | 中島克仁 | 54   | 立憲民主党                          | 前     | 118,223票 | ○    |
|      | 辺見信介 | 57   | NHKと裁判してる党弁護士法72条違反で | 新     | 4,826票   |      |

## 公共機関・施設など

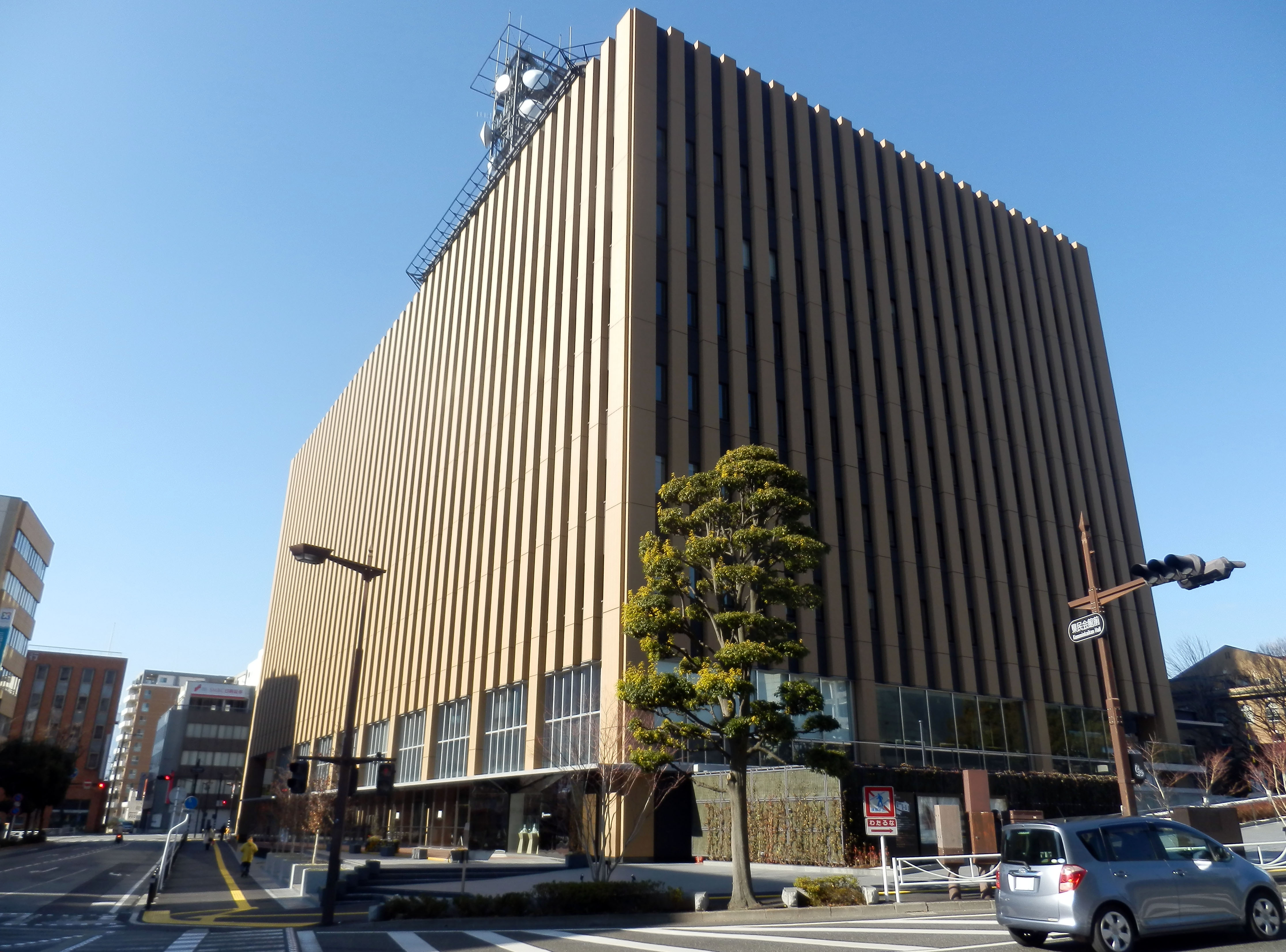
山梨県警察

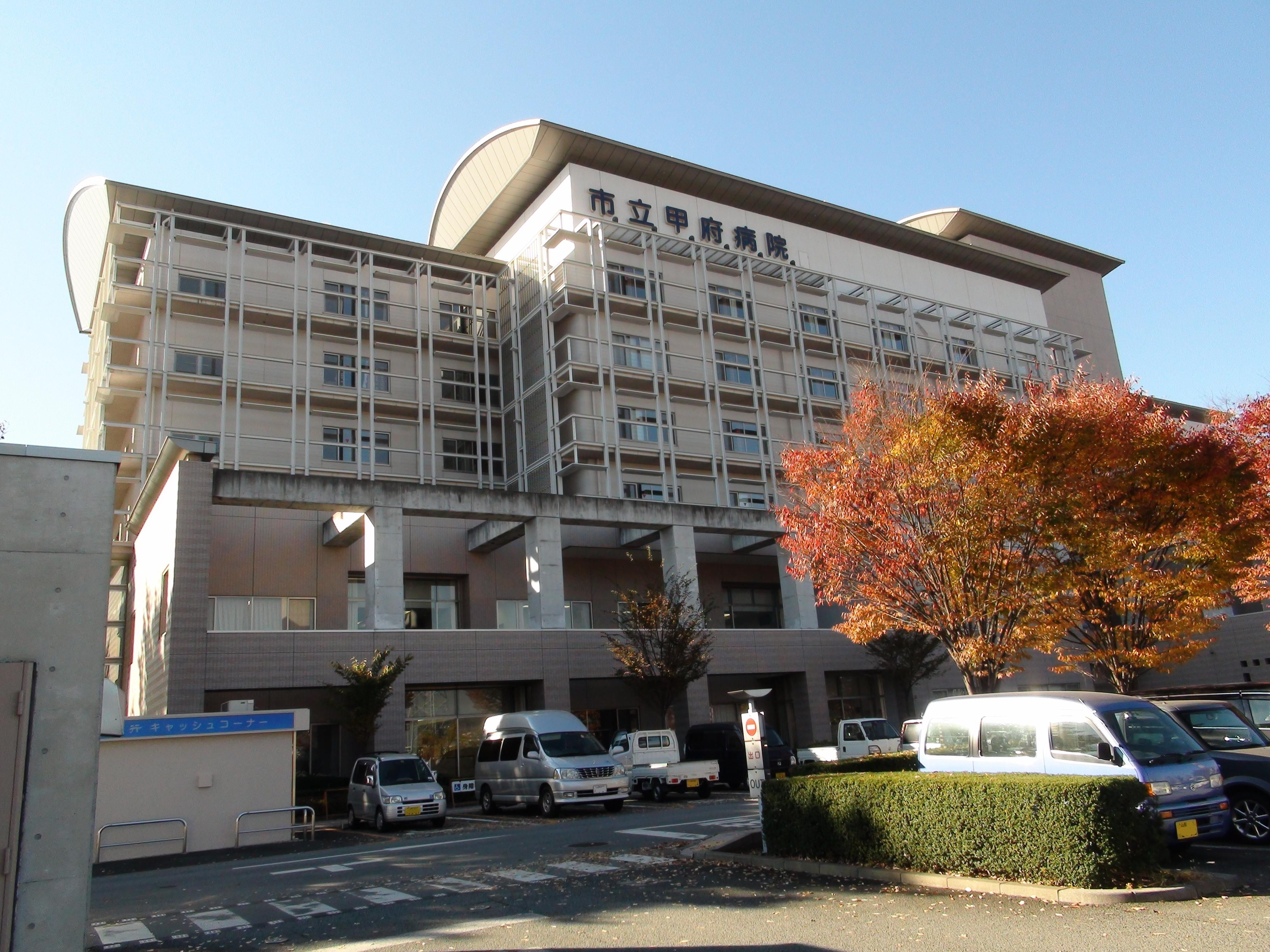
市立甲府病院

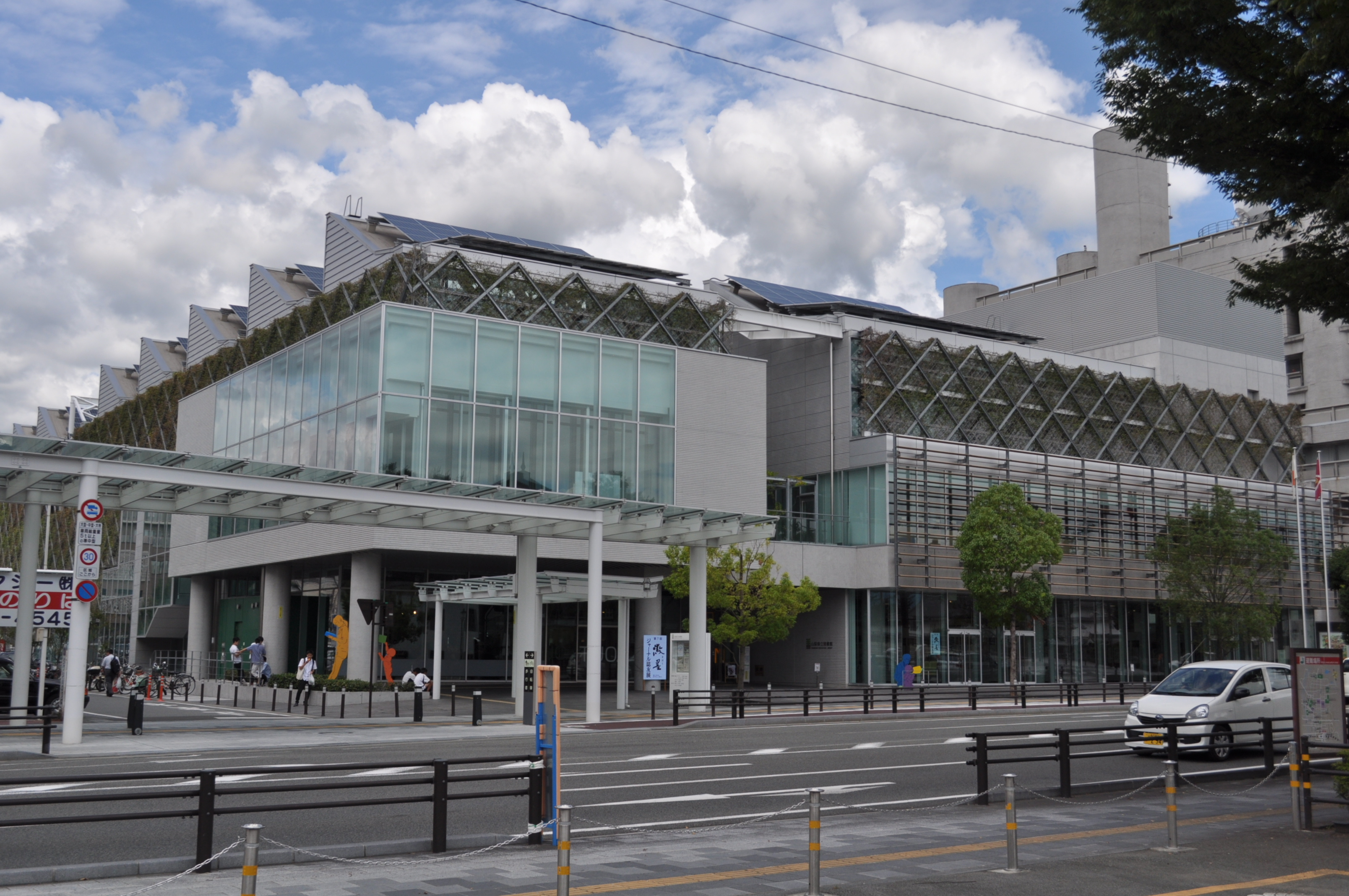
山梨県立図書館

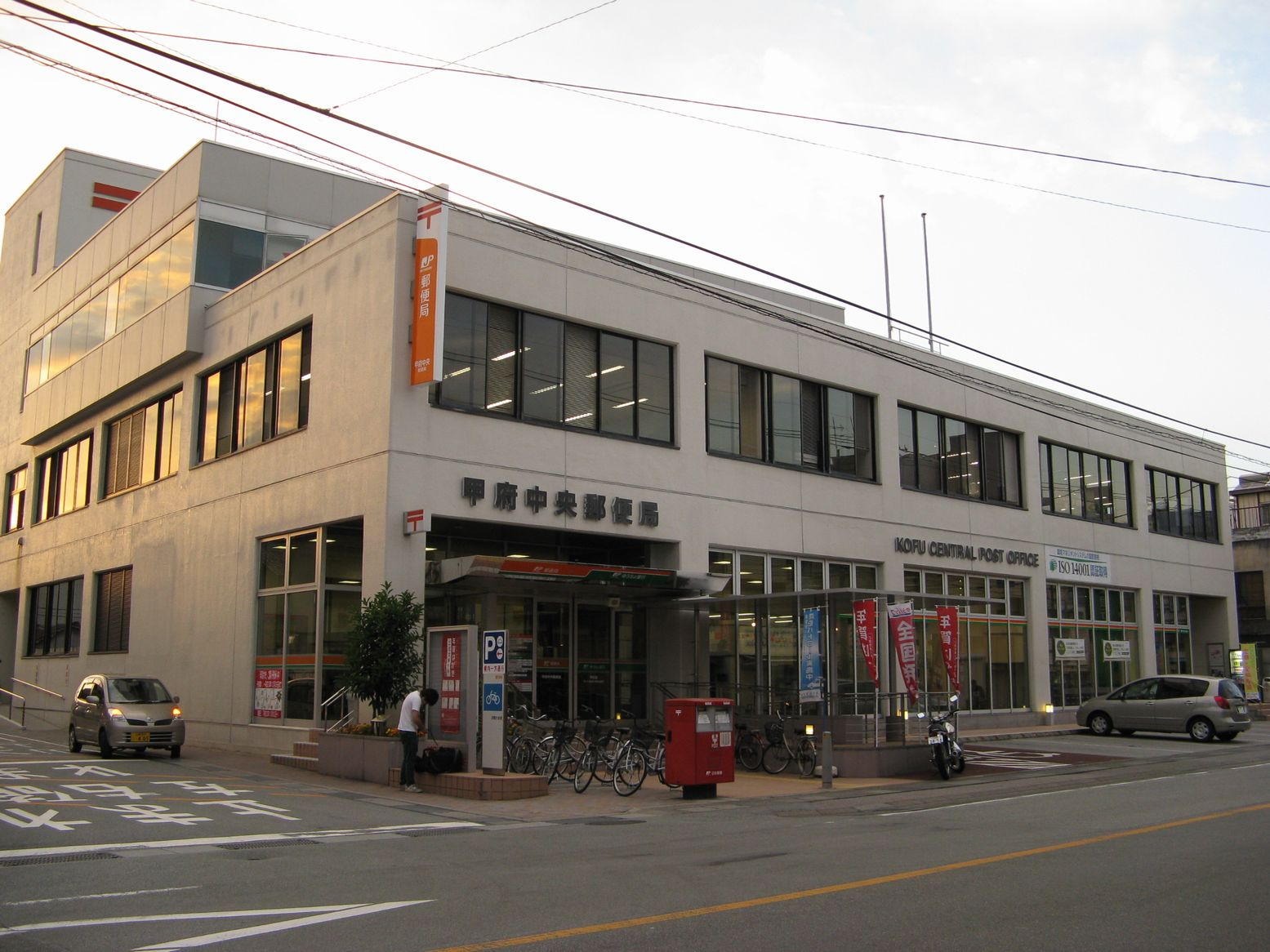
甲府中央郵便局

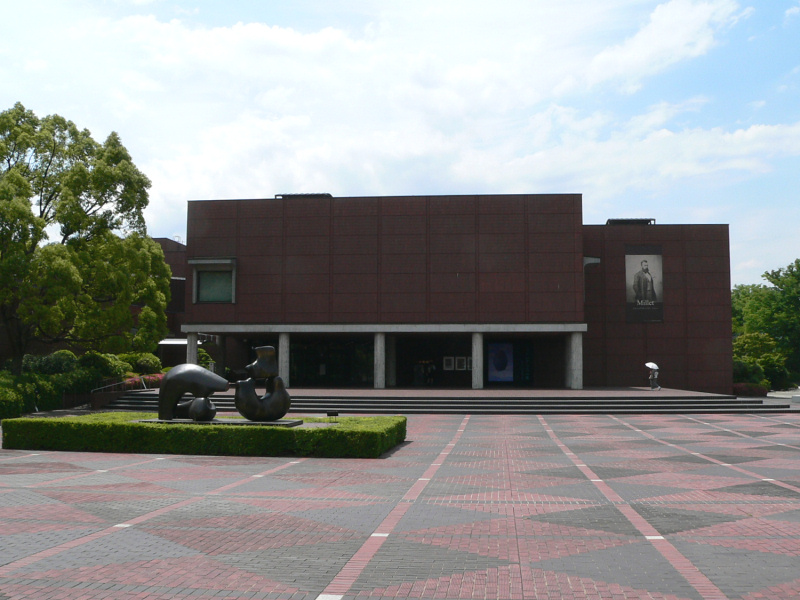
山梨県立美術館

### 警察
- 山梨県警察本部
  - 甲府警察署
    - 甲府駅前交番
    - 寿交番
    - 城東交番
    - 酒折交番
    - 山の手交番
    - 千塚交番
    - 池田交番
    - 貢川交番
    - 甲運駐在所
    - 北新駐在所
    - 相川駐在所
    - 徳行駐在所
    - 昇仙峡駐在所

  - 南甲府警察署
    - 湯田交番
    - 小瀬交番
    - 昭和国母交番
    - 玉諸駐在所
    - 大里駐在所
    - 大国駐在所
    - 右左口駐在所
    - 上曽根駐在所
    - 上九一色駐在所

### 消防
- 甲府地区広域行政事務組合消防本部（管轄区域は甲府市、甲斐市(旧竜王町、敷島町）、中央市及び中巨摩郡昭和町）
  - 中央消防署 (甲府市丸の内1-1-19)
    - 東部出張所 (甲府市和戸町1088-1)
    - 武田出張所 (甲府市屋形3-7-17)
    - 湯村出張所 (甲府市湯村3-3-38)
    - 宮本出張所 (甲府市猪狩町426-1)

  - 南消防署 (甲府市伊勢3-8-23)
    - 玉穂出張所 (中央市成島2384-1)
    - 昭和出張所 (中巨摩郡昭和町押越1092)
    - 田富出張所 (中央市臼井阿原275-3)
    - 中道出張所 (甲府市右左口町3187)

  - 西消防署 (甲斐市竜王3314-1)
    - 貢川出張所 (甲府市富竹2-2-27)
    - 敷島出張所 (甲斐市島上条350-5)

### 主な医療機関
- 国立病院機構甲府病院
- 地域医療機能推進機構山梨病院
- 山梨県立中央病院
- 市立甲府病院

### 図書館
- 山梨県立図書館
- 甲府市立図書館

### 郵便局
- 甲府中央郵便局

### 文化施設
博物館
- 山梨県立考古博物館
- 山梨県立宝石美術専門学校附属ジュエリーミュージアム

（通称：山梨ジュエリーミュージアム）
美術館
- 昇仙峡影絵の森美術館

科学館
- 山梨県立科学館

ホール
- YCC県民文化ホール

### 公園
- 曽根丘陵公園（甲斐風土記の丘）
- 舞鶴城公園（甲府城跡）
- 甲府市遊亀公園
  - 甲府市遊亀公園附属動物園
- 芸術の森公園
  - 山梨県立美術館（ミレーの「種をまく人」や「落ち穂拾い、夏」などを所蔵）
  - 山梨県立文学館

### 運動施設
- 山梨県立愛宕山こどもの国
- 甲府市緑が丘スポーツ公園
- 山梨県小瀬スポーツ公園
- 中道スポーツ広場

## 対外関係

### 姉妹都市･提携都市

#### 海外
姉妹都市
- デモイン市（アメリカ合衆国 アイオワ州）
1958年（昭和33年）8月16日 姉妹都市提携
- ロダイ市（アメリカ合衆国 カリフォルニア州）
1961年（昭和36年）4月11日 姉妹都市提携
- ポー市（フランス共和国 アキテーヌ州）
1975年（昭和50年）8月18日 姉妹都市提携
- 成都市（中華人民共和国 四川省）
1984年（昭和59年）9月27日 友好都市提携
- 清州市（大韓民国 忠清北道）
2002年（平成14年）9月26日 姉妹都市提携

#### 国内
姉妹都市
- 大和郡山市（近畿地方 奈良県）
1992年（平成4年）1月22日 姉妹都市提携

提携都市
- 静岡市（中部地方 静岡県）
2006年（平成18年）7月31日 交流連携都市提携。
- 長野市（中部地方 長野県）
2007年（平成19年）9月1日 集客プロモーションパートナー都市締結
- 上越市（中部地方 新潟県）
2007年（平成19年）9月1日 集客プロモーションパートナー都市締結

## 経済

### 第一次産業

#### 農業
農業協同組合
- 山梨みらい農業協同組合（JA山梨みらい，旧中道町を除く地域）
- 笛吹農業協同組合（JAふえふき，旧中道町域）

### 第二次産業

#### 工業
拠点を置く製造業
- パイオニア・マイクロ・テクノロジー
- シャトレーゼホールディングス
- テンヨ武田
- アクセス

### 第三次産業

#### 商業
かつて、甲府市の中心市街地はJR甲府駅を中心に賑わいを見せていた。特に南口にある丸の内地区と中央地区は山梨県庁や甲府市役所といった行政施設をはじめ、百貨店やオフィスビル、多くの商店街が現在も立ち並んでいる。
戦前は「甲府会館」や「岡島百貨店」などの老舗店舗が軒を連ね、戦後は平和通りの整備と共に「甲府西武」や「ダイエー」が進出し、駅北口も丹下健三設計の「山梨文化会館」が開業するなど整備が行なわれていった。中心市街地の全盛期は1980年代であり、「かいじ国体」や「こうふ博'89」開催に関連して甲府駅の改修とあわせて「エクラン」が開業し、「山交百貨店」の新築や「パセオ」の開業、「かすがもーる」の整備などバブル景気の波に乗り地価も上昇し、中心部は順調に発展していく。
しかし、バブル景気が終焉を迎えた1990年代に入ると状況は一変、右肩上がりだった地価は急激に下がるとともに中心街の売上げも急激に落ち込む。さらにこの時期から郊外にショッピングセンターが相次いで開業し、中心街の客足を次々と奪っていったためその影響から中心街に多くある商店街がシャッター通り化した。大型店舗も例外ではなく、1998年（平成10年）には「甲府西武」が、1999年（平成11年）には「ダイエー」から業態転換していた「トポス」が閉鎖した。このように目に見える衰退が続いたことから2000年（平成12年）にPHP研究所が発行するTHE21の特集「全国自治体ランキング」において最下位の評価を受けている。
衰退の原因として駐車場不足とストロー化現象が挙げられている。駐車場については中心街は建物がひしめき合っている状況で、商業施設はおろか官公庁ですら駐車場の確保が困難な状況に陥っている。確保しているところもほとんどが有料駐車場であり、無料で駐車できる郊外型ショッピングセンターに太刀打ちできずにいる。一部公共施設や店舗は一定金額の買い物をすれば無料券が配布されるが、駐車時間などの制約があるため周辺施設へ立ち寄ることは難しい。ストロー化現象については比較的東京に近いこともあり、中央本線の特急列車(あずさ・かいじ)や中央高速バスを利用すれば、短時間で東京(特に新宿)へ行けるようになった。双方の競争が激化して本数増発や運賃・料金値下げを繰り返したため、より東京に行きやすい環境になっており、休日には日帰りで東京へ買い物へ出かける者が多い。
休日になると活性化策として商工会や商店街は無料送迎バスの運行や、大学生が運営する四菱まちづくり総合研究室（よつびし総研）などと組んでのイベントで集客を図ろうし、甲府市中心市街地活性化基本計画などによる再開発が行われていたが、2014年（平成26年）に甲府バイパス沿いにあったグランパークが閉鎖。活性化基本計画が一段落した2019年（令和元年）9月に山交百貨店が閉店し、中心部にあったココリはイオンの支援を受けていたが、2020年（令和2年）11月にイオンが撤退。そして2023年（令和5年）2月に岡島百貨店がこれまでの店舗を閉鎖するなど、既存施設の撤退・閉店が相次いでいる。一方でグランパーク跡地は2015年（平成27年）10月にケーズデンキとなり、山交百貨店も施設をヨドバシカメラが購入しヨドバシ甲府として2022年（令和4年）4月にオープン、岡島百貨店も2023年（令和5年）3月よりココリで営業を再開するなど、閉店後代替施設がすぐ入居する状況となっている。
商業施設
主要商業施設
- セレオ甲府
- ヨドバシ甲府

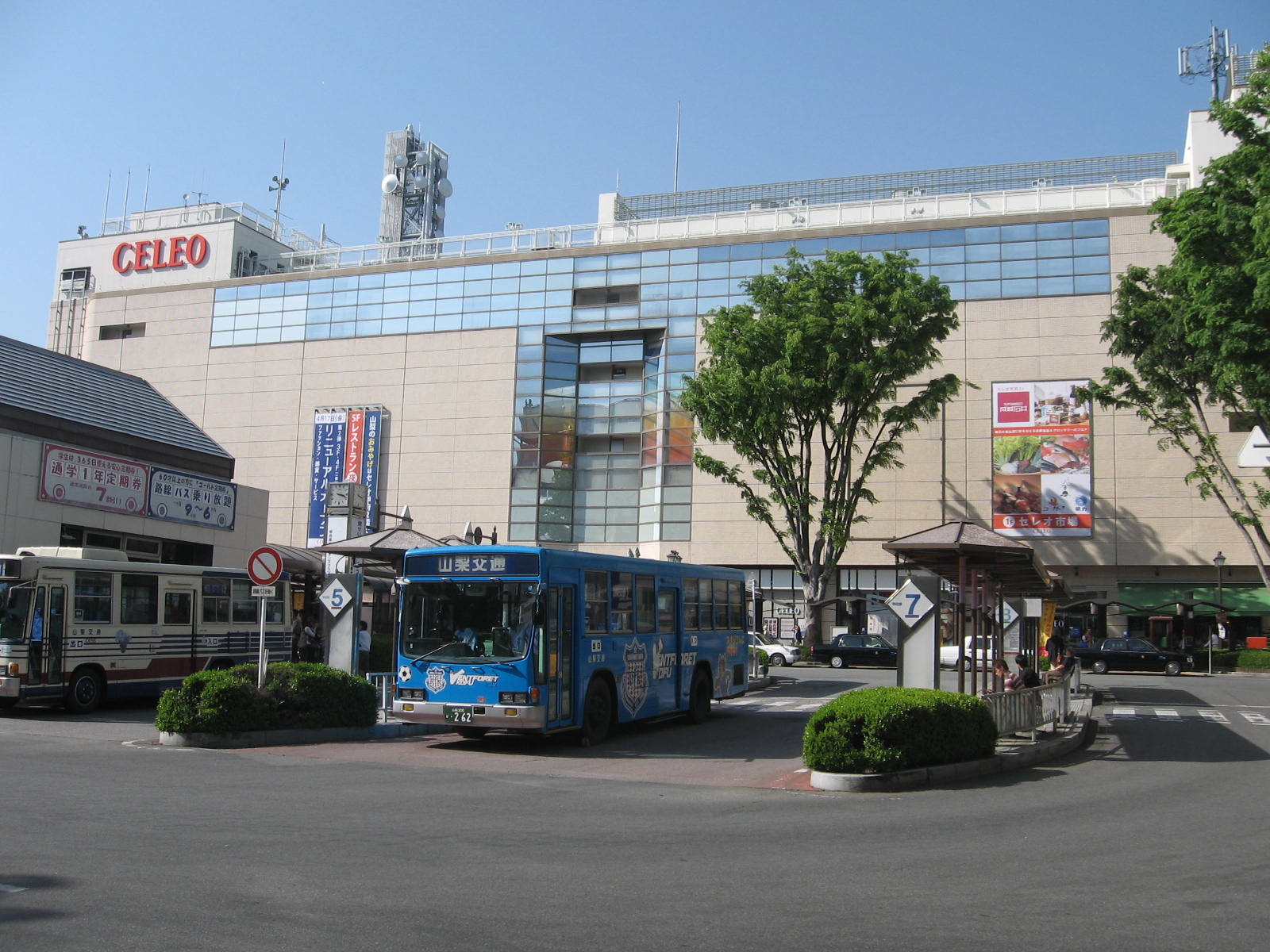
セレオ甲府
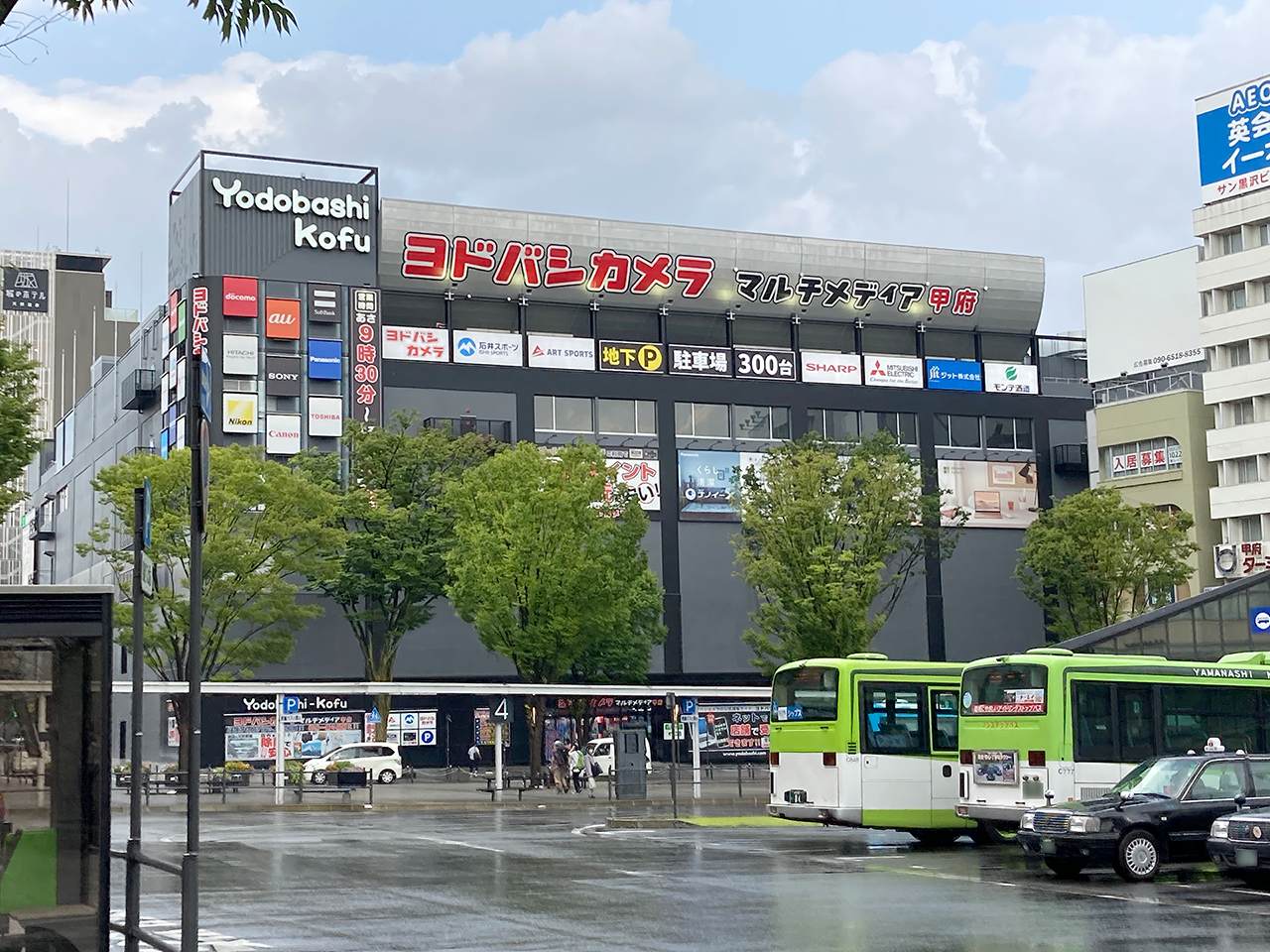
ヨドバシ甲府

複合施設
- ココリ[注釈 3]
- イーストモールショッピングセンターバリオ
- wellside山の手（ダイエー湯村店跡地）

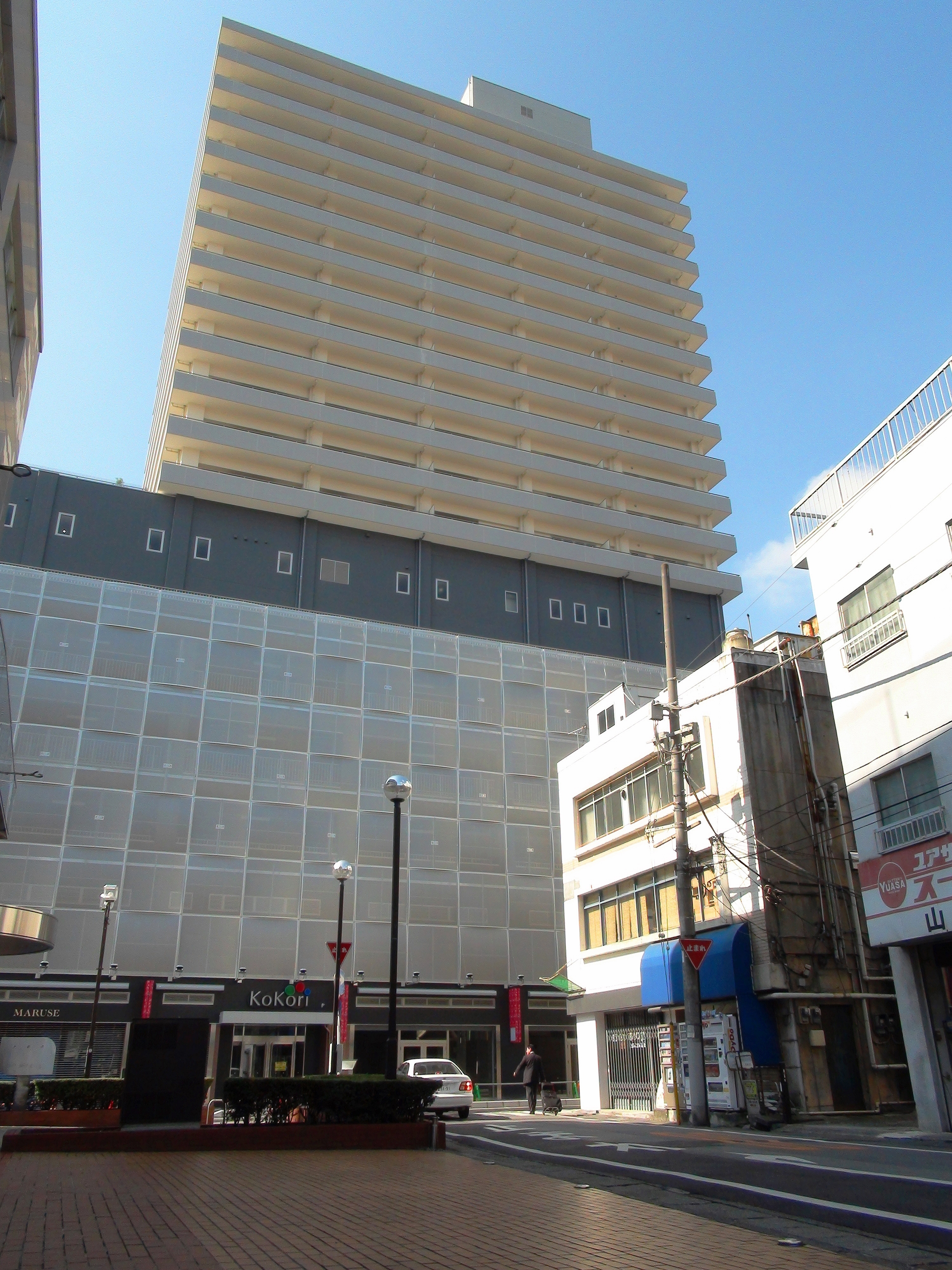
ココリ

商店街
- 甲府中央商店街
  - かすがもーる
  - エル西銀座
  - 甲府銀座
  - 春日あべにゅう
  - 桜通り
  - コリドー通り
  - ベルメ桜町通り
  - 弁天通り
  - 春桜会通り
- オリオン通り
- 朝日通り

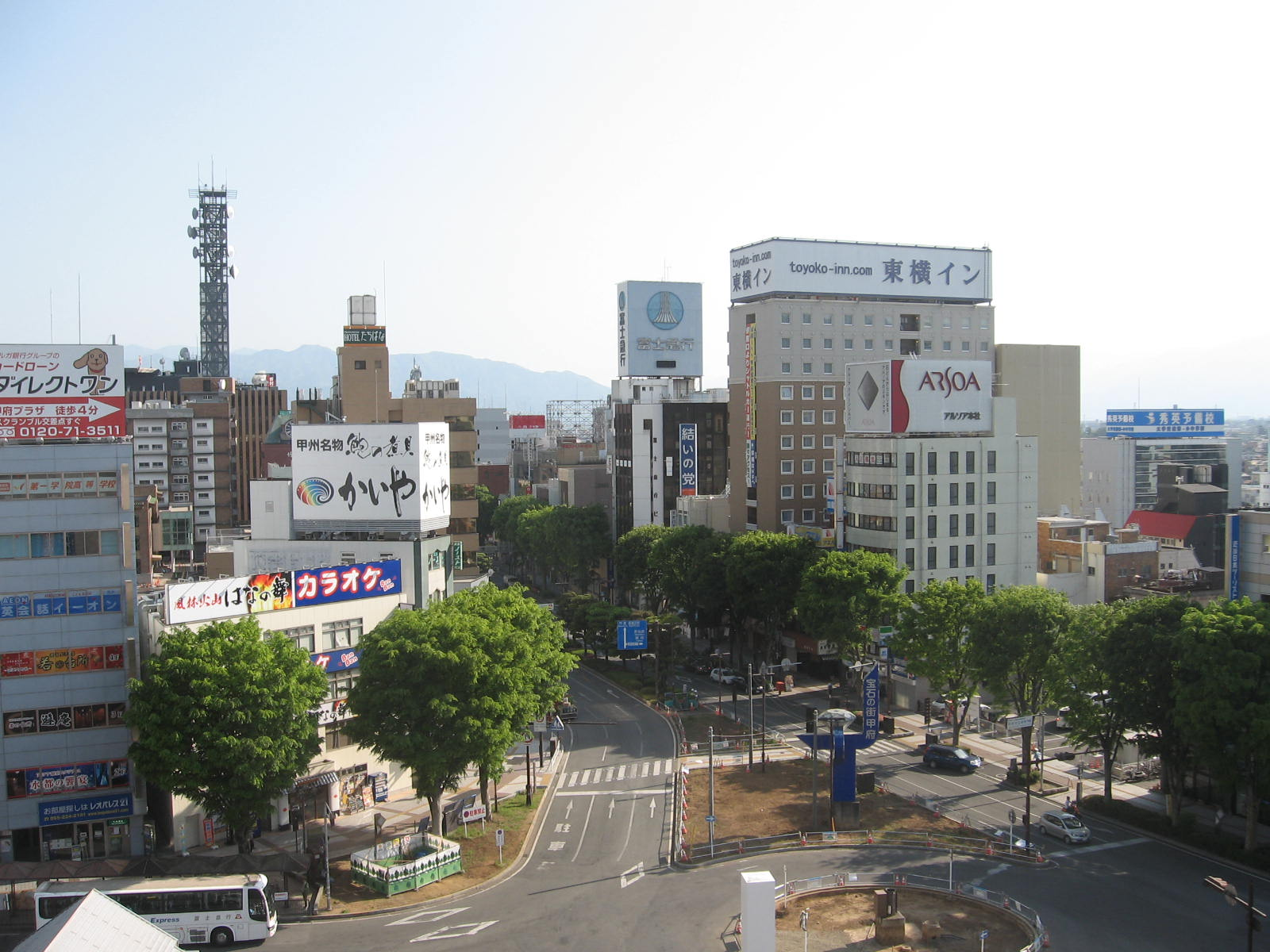
甲府駅前
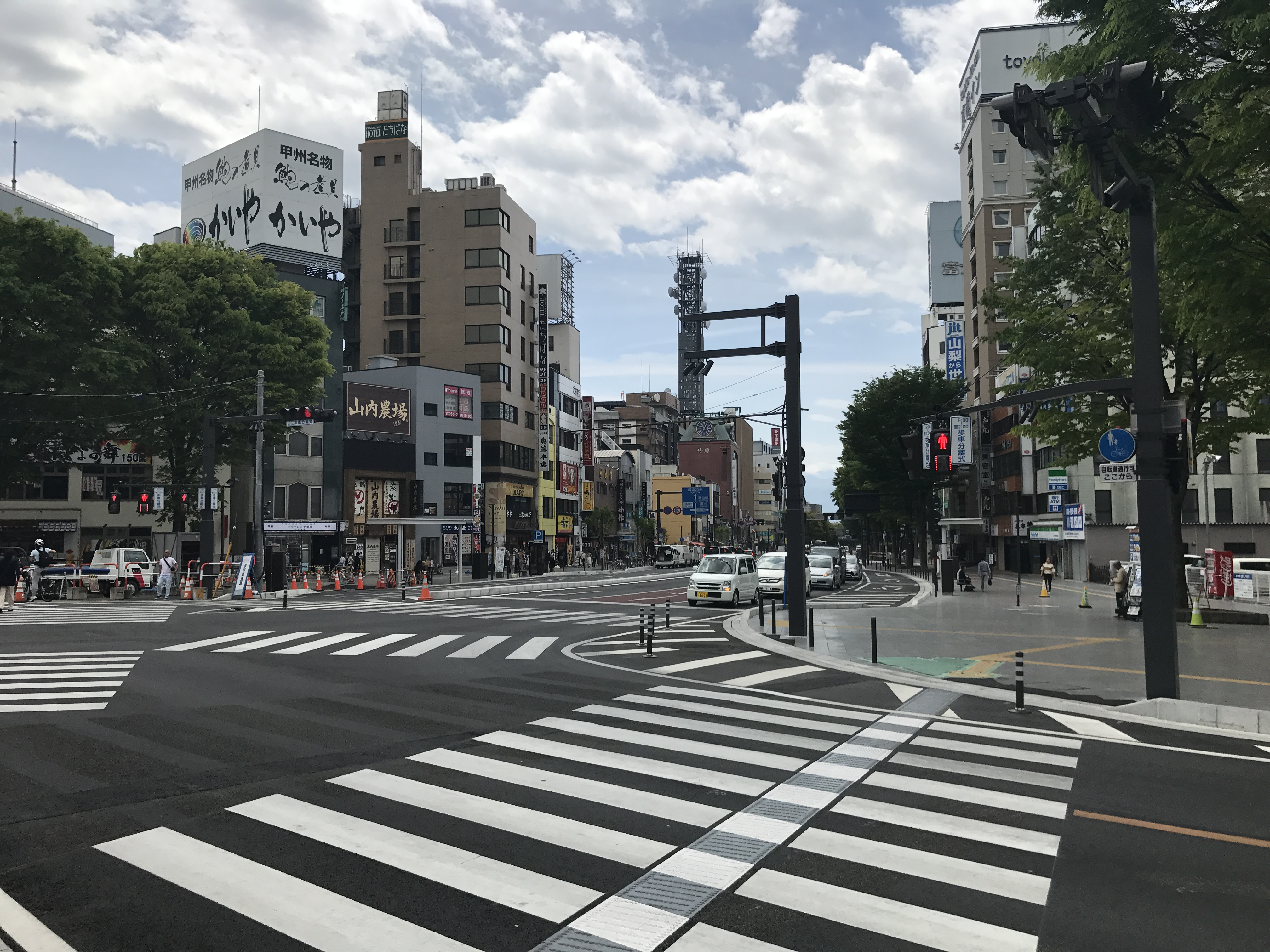
平和通り
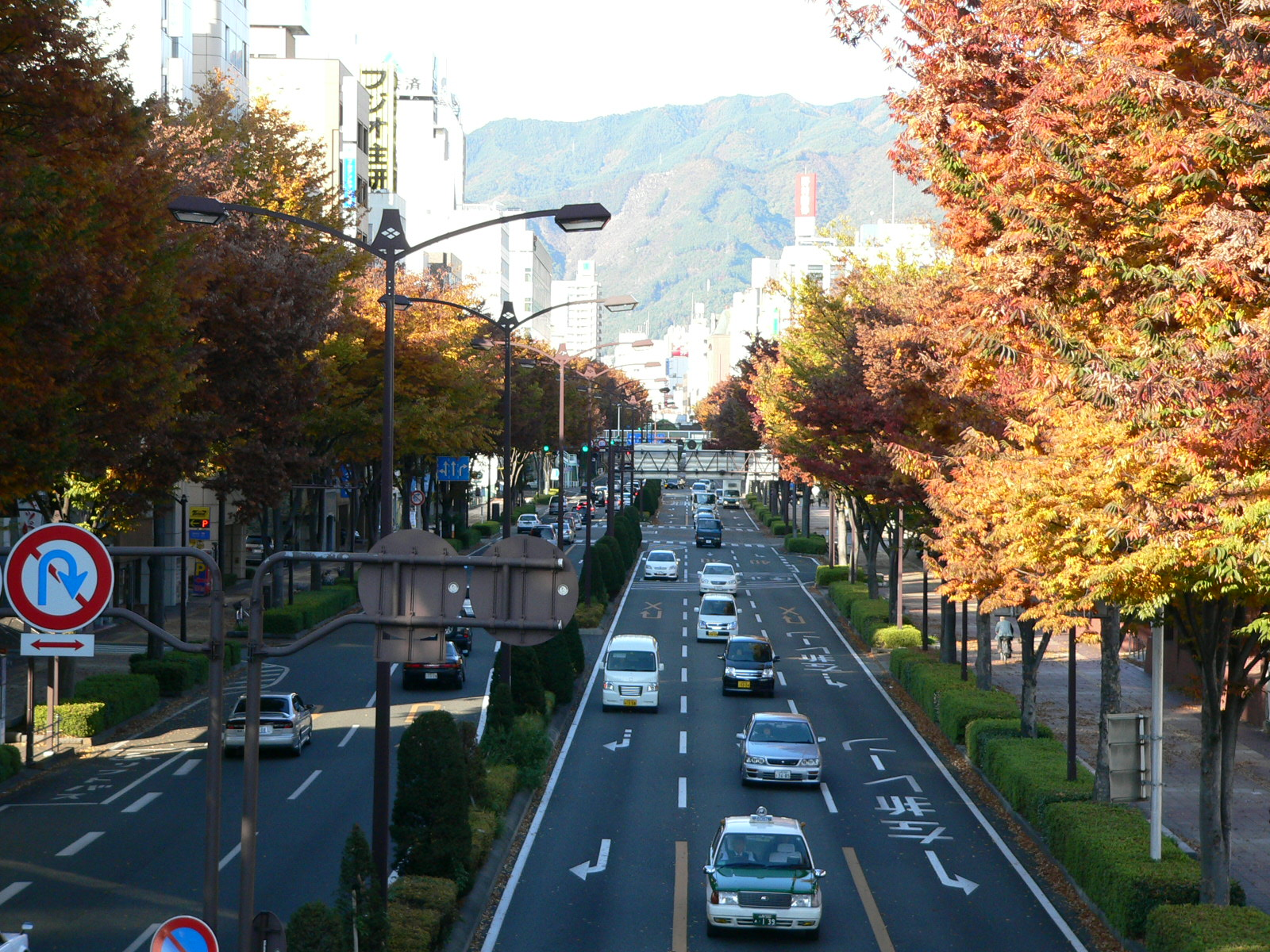
平和通り
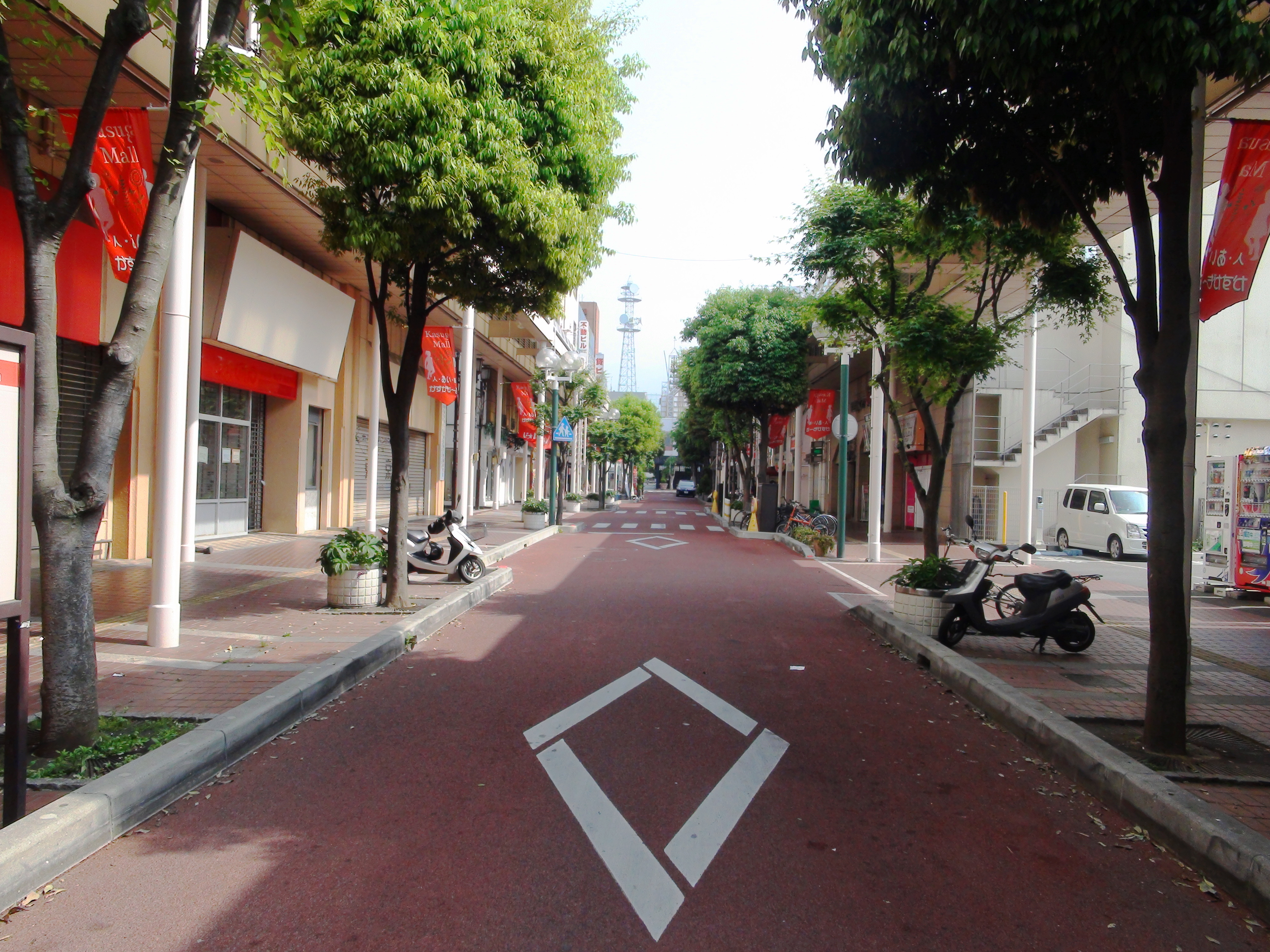
甲府中央商店街（春日あべにゅう）
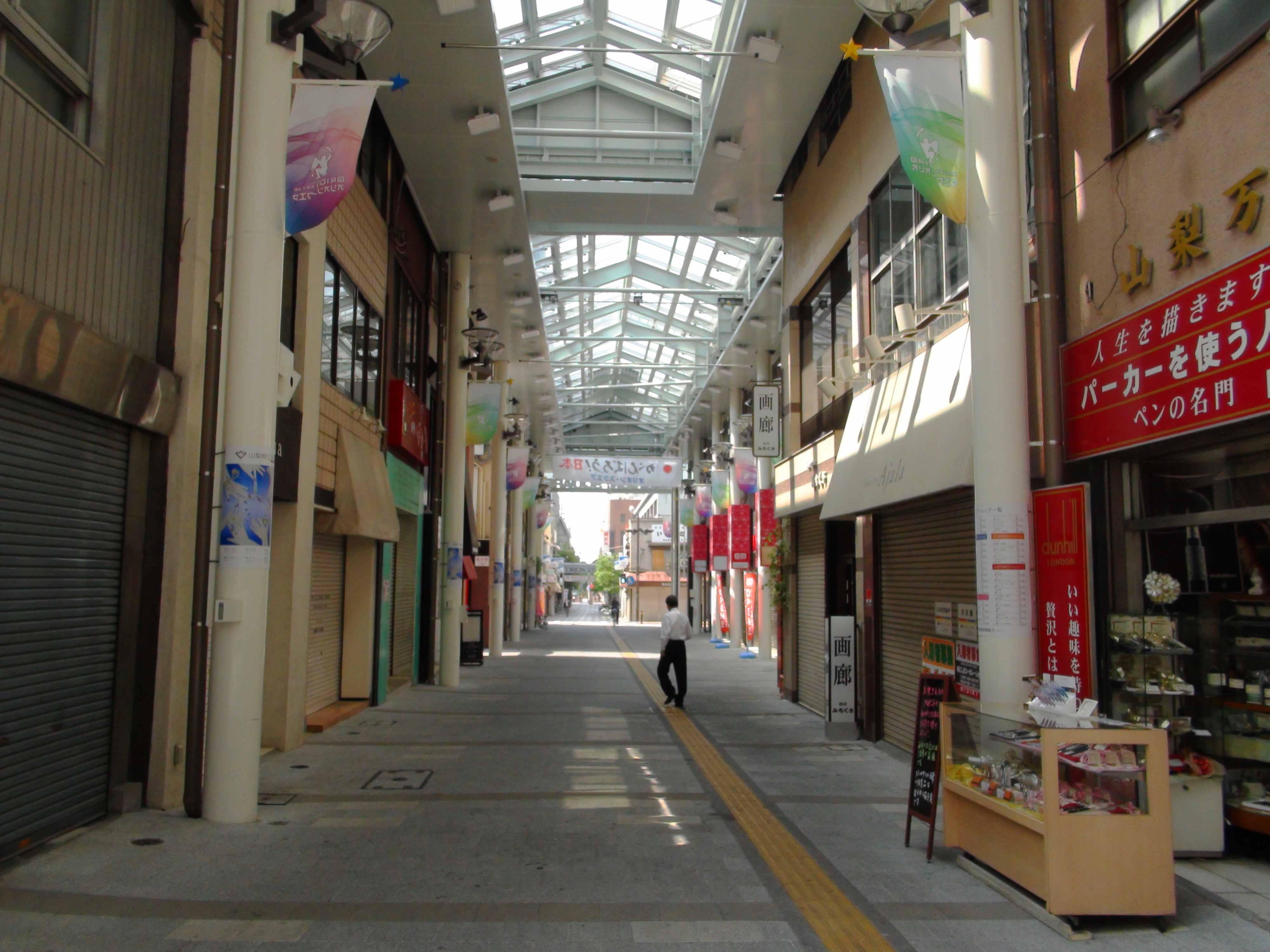
オリオンスクエア

### 本社を置く主要企業
情報通信業
- 山梨放送
- 山梨日日新聞社
- 日本ネットワークサービス
- テレビ山梨

運輸業
- 山梨交通

卸売業・小売業
- 岡島
- オギノ
- DCMくろがねや

金融業
- 山梨中央銀行
- 甲府信用金庫
- 山梨信用金庫
- 山梨県民信用組合

サービス業
- ヴァンフォーレ山梨スポーツクラブ
- 山交[注釈 4]

## 情報・通信

### 新聞社
主な新聞社
- 山梨日日新聞

### マスメディア

#### 放送局
テレビ局
- NHK甲府放送局 <総合1ch><Eテレ2ch>
- 山梨放送（YBS、NNN/NNS系列）<4ch>
- テレビ山梨（UTY、JNN系列）<6ch>

ラジオ局
- NHK甲府放送局（NHKラジオ第1・NHKラジオ第2・NHK-FM）
- 山梨放送（YBSラジオ）
- FM FUJI
- エフエム甲府

※関東からのFM放送が受信できる地域が多く、主にTOKYO FM、J-WAVEは受信し易い。

#### 中継局
- NHK甲府北テレビ中継放送所
- NHK甲府中道中継局
- 甲府送信所
- UTY甲府北口中継局
- YBS甲府北口中継局

## 生活基盤

### ライフライン

#### 電信
市外局番
- 固定電話の市外局番は古関町と梯町（いずれも上九一色北部地区）を除く全域が055（200 - 216・218 - 299）で甲府MAに、古関町と梯町は0555（20 - 99）で吉田MAにそれぞれ属する。
- 甲府MA（市外局番055）のうち、古関町と梯町を除く甲府市内では、市内局番は220 - 255・266・287が使用されている。（266は笛吹市境川町と共有）なお、笛吹市（石和町・八代町・御坂町・境川町・芦川町のみ）、甲斐市（竜王地区・敷島地区のみ）、中央市（全域）、南アルプス市（全域）、中巨摩郡昭和町（全域）、西八代郡市川三郷町（市川大門地区・三珠地区のみ）と同一MAである。
- 吉田MA（市外局番0555）のうち、古関町と梯町では、市内局番は88が使用されている。なお、富士吉田市、南都留郡富士河口湖町、西桂町、忍野村、鳴沢村と同一MAである。
- 1998年（平成10年）12月31日までは甲府MAの市外局番は0552（20 - 99）だったが、逼迫対策で200 - 219の市内局番を捻出するため、1999年（平成11年）1月1日から市外局番が1桁ずらされ、現在の055（200 - 216・218 - 309；217が除かれる理由は後述）になった。
- 市外局番055は沼津MA（静岡県沼津市、三島市など）でも使用されているが、単位料金区域（MA）が異なるため、相互間の通話は市外通話となる。（沼津MAの市内局番は700 - 709・790 - 799・900 - 916・918 - 999）市外通話であるので、市外局番からダイヤルしなければならない。
- 天気予報[注釈 5]の番号は0552-177であった。
  - 市外局番変更の際、一旦は055-177に変更されたが、静岡県東部の天気予報の所在地である沼津MAの市外局番を055にした際、市外局番が重複するため、沼津MAの市外局番変更当日の2002年2月2日に0552に戻された。なお、静岡県東部の天気予報は0559-177である）。この変更については市外局番の項目も参照。
  - この変更に伴い、217の局番を割り当て、217が市内局番から除外された。
- 古関町と梯町の市外局番を055に変更する（所属MAを甲府MAに変更する）計画は現時点で公表されていない。

## 教育

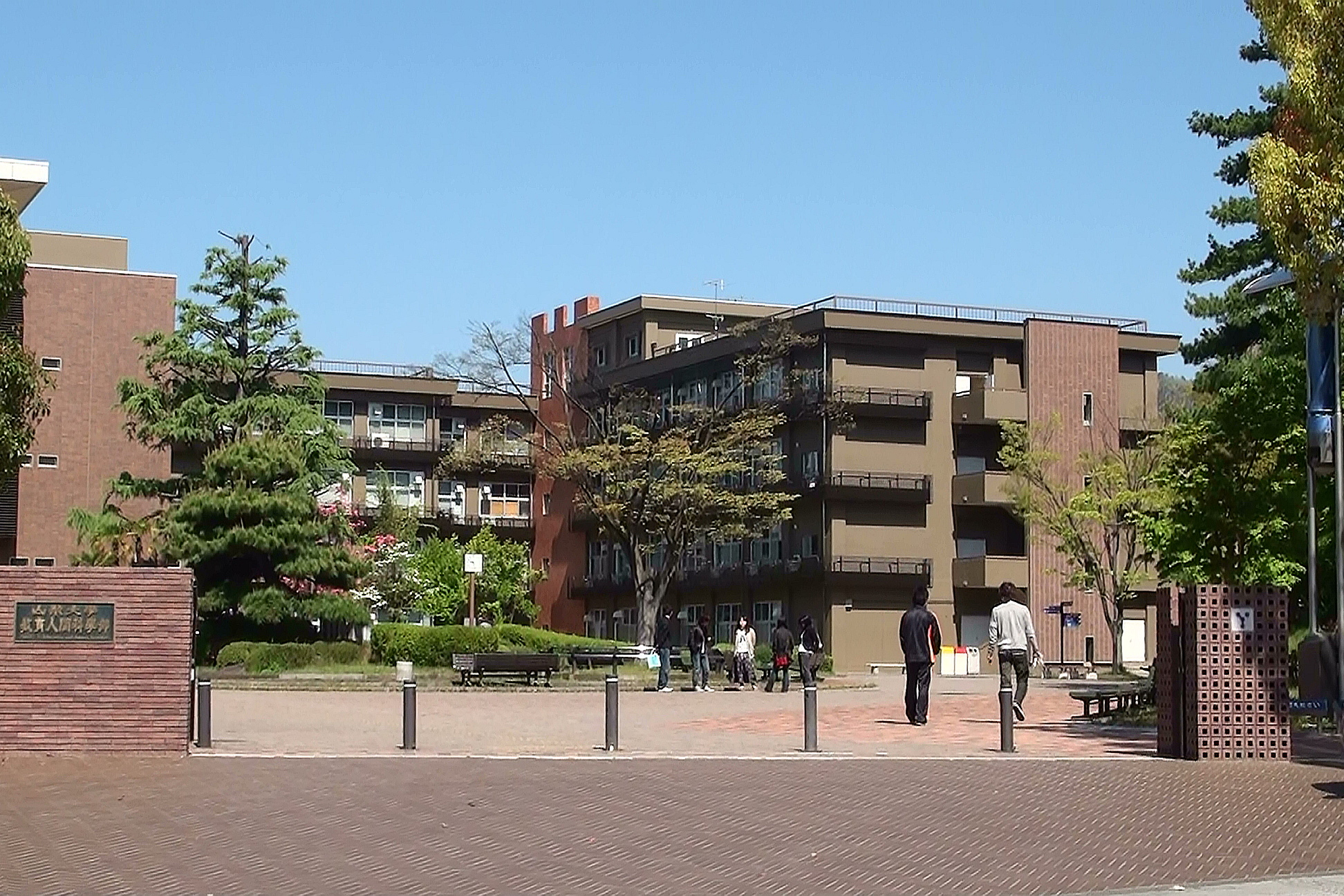
山梨大学

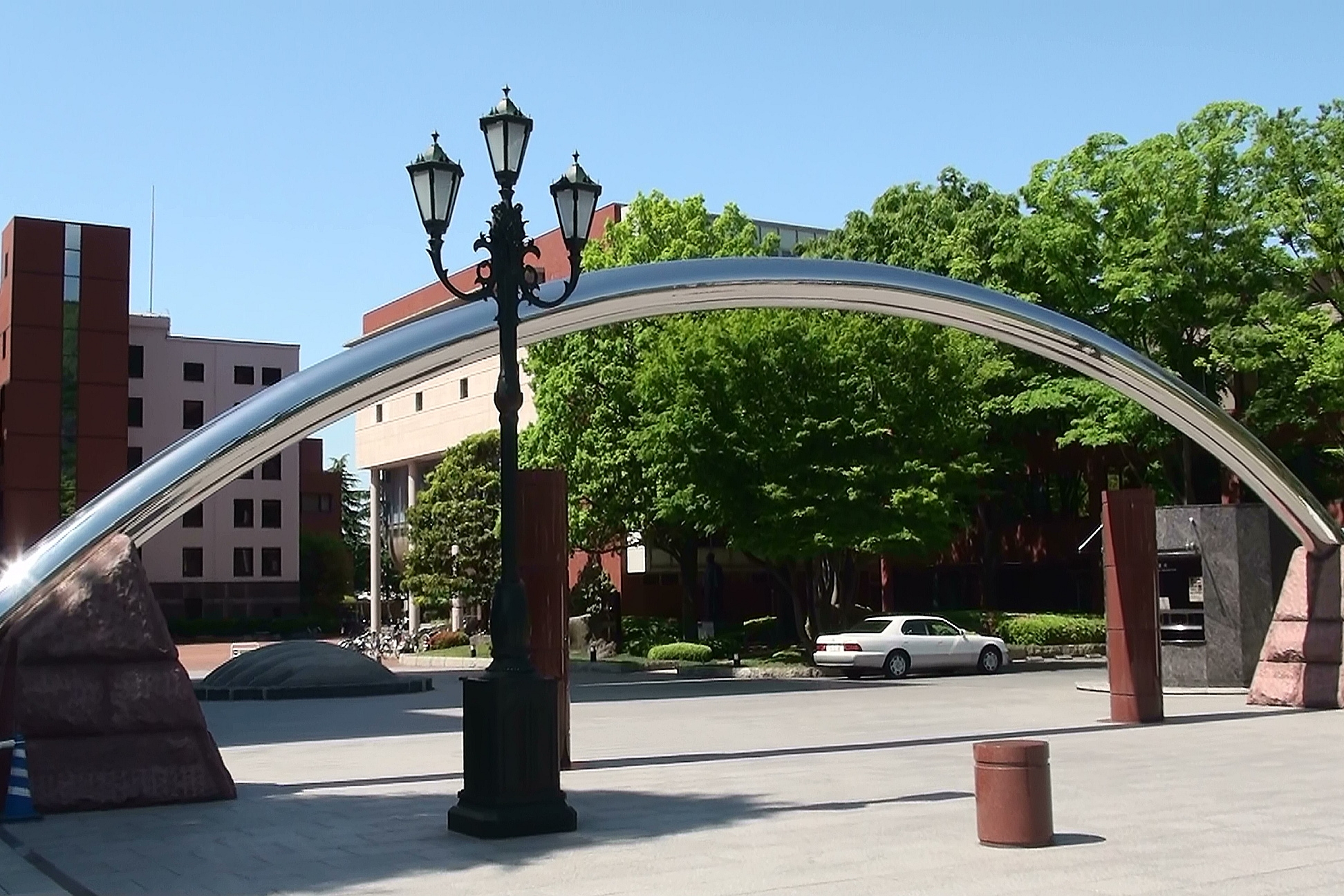
山梨学院大学

### 大学
国立
- 山梨大学

県立
- 山梨県立大学

私立
- 山梨学院大学
- 山梨英和大学

### 短期大学
- 山梨学院短期大学

### 専修学校
県立
- 山梨県立宝石美術専門学校

市立
- 甲府市立甲府商科専門学校

### 高等学校
市立
- 甲府市立甲府商業高等学校

県立
- 山梨県立甲府第一高等学校
- 山梨県立甲府東高等学校
- 山梨県立甲府西高等学校
- 山梨県立甲府南高等学校
- 山梨県立甲府城西高等学校
- 山梨県立甲府工業高等学校
- 山梨県立中央高等学校

私立
- 駿台甲府高等学校※中高併設
- 山梨学院高等学校※中高併設
- 東海大学付属甲府高等学校
- 山梨英和高等学校※中高併設
- 甲斐清和高等学校
- 自然学園高等学校※通信制キャンパス

### 中学校
国立
- 山梨大学教育学部附属中学校※小中併設

公立
- 山梨県中学校一覧#甲府市

私立
- 駿台甲府高等学校※中高併設
- 山梨学院中学校※中高併設
- 山梨英和中学校※中高併設

### 小学校
国立
- 山梨大学教育学部附属小学校※小中併設

公立
- 山梨県小学校一覧#甲府市

私立
- 駿台甲府小学校
- 山梨学院小学校

### 特別支援学校
公立
- 山梨大学教育学部附属特別支援学校
- 山梨県立甲府支援学校
- 山梨県立富士見支援学校
- 山梨県立かえで支援学校
- 山梨県立特別支援学校うぐいすの杜学園
- 山梨県立盲学校

## 交通

### 交通史
江戸時代には甲州街道の宿場町として、江戸と京都を結ぶ内陸ルートの幹線の一角であった。又、富士山南麓に当たる駿河国への交通路としては駿州往還（身延街道、河内路）や中道往還、若彦路が、信濃国への街道は隣の韮崎市から佐久往還・諏訪往還が分岐していた。

### 空路
山梨県内には空港がないため、甲府市との往来に定期航空便を利用する場合は近隣都県にある空港を利用する。
甲府駅から公共交通機関を用いた場合、空港連絡バスが直通する羽田空港と成田空港、鉄道から空港連絡バスの1回の乗り継ぎで行くことが出来る信州まつもと空港や富士山静岡空港を利用することになる。

### 鉄道

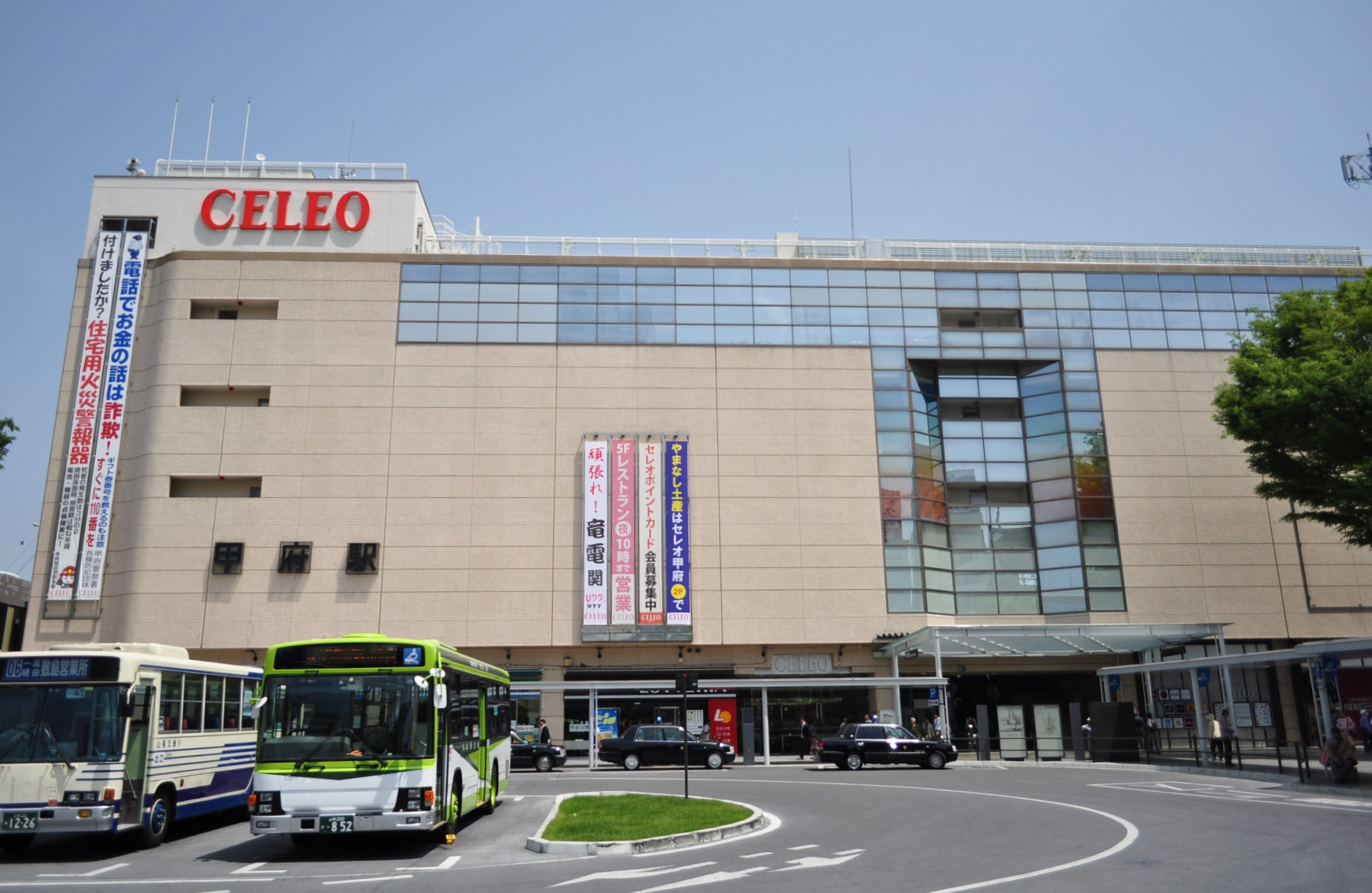
甲府駅

市の中心駅となる駅：甲府駅

#### 鉄道路線
東日本旅客鉄道（JR東日本）
 中央本線：甲府駅 - 酒折駅
東海旅客鉄道（JR東海）
CC 身延線：甲斐住吉駅 - 南甲府駅 - 善光寺駅 - 金手駅 - 甲府駅
周辺主要駅との連絡（甲府駅基準、およその時間）
- 新宿駅 - 特急「あずさ」で1時間45分、特急「かいじ」で1時間59分。
- 八王子駅 - 特急「あずさ」で1時間15分、特急「かいじ」で1時間30分。
- 横浜駅 - 八王子駅より横浜線に乗り換え、所要時間2時間。
- 大宮駅 - 新宿駅より埼京線もしくは湘南新宿ラインに乗り換え、所要時間2時間30分。
- 松本駅 - 特急「あずさ」で1時間10分。
- 静岡駅 - 特急「ふじかわ」で2時間15分。
- 名古屋駅 - 特急「あずさ」で塩尻駅または松本駅まで利用後、特急「しなの」に乗り換え。もしくは、静岡駅より東海道新幹線「ひかり」に乗換え。もしくは、八王子駅より横浜線で新横浜駅まで利用後、東海道新幹線「のぞみ」に乗換え。いずれも所要時間3時間30分。

### バス

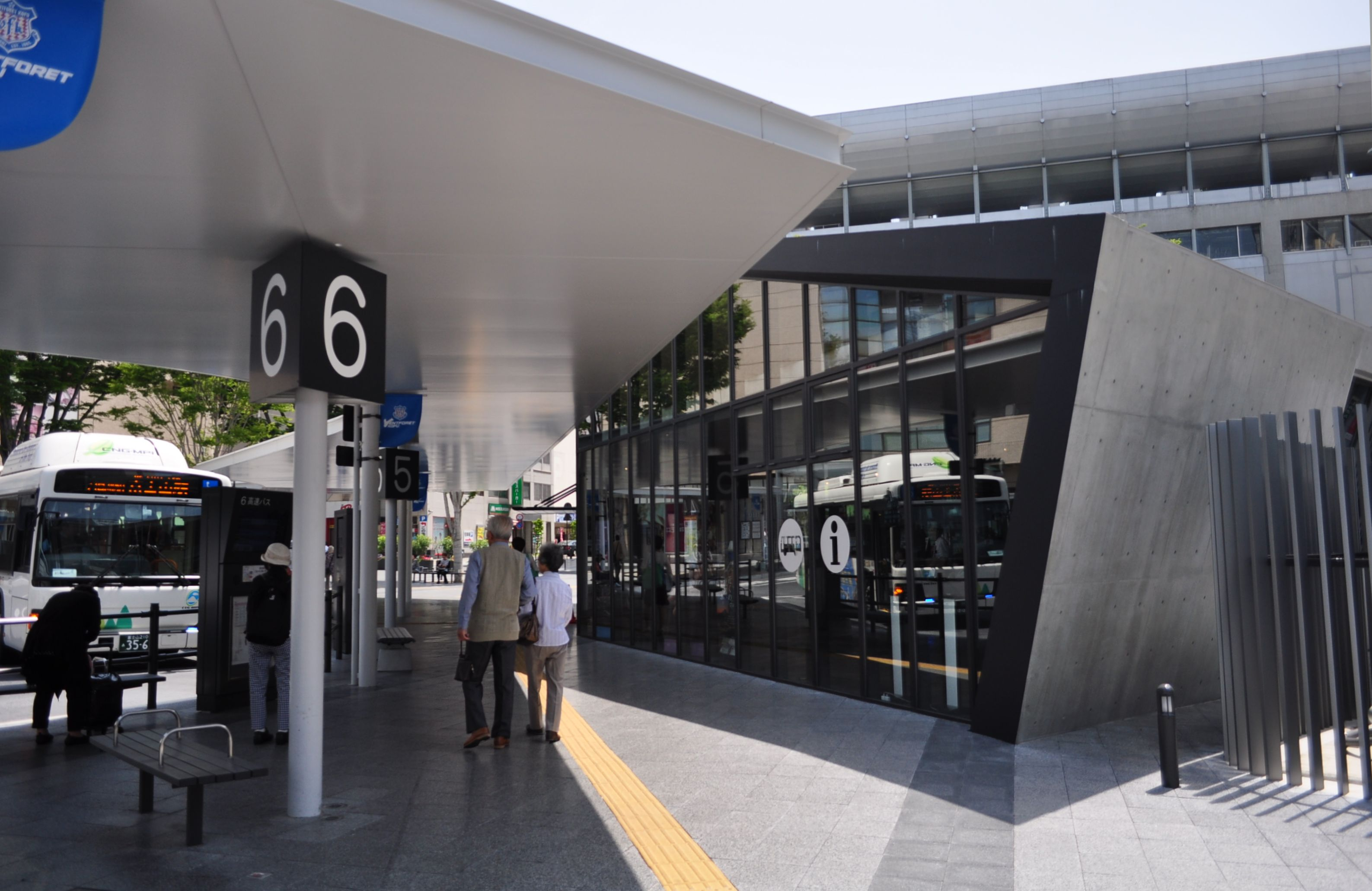
甲府駅バスターミナル

#### 路線バス
系統や行先などについては、各運行会社や甲府駅バスターミナルの記事を参照。
- 山梨交通 - 主に甲府市内やその周辺へ向かう路線を運行
- 富士急バス - 富士吉田市方面のほか、上九一色・中道地区コミュニテイバスを運行

#### コミュニティバス
主に山間地域の住民向けに買い物や通院で利用できるよう、コミュニティバスが運行されている。
- 宮本地区買物・通院等送迎コミュニティバス - 市による運行（自治体バス）
- 上九一色・中道地区コミュニテイバス - 富士急バスが運行受託

#### 高速バス
運行会社や本数などについては当該項目を参照。
- 新宿方面 - 中央高速バス
- 京都・大阪方面 - クリスタルライナー
- 名古屋方面 - 名古屋ライナー甲府号
- 成田空港方面 - 成田空港線
- 羽田空港方面 - 羽田空港線
- 横浜方面 - 横浜甲府線
- 静岡方面 - 静岡甲府線

#### BRT構想
2027年開業を目標にリニア中央新幹線の計画（一部は実験線として建設中）があり、このうち山梨県内の停車駅が甲府市南部の大津町周辺で固められているが、中心部（甲府駅周辺）からリニア駅建設予定地まで距離があることから新たな公共アクセス手段が計画されている。山梨県ではライトレール（LRT）やデュアル・モード・ビークル（DMV）などいくつかの交通手段が検討されてきたが、
安価に整備できかつ輸送量が確保できるバス・ラピッド・トランジット（BRT）での導入が最適であるとの方針を固めている（なお、山梨県リニア課の資料によるとLRTは今後の可能性案として有力視されているBRTと共に併記されている）。
さらに、BRTを導入する場合、バス専用道路と公共車両優先システム（PTPS）の二通りが検討されている。このうちPTPSについては甲府駅から山梨交通敷島営業所間ですでに導入されていることから実績があり、また専用道路方式と比較しても安価であることが利点であるが、ラッシュ時間帯は中心部の慢性的な渋滞に対処できないうえ、マイカー利用者に対して信号をバス優先にするシステムに理解を得られるか懐疑的な点が挙げられている。
一方で専用道路方式はPTPSと比較し割高になるが定時性が確保できる利点もある。また甲府駅の近くからリニア駅の近くまで荒川が流れており、ここの右岸河川敷を利用し専用道にする構想でまとめられている。2018年7月現在は、新潟BRTに雰囲気が近い国道358号改良案が優先検討されているが、具体的な国道改良案は発表されていない。また、国道改良案では朝夕の渋滞が解消できるのか、などの疑問を抱く声が山梨県公式サイト内の意見投稿に寄せられている。なお、山梨経済同友会と山梨大学によるチームではモノレール・ライトレール・BRTの順で、整備維持コストがかかる程経済効果も高くなるという分析結果をまとめた。

### 道路

#### 高速自動車国道
- E20中央自動車道
  - 甲府南IC
  - 甲府昭和IC

#### 自動車専用道路
- 新山梨環状道路
  - 西下条ランプ
  - 落合西ランプ
  - 落合東ランプ（予定）
  - 和戸ランプ（予定）
  - 桜井ランプ（予定）
  - 塚原ランプ（予定）
  - 牛句ランプ（予定）
- 甲府山梨道路（西関東連絡道路）
  - 桜井ランプ

#### 国道
- 国道20号
- 国道52号
- 国道137号
- 国道140号
- 国道358号
- 国道411号

#### 県道
主要地方道
| - 山梨県道3号甲府市川三郷線 - 山梨県道5号甲府南アルプス線 - 山梨県道6号甲府韮崎線 - 山梨県道7号甲府昇仙峡線 | - 山梨県道22号甲府笛吹線 - 山梨県道29号甲府中央右左口線 - 山梨県道31号甲府山梨線 - 山梨県道36号笛吹市川三郷線 |

一般県道
| - 山梨県道102号酒折停車場線 - 山梨県道103号南甲府停車場線 - 山梨県道104号天神平甲府線 - 山梨県道106号中下条甲府線 - 山梨県道109号善光寺線 - 山梨県道111号緑ヶ丘運動公園線 - 山梨県道112号川窪猪狩線 | - 山梨県道113号甲府精進湖線 - 山梨県道115号西下条音羽自転車道線 - 山梨県道117号小瀬スポーツ公園線 - 山梨県道119号愛宕山公園線 - 山梨県道301号白井河原八田線 - 山梨県道308号鶯宿上曽根線 |

## 観光

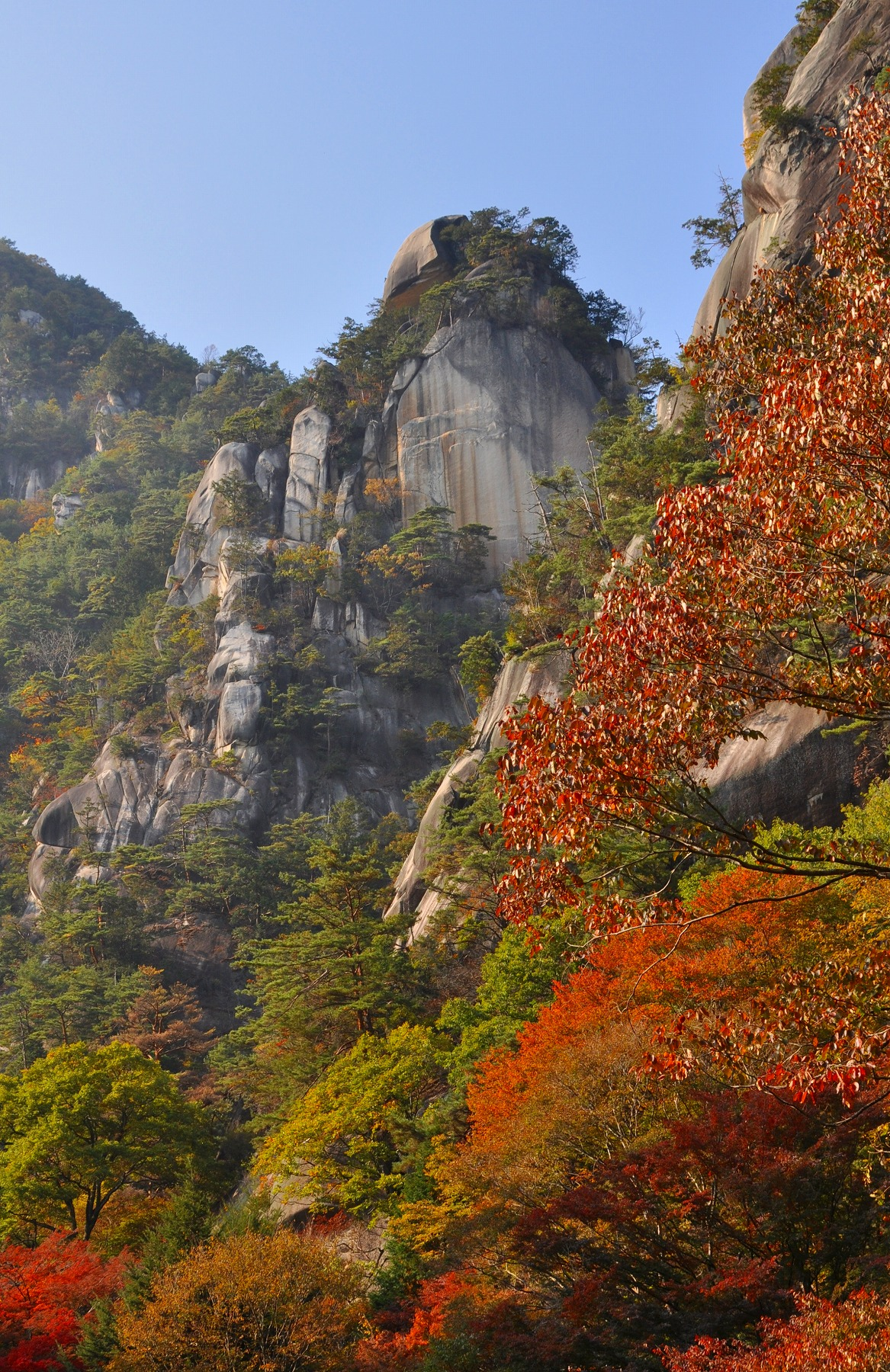
秋の昇仙峡

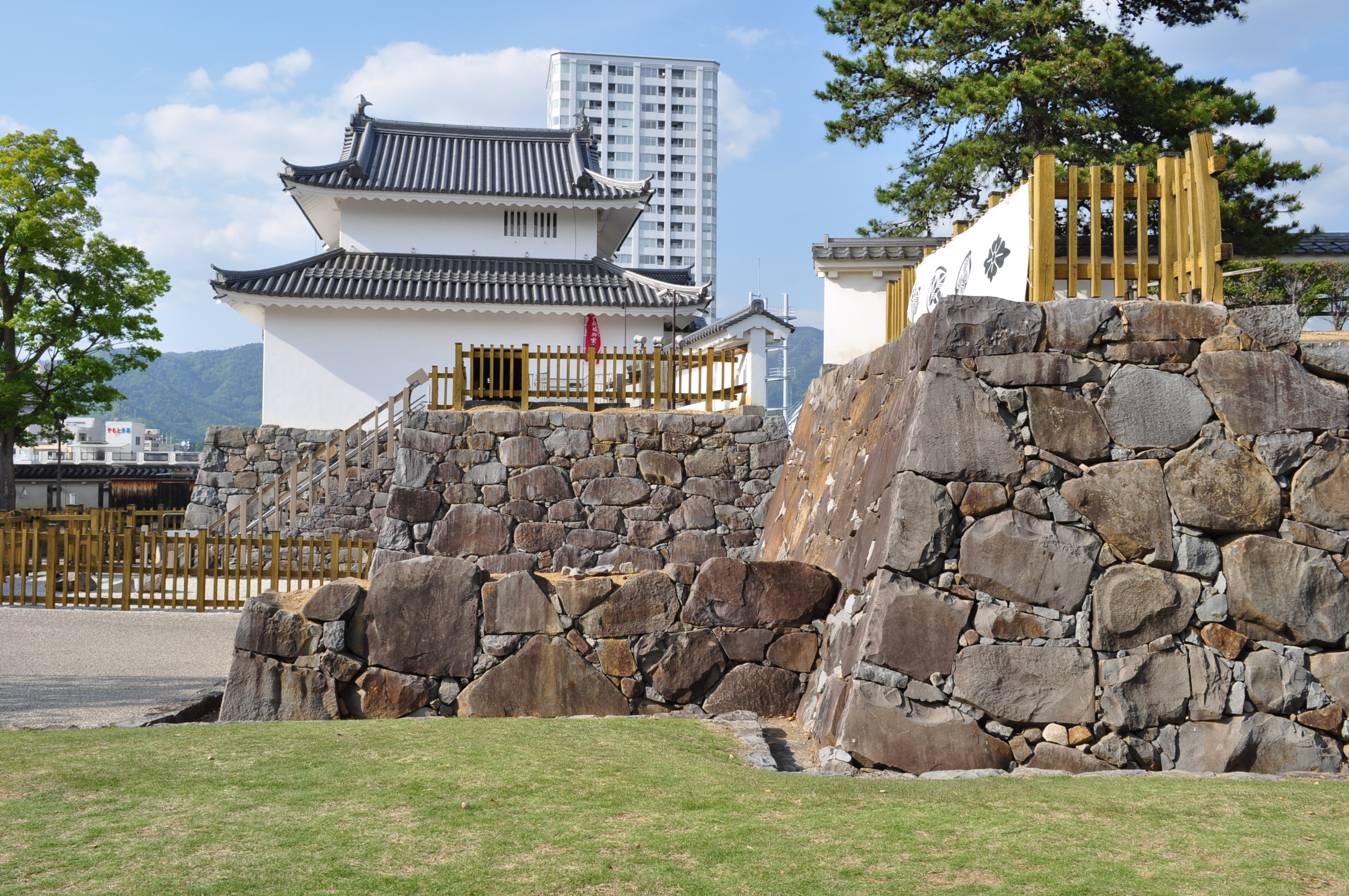
甲府城

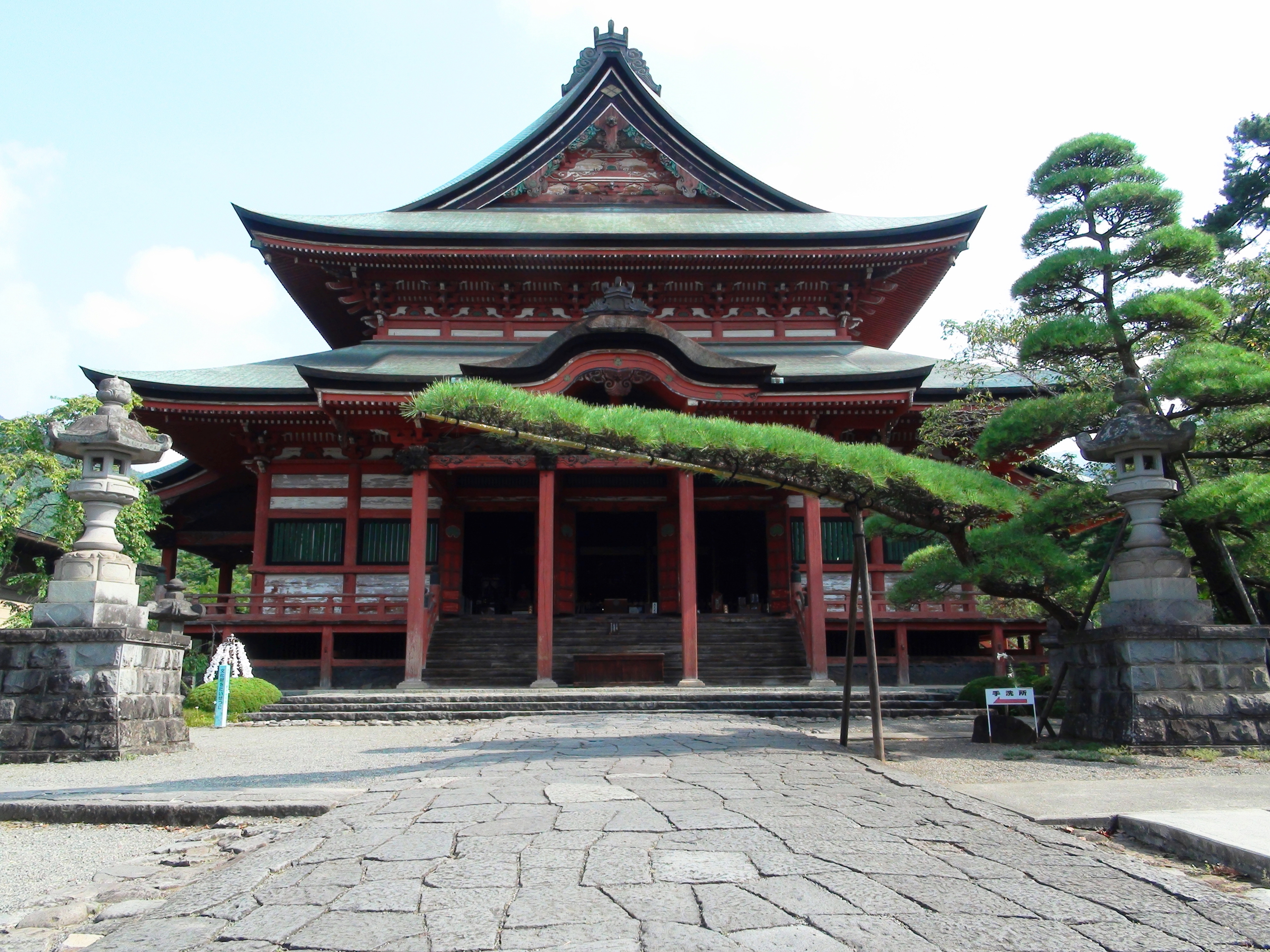
甲斐善光寺

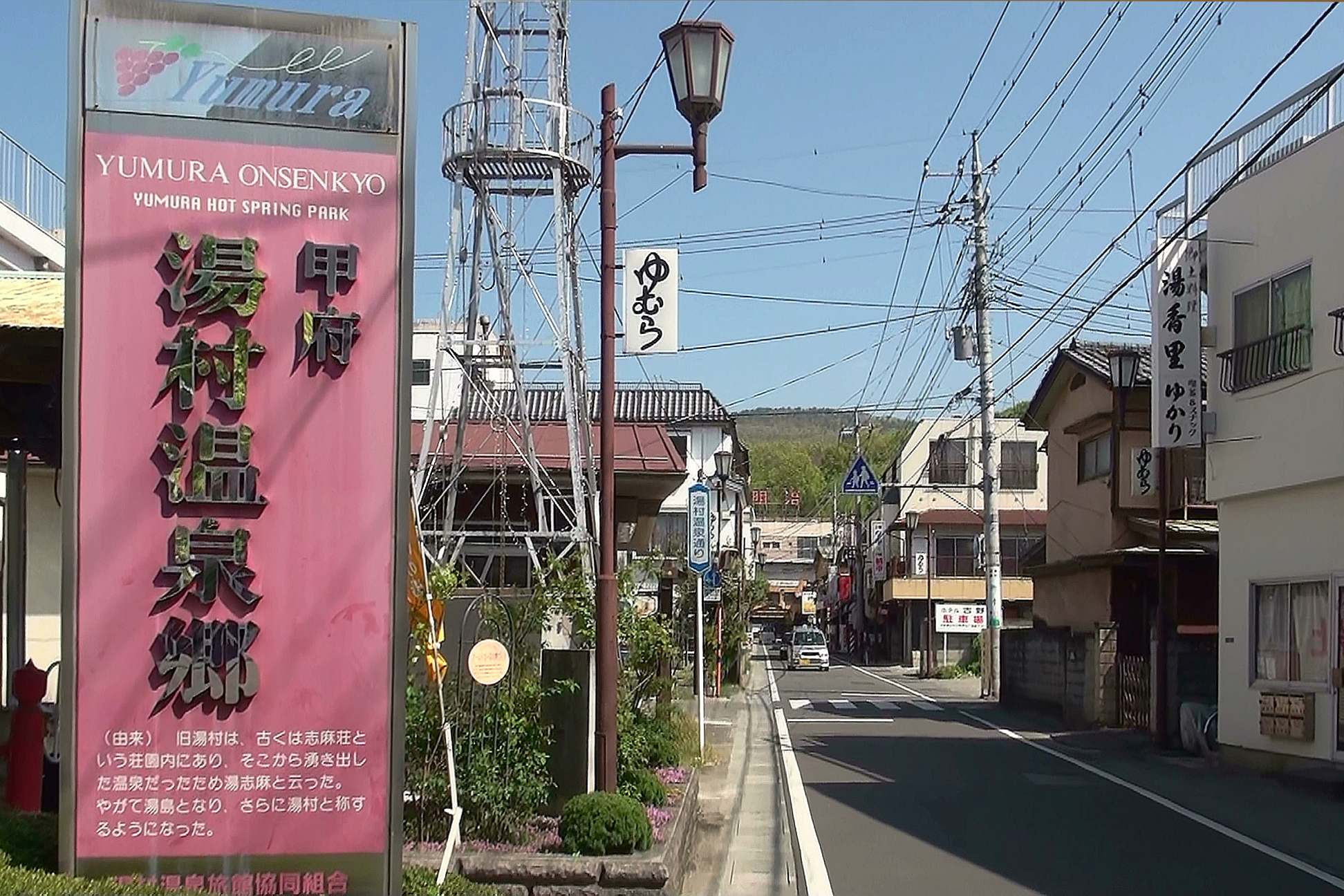
信玄の湯 湯村温泉

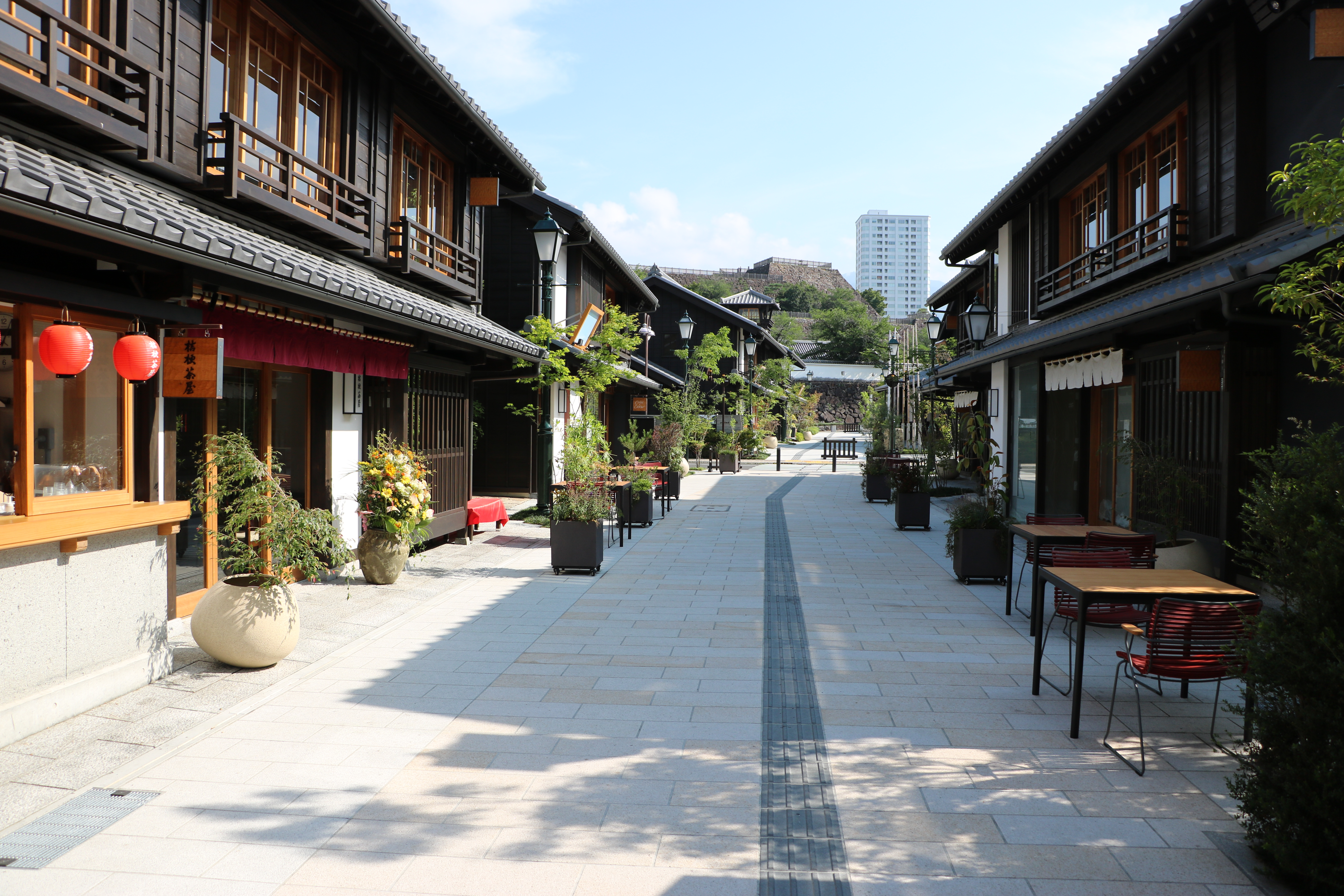
小江戸甲府花小路

### 名勝
- 昇仙峡
- 不老園
- 遊亀公園付属動物園
- 酒折ワイナリー

### 名所・旧跡
主な城郭･砦
- 甲府城跡（舞鶴城公園、国の史跡）
- 躑躅ヶ崎館（国の史跡）
- 要害山城（国の史跡）
- 勝山城

主な寺院
甲府市内には現在も数多くの寺社が存在しているが、これは甲府城の城下町整備において寺社が計画的に創建・移転されたためである。また、それらの多くは武田氏によって保護されたものであり、現在では武田氏に関係する歴史的観光資源としても機能している。
代表的なものとして、甲斐善光寺（浄土宗）や甲府五山の円光院、長禅寺、東光寺、能成寺、法泉寺（いずれも臨済宗）をはじめ、一蓮寺（時宗）、大泉寺、恵運院（曹洞宗）、信立寺（日蓮宗）などがある。
- 一蓮寺
- 恵運院
- 円光院（甲府五山）
- 塩沢寺
- 円楽寺
- 遠光寺
- 甲斐善光寺
- 逍遥院
- 信立寺
- 清運寺
- 積翠寺（武田信玄生誕地）
- 大泉寺
- 長禅寺（甲府五山）
- 東光寺（甲府五山）
- 入明寺
- 能成寺（甲府五山）
- 冨春院
- 法泉寺（甲府五山）
- 法華寺
- 要法寺
- 龍華院
- 立本寺

主な神社
- 穴切大神社
- 甲斐奈神社
- 武田神社（武田氏居館である躑躅ヶ崎館跡、国の史跡）
- 玉諸神社
- 金櫻神社
- 酒折宮
- 二宮神社
- 夫婦木神社
- 御崎神社
- 八雲神社
- 山梨縣護國神社

主な史跡
- 武田信玄公墓所（甲府市岩窪町）

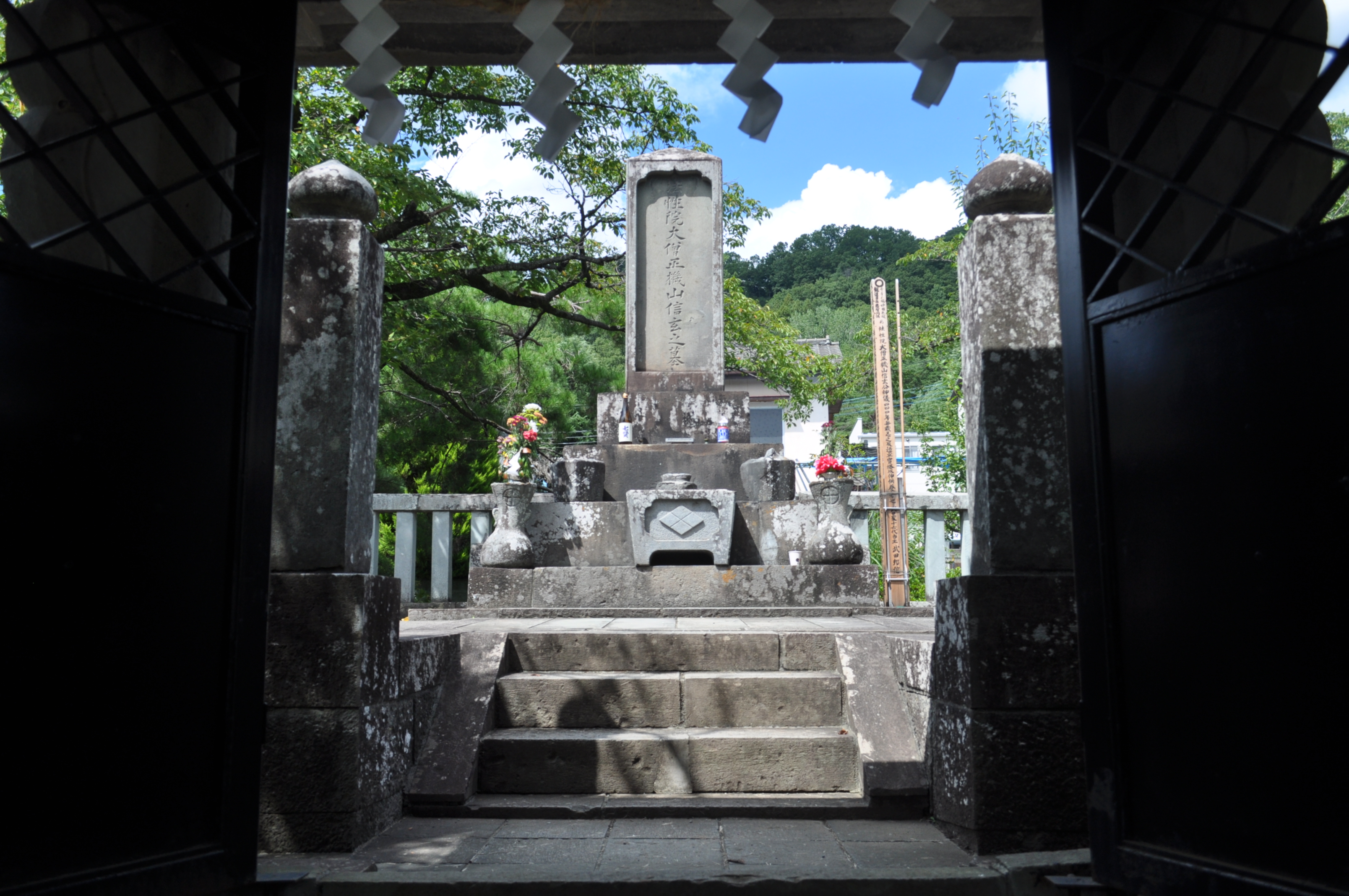
武田信玄公墓所（2017年8月17日撮影）
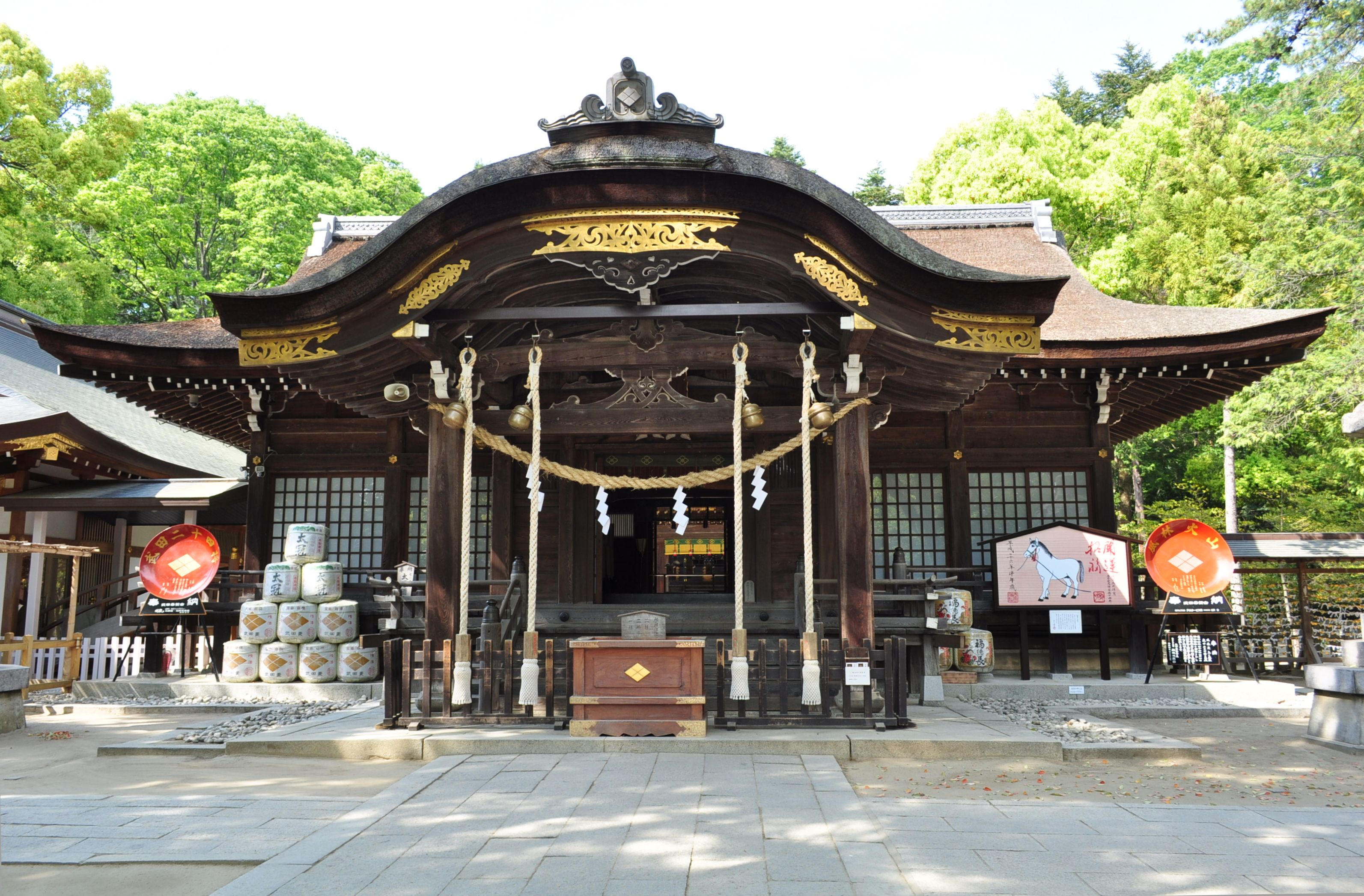
武田神社拝殿（2014年5月8日撮影）
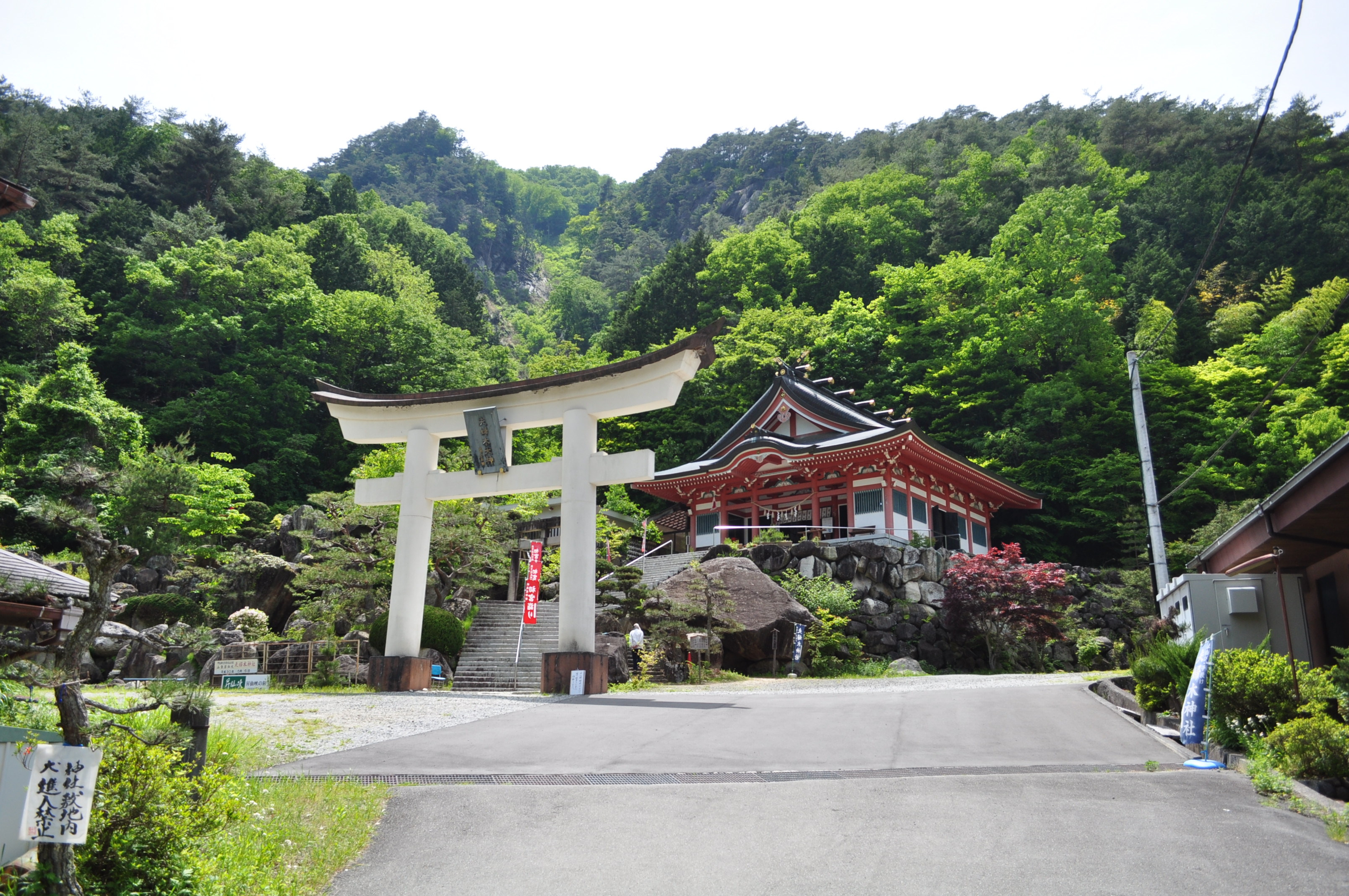
夫婦木神社（2018年5月16日撮影）

### 観光スポット
景勝地
- 昇仙峡

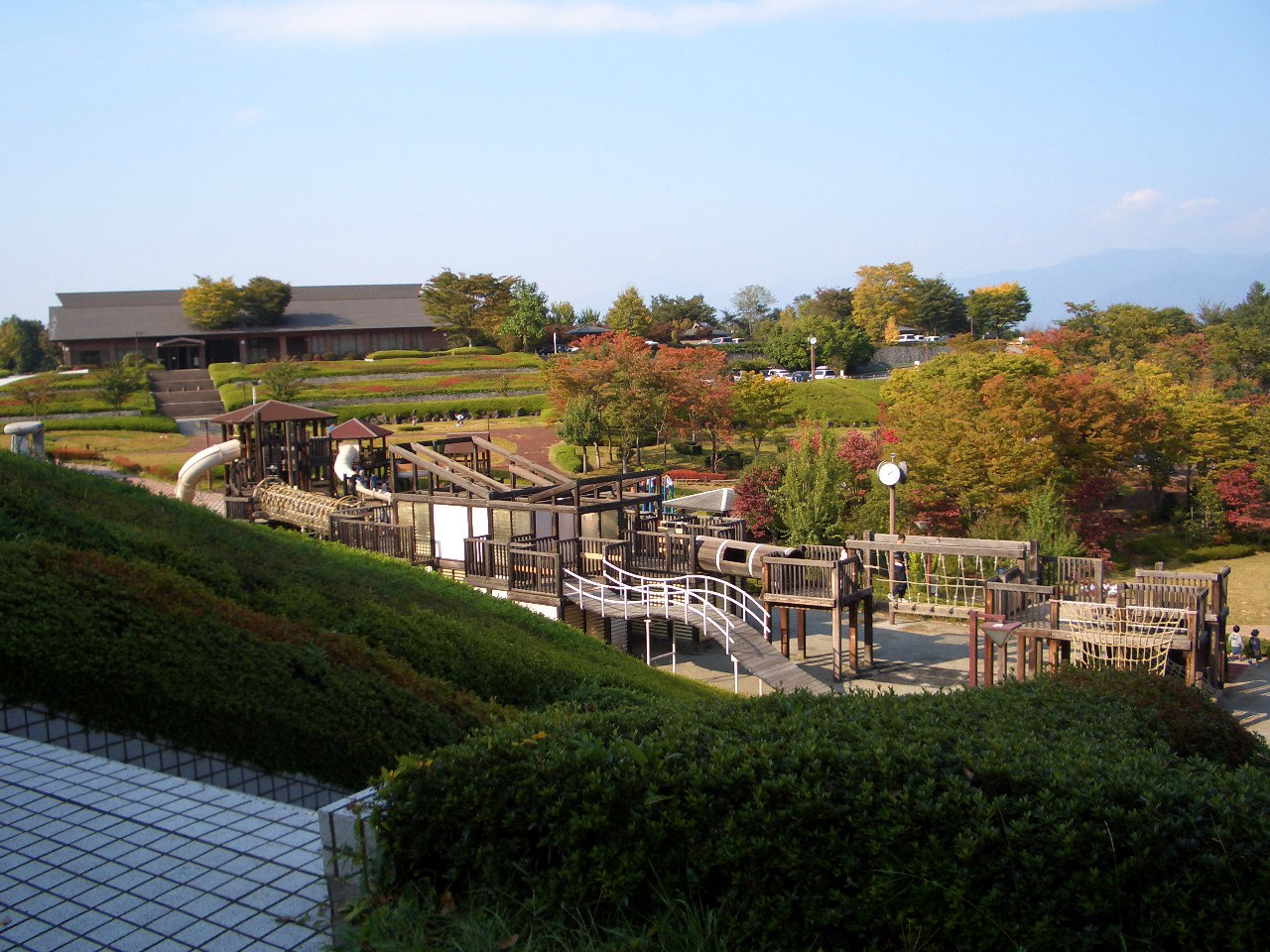
甲斐風土記の丘
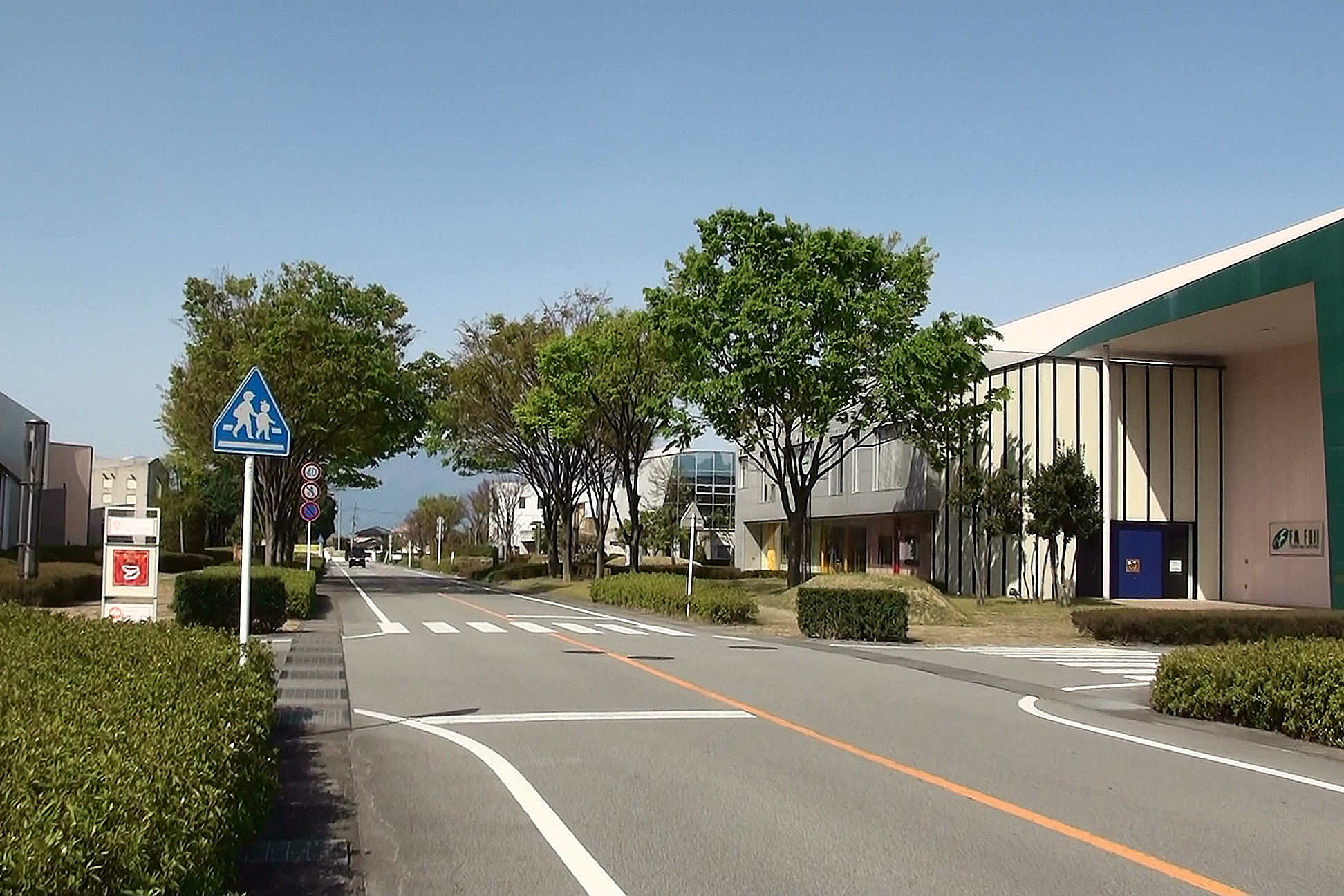
アリア・ディ・フィレンツェ
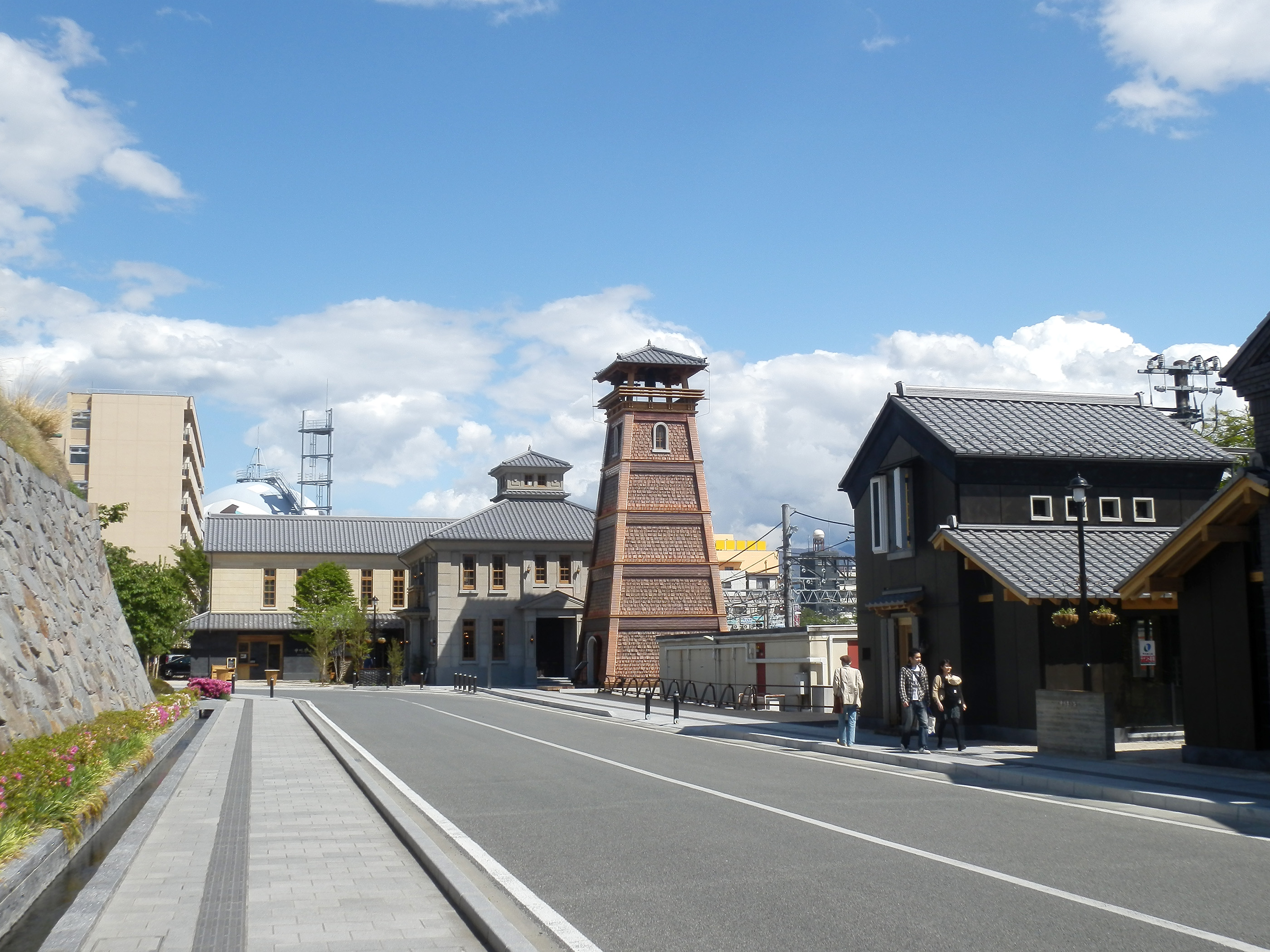
甲州夢小路
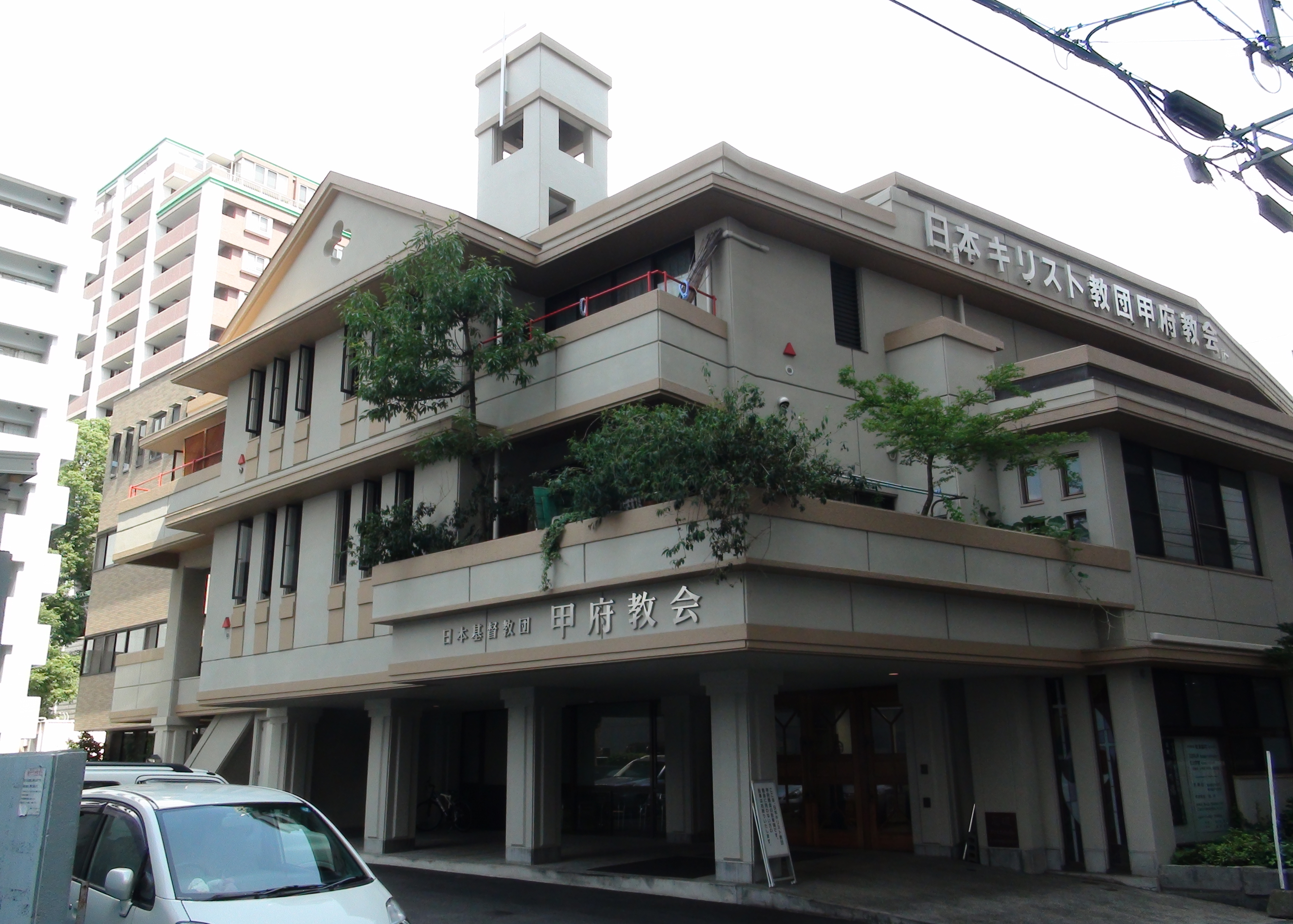
甲府教会
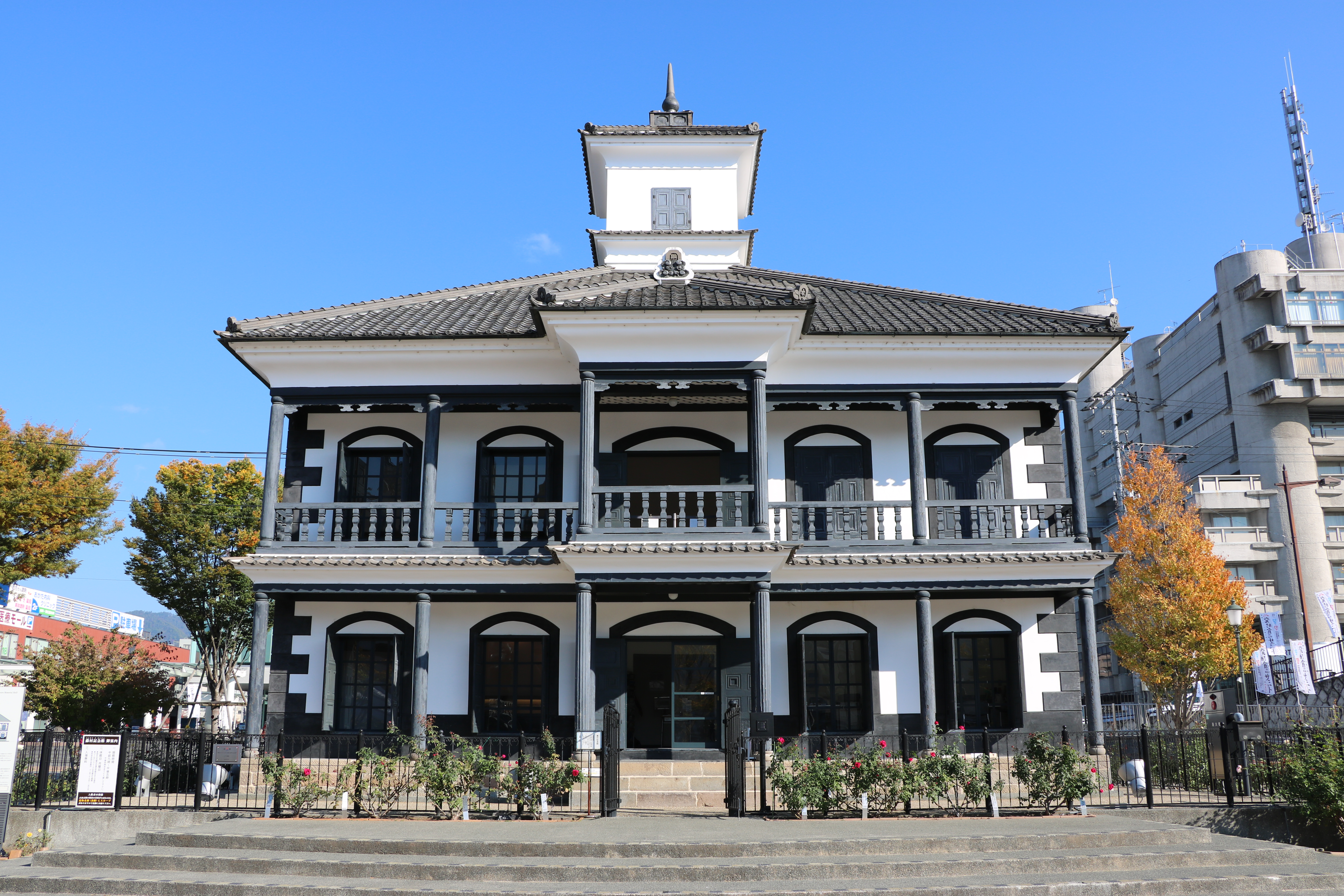
旧睦沢学校校舎
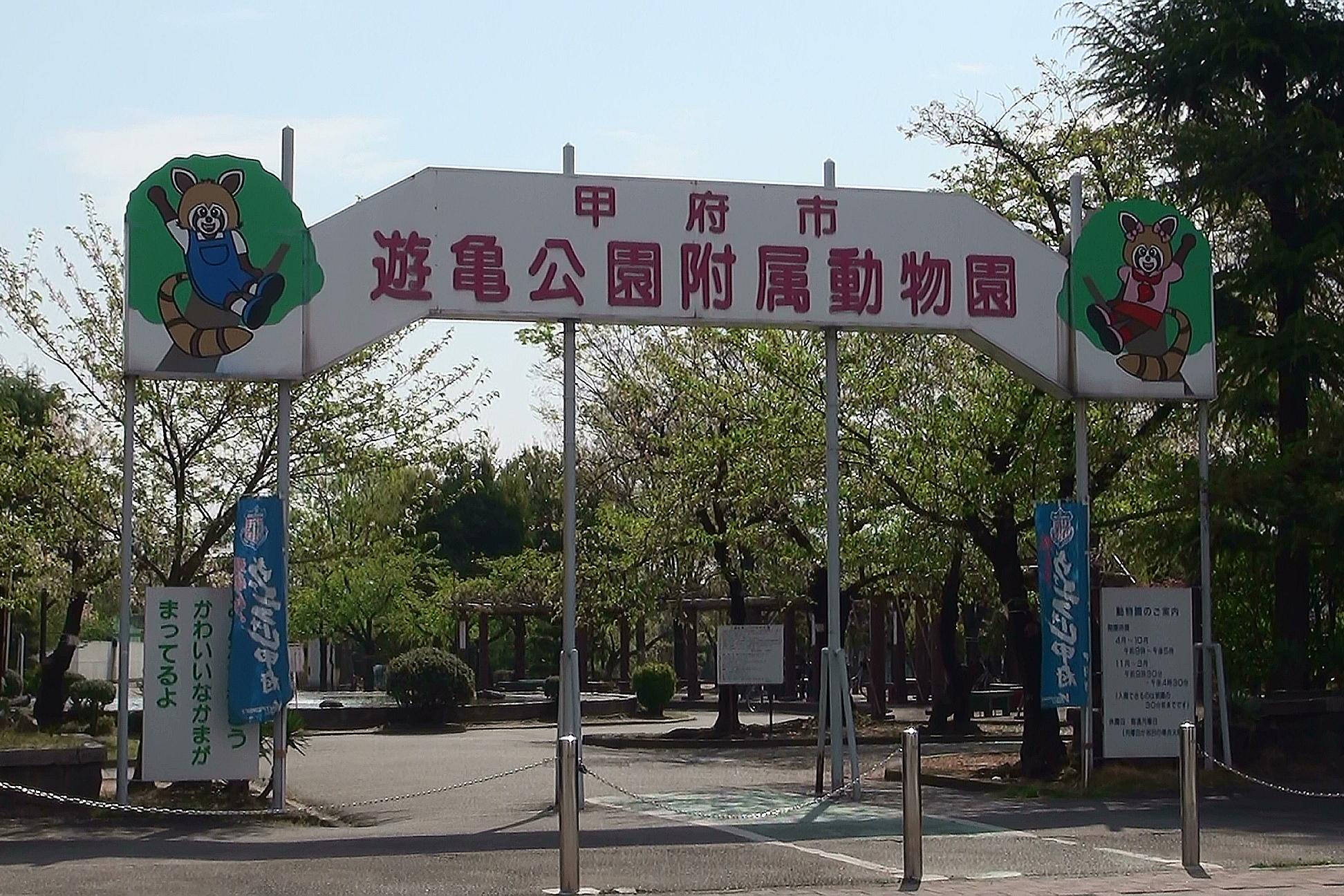
甲府市遊亀公園附属動物園
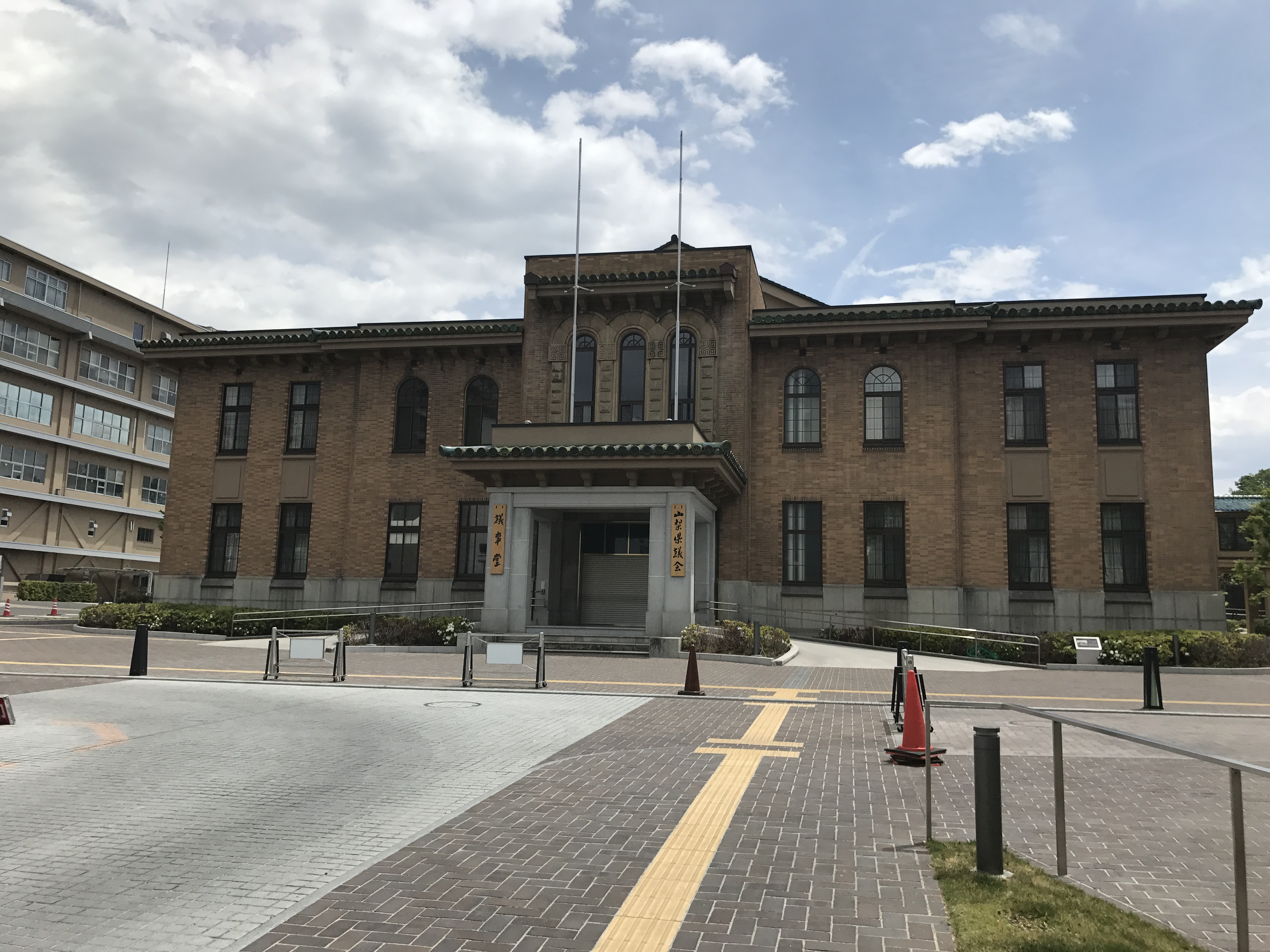
山梨県議会議事堂

温泉
- 信玄の湯 湯村温泉（信玄の隠し湯）
- 積翠寺温泉（同上）
- 甲府温泉

その他
- アリア・ディ・フィレンツェ
- 甲州夢小路
- 小江戸甲府花小路
- 甲府市藤村記念館
- 甲府市遊亀公園附属動物園
- 山梨県議会議事堂
- アイメッセ山梨

- 甲斐風土記の丘
- アリア・ディ・フィレンツェ
- 甲州夢小路
- 甲府教会
- 旧睦沢学校校舎
- 甲府市遊亀公園附属動物園
- 山梨県議会議事堂

## 文化・名物

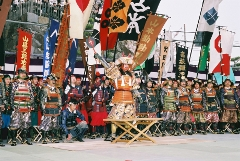
信玄公祭り

### 祭事･催事
- 信玄公祭り
- 甲府大好きまつり
- 天津司舞
- 厄除け地蔵尊大祭
- やまなし映画祭[注釈 6]

### 伝統工芸
おもな伝統工芸として宝石研磨や印伝、印鑑彫刻があり、いずれも経済産業大臣指定の伝統的工芸品である。
- 甲州水晶貴石細工
- 甲州印伝
- 甲州手彫印章

### 名物
- 鮑の煮貝
- 甲府鳥もつ煮
- シャトレーゼ
- ほうとう
- 御岳そば

### スポーツ
サッカー
- ヴァンフォーレ甲府（Jリーグ）

野球
- 山梨球友クラブ（社会人野球）

## 甲府市を舞台にした作品
- 新樹の言葉（太宰治）
- 秀子の車掌さん（井伏鱒二原作、成瀬巳喜男監督）
- 最臭兵器（MEMORIES）（大友克洋原作、岡村天斎監督）
- mono（あfろ）
- 二人で歩いた幾春秋（河野道工 原作、監督・脚本・製作：木下惠介)   甲府第一高等学校、甲府駅前ロータリーなどのシーンがある。

## 出身・関連著名人
- 戸井嘉作（衆議院議員、横浜市会議員）
- 堀内恒夫（元読売ジャイアンツ監督、元参議院議員）
- 永井学（参議院議員）
- 宮沢由佳（参議院議員）
- 小沢雅仁（参議院議員）
- 小沢鋭仁（元衆議院議員）
- 小宮山重四郎（衆議院議員）
- 矢島栄助（貴族院多額納税者議員）
- 江口英雄（上野原市長）
- 松村弾正左衛門（上小川原村出身。『甲斐国志』の編纂者）
- 村岡花子（翻訳者、児童文学者。NHKドラマ(2014年4月-9月放送)「花子とアン」の主人公）
- 今村都南雄（行政学者）
- 松村恵司（考古学者、元国立文化財機構理事長）[23]
- 宮田律（国際政治学者、現代イスラム研究）
- 古今亭寿輔（落語家）
- 久慈照嘉（元プロ野球選手）
- 梶本隆夫（元プロ野球選手、元阪急ブレーブス監督、元解説者）
- 辻俊哉（元プロ野球選手）
- 寄特直人（サッカー選手）
- 桐畑和繁（サッカー選手）
- 中田英寿（元サッカー選手）
- 堀米勇輝（サッカー選手）
- 金丸義信（プロレスラー）
- 太田一平（プロレスラー）
- 内藤香菜子（バレーボール選手/NECレッドロケッツ）
- 辻知恵（バレーボール選手/茂原アルカス）
- 富士櫻栄守（元関脇、元・中村親方）
- 竜電剛至（大相撲力士）
- 勝武士幹士（大相撲力士）
- 小栗克裕（作曲家）
- あfろ（漫画家）
- 武内直子（漫画家）
- 萩原英雄（版画家）
- 三枝浩子（画家、占術師）
- 中丸精十郎（画家）
- 赤羽博（映画監督、テレビディレクター、演出家）
- 竹前重吉（映画監督）
- 増村保造（映画監督）
- 宮沢和史（ミュージシャン）
- 柏原崇（俳優）
- 柏原収史（俳優）
- 前田昌明（俳優）
- 田原俊彦（歌手）
- 銀河万丈（声優）
- 高森奈津美（声優）
- 中川久美（元福島中央テレビアナウンサー）
- 保坂正紀（元テレビ朝日アナウンサー）
- K.A.Z（ミュージシャン）
- 大原優一（お笑い芸人、ダンビラムーチョ）
- サツマカワRPG（お笑い芸人）
- 羽中田昌（サッカー指導者、東京23フットボールクラブ監督/エッセイスト）
- Qwai（ロックバンド(メンバー全員が甲府市出身)）
- 奥山眞佐子（女優）
- 中村誠一（マヤ文明考古学者）
- 岡村真美子（ピアニスト、気象予報士）
- 平野忠彦（俳優、オペラ歌手）
- 飯野文彦（小説家）
- 岩崎正吾（作家）
- 鈴ノ木ユウ（漫画家）
- 金子文六（元中央大学理事長、元全日本大学野球連盟会長）
- 望月たけし（俳人、新俳句人連盟副会長）
- 吉田紀子（脚本家）
- 斉藤壮馬   （声優）
- サンプラザ中野くん （歌手）
- 山下永玖 (EBiDAN、さとり少年団のメンバー)
- 山田康夫 (元NHKアナウンサー）
- 望月啓太 (NHKアナウンサー）
- 篠原章（評論家、経済学者）